# SpaceX
(Elon Musk)
Space Exploration Technologies Corporation, meglio nota come SpaceX (AFI: [speɪsˈɛks]), è un'azienda aerospaziale statunitense con sede alla SpaceX Starbase, nella località texana di Boca Chica, vicino alla città di Brownsville. Fondata nel 2002 da Elon Musk con l'obiettivo di creare le tecnologie per ridurre i costi dell'accesso allo spazio e permettere la colonizzazione di Marte. L'azienda ha sviluppato i lanciatori Falcon 1, Falcon 9 e Falcon Heavy e le capsule Dragon e Dragon 2, per il trasporto di carico e astronauti da e verso la Stazione spaziale internazionale.
I traguardi di SpaceX includono il primo razzo privato a raggiungere orbita (il Falcon 1 nel 2008) e il primo lancio di una navicella spaziale privata con l'obiettivo di metterla in orbita e recuperarla (la Dragon nel 2010). Inoltre SpaceX è stata la prima compagnia privata a inviare una navicella spaziale alla Stazione Spaziale Internazionale (la Dragon nel 2012), a effettuare il primo atterraggio propulsivo per un razzo (il Falcon 9 nel 2015) e a riutilizzare un razzo (il Falcon 9 nel 2017). Successivamente è riuscita a mettere un oggetto in orbita intorno al Sole (la Tesla Roadster lanciata nel volo inaugurale del Falcon Heavy nel 2018) e nel 2020 è stata la prima compagnia privata a mandare astronauti sulla Stazione Spaziale Internazionale (la missione Crew Dragon Demo-2).
SpaceX mantiene accordi con la NASA per l'invio di missioni di rifornimento verso la Stazione Spaziale Internazionale (i contratti Commercial Resupply Services) e di astronauti (Commercial Crew Program), nonché con il Dipartimento della difesa degli Stati Uniti d'America e compagnie private per il lancio di satelliti.
A settembre 2016, il CEO Elon Musk svelò l'Interplanetary Transport System, un'iniziativa finanziata da privati per sviluppare la tecnologia dei voli spaziali per il volo interplanetario. Nel 2017, Musk svelò una configurazione aggiornata del sistema, ora chiamata Starship, che è stata pianificata per essere completamente riutilizzabile: sarà il razzo più grande di sempre, e ha completato il primo volo di prova nell'aprile del 2023.
A ottobre 2018 SpaceX è stata autorizzata dalla Federal Communications Commission (FCC) al collocamento in orbita bassa da 160 a 200 km di una costellazione di satelliti nell'ambito del progetto Starlink, per l'accesso a internet satellitare globale in banda larga a bassa latenza. Con il terzo lancio avvenuto a gennaio 2020, SpaceX è diventata la più grande compagnia privata operante nel settore dei satelliti.

## Storia

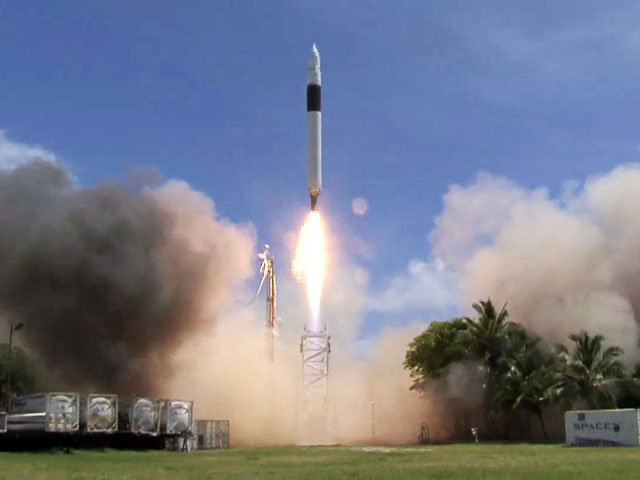
Lancio Falcon 1 (2008)

Nel 2001 Elon Musk propose il progetto Mars Oasis, che consisteva nel tentativo di costruzione di una serra sperimentale su Marte, contenente semi con gel liofilizzati, che una volta reidratati avrebbero permesso la crescita delle piante sul suolo marziano. Musk, però, si rese conto che anche con un budget maggiore il viaggio verso Marte sarebbe stato proibitivamente dispendioso ed era pertanto necessario un importante passo avanti nella tecnologia dei lanciatori. Per questo motivo l'imprenditore sudafricano si recò diverse volte a Mosca, dove si aspettava di acquistare un ICBM (Dnepr-1) revisionato, ma davanti a una proposta d'acquisto ritenuta eccessiva dovette abbandonare l'idea. Durante il volo di ritorno Musk pensò che poteva fondare lui stesso una compagnia che potesse costruire i lanciatori che gli servivano a prezzi accessibili.

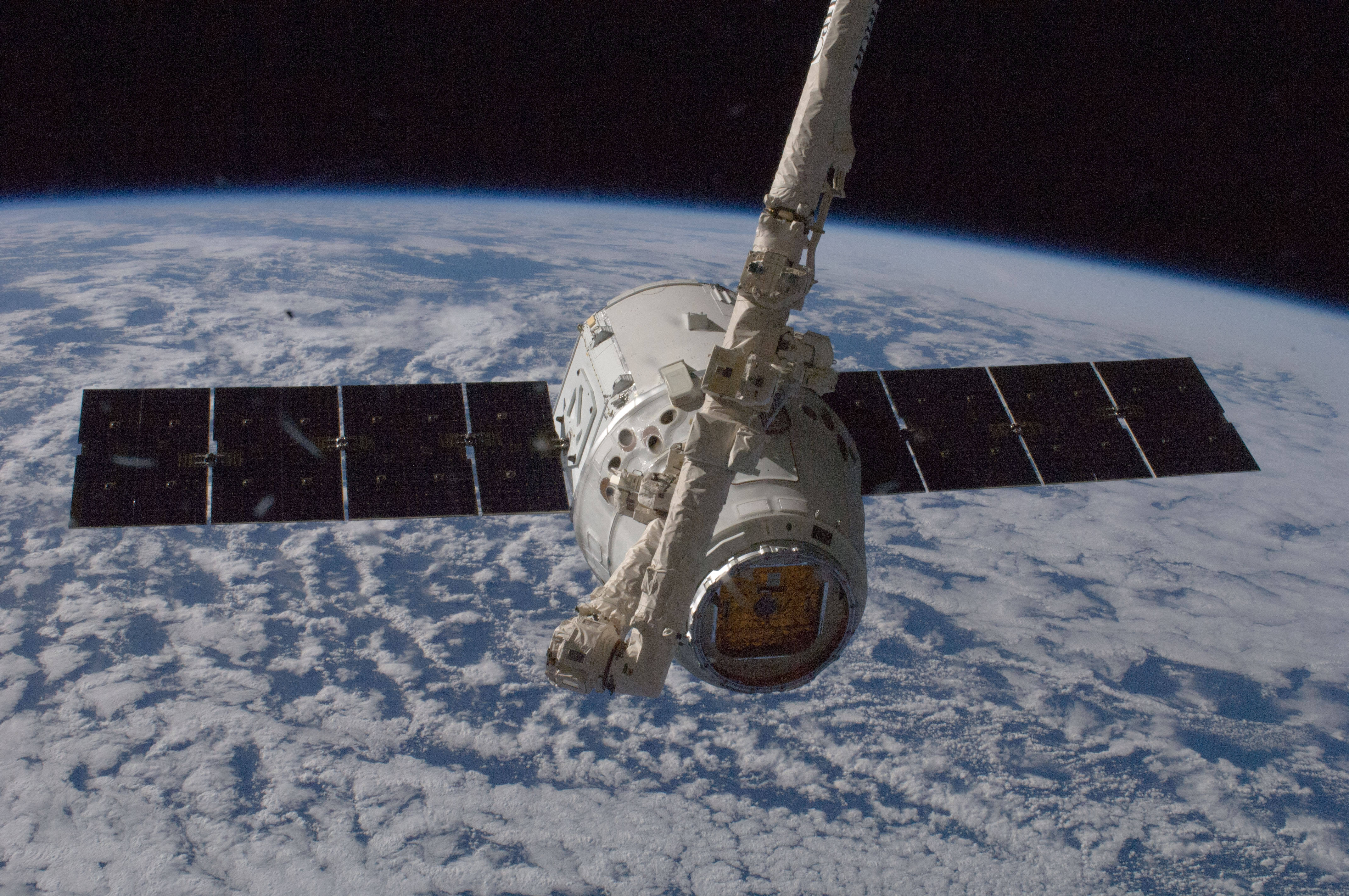
SpaceX Dragon ormeggiato sulla Stazione Spaziale Internazionale (2012).

SpaceX nacque all'inizio del 2002 dalla collaborazione tra Elon Musk e Tom Mueller ed ebbe come prima sede un magazzino a El Segundo, in California. All'inizio l'azienda consisteva in una piccola startup di pochi dipendenti, ma fin da subito vennero gettate le basi per la realizzazione di razzi con costi di produzione ridotti: il primo progetto venne chiamato Falcon 1. Nel marzo del 2006 avvenne il primo lancio, ma fu un fallimento. Solo il quarto test avvenne con successo e rappresentò un primato per le agenzie aerospaziali private: il Falcon 1 fu infatti il primo razzo privato a raggiungere l'orbita. Tale risultato fu importantissimo per l'azienda, poiché a causa delle ingenti spese e del fallimento dei primi lanci, SpaceX avrebbe rischiato il fallimento. Successivamente SpaceX sostituì la precedente generazione di razzi con i Falcon 9, famiglia di lanciatori sviluppati all'interno di un progetto finanziato principalmente dalla NASA e inaugurato il 4 giugno 2010 con il primo volo del Falcon 9 v1.0.

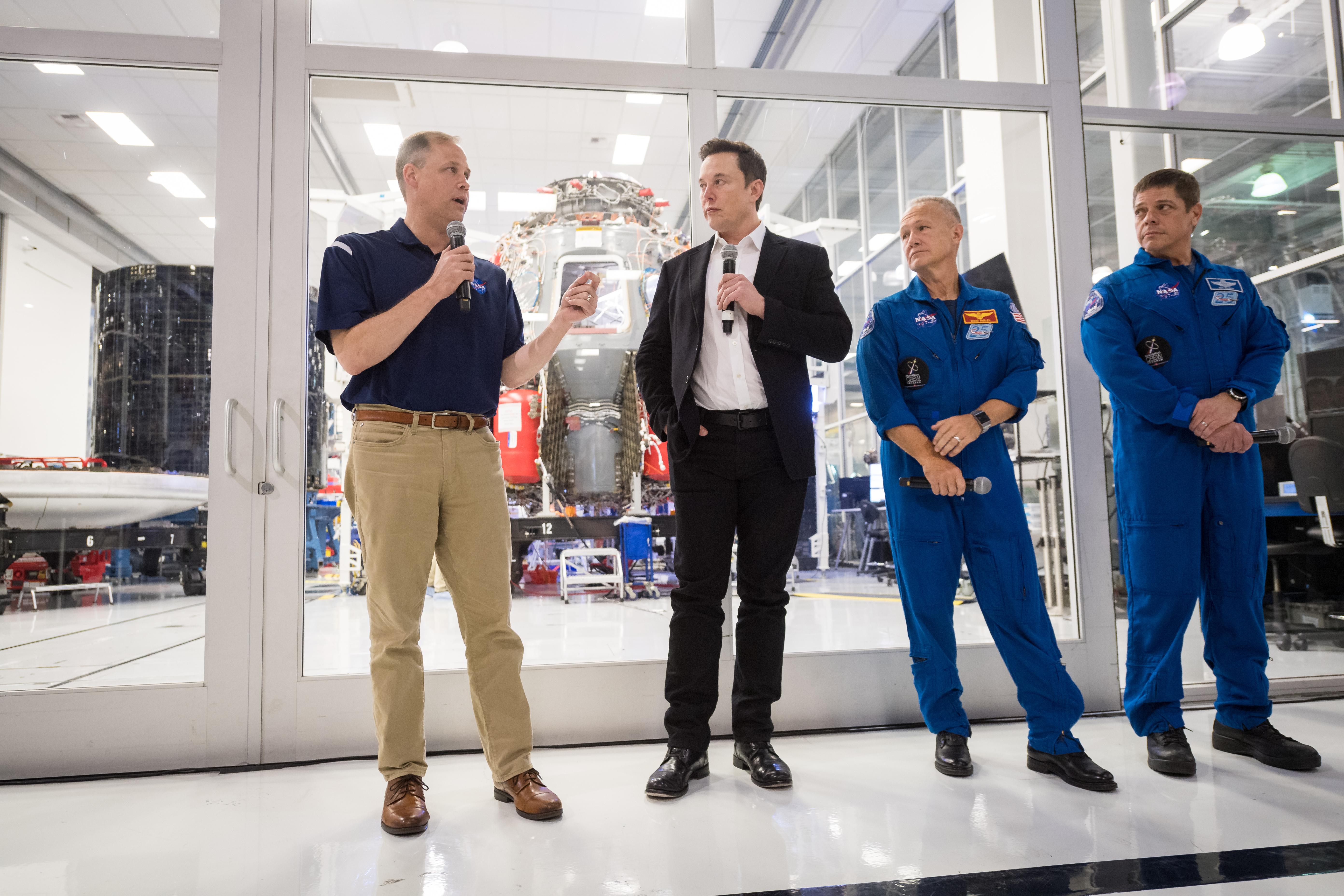
Jim Bridenstine, Elon Musk, Douglas Hurley e Robert Behnken durante una visita al quartier generale di SpaceX a Hawthorne, 2019

Il 2015 fu l'anno inaugurale per Starlink, una costellazione di satelliti per l'accesso a internet satellitare globale in banda larga a bassa latenza. All'inizio le attività legate a questo progetto erano di ricerca e sviluppo ed ebbero molti ostacoli a causa dell'importanza delle orbite che i satelliti sarebbero andati a occupare: la comunità scientifica, infatti, ritenne che aumentare il numero di detriti all'interno della bassa atmosfera avrebbe causato particolari problemi nel campo dell'osservazione meteorologica. Di fronte a queste posizioni SpaceX dovette rivedere il progetto originale e propose un piano di migrazione dei detriti spaziali.

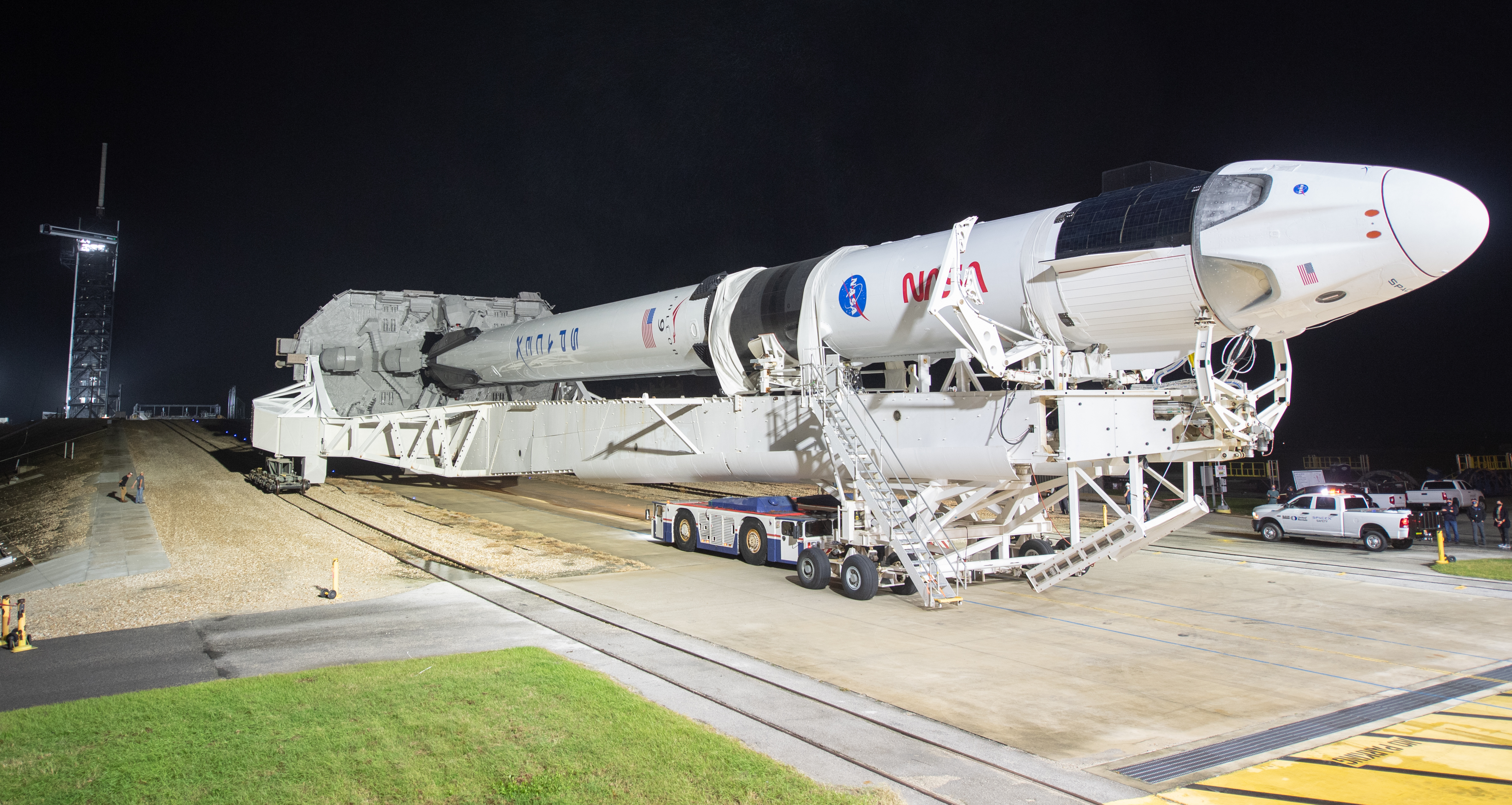
Il razzo Falcon 9 della SpaceX con a bordo la navicella spaziale Crew Dragon Resilience lascia la struttura di elaborazione di SpaceX diretto al Complesso di Lancio 39A del Kennedy Space Center.

Un evento significativo per la storia della società fu l'esplosione di un Falcon 9 Full Thrust il 1 settembre 2016, in occasione di un'operazione di rifornimento di propellente. L'incidente non causò feriti, ma Musk descrisse l'evento come il «fallimento più difficile e complesso» mai visto nei 14 anni di storia di SpaceX. Nel 2018 Elon Musk annunciò via Twitter che il precedente Interplanetary Transport System sarebbe stato convertito in Starship. Il progetto prevede un veicolo spaziale completamente riutilizzabile il cui obiettivo è il trasporto umano verso il Sistema Solare (più specificatamente verso Marte) e il conseguente ritorno sulla Terra; in particolare, per la realizzazione di una missione simile, SpaceX annunciò che sarà utilizzato il razzo vettore più grande mai lanciato dall'uomo.
Il 30 maggio 2020, SpaceX lanciò con successo un equipaggio di due astronauti della NASA (Douglas Hurley e Robert Behnken) sulla navicella Crew Dragon con la missione denominata Demo-2, rendendo SpaceX la prima azienda privata a inviare astronauti sulla Stazione spaziale internazionale (ISS). È stato il primo volo orbitale con equipaggio di un veicolo statunitense dall'ultimo lancio del programma Space Shuttle, avvenuto nel luglio del 2011. Con il lancio di SpaceX Crew-1, la prima missione operativa nell'ambito del contratto Commercial Crew Program, avvenuto il 16 novembre 2020, SpaceX è diventata la prima compagnia privata a essere certificata per il volo umano verso la ISS.

### Obiettivi

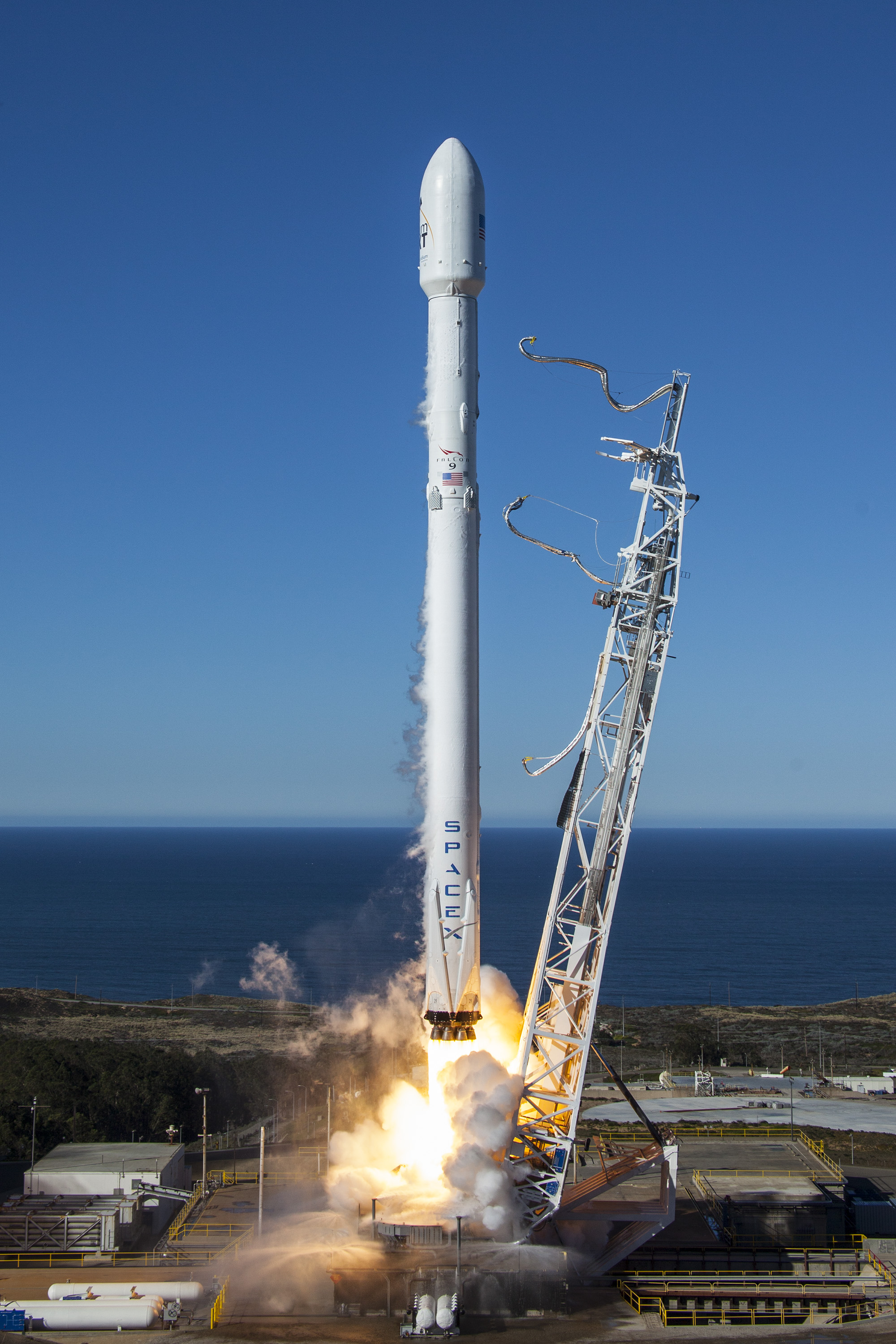
Il razzo Falcon 9 Full Thrust di SpaceX decolla dalla base aerea di Vandenberg SLC-4E con i primi dieci satelliti di comunicazione Iridium NEXT.

Elon Musk ha affermato che uno dei suoi obiettivi è ridurre di un fattore dieci i costi e migliorare l'affidabilità dell'accesso allo spazio, rendendo i viaggi spaziali disponibili a un pubblico più vasto. Anche per questo motivo, uno dei maggiori traguardi di SpaceX è stato lo sviluppo di un sistema di lancio riutilizzabile. A partire dal 2013 la società ha iniziato a effettuare test in tal senso attraverso l'utilizzo del Grasshopper e avviando un programma per lo sviluppo di sistemi di lancio riutilizzabili; nel 2015 tale obiettivo è stato raggiunto con il primo atterraggio di un razzo orbitale, il Falcon 9.
Nel 2017, SpaceX ha costituito The Boring Company, una sussidiaria che si occupò della costruzione di un tunnel di prova adiacente alla sede centrale per superare i problemi con il traffico di Los Angeles e le limitazioni dell'attuale rete di trasporto bidimensionale. Fino al dicembre 2018, Musk possedeva il 90% di The Boring Company, con il 6% conferito a SpaceX in cambio della condivisione delle sue risorse in fase di start-up. Investimenti esterni avvenuti nel 2019 hanno modificato la suddivisione del capitale.
All'International Astronautical Congress del 2016, Musk annunciò i suoi piani per costruire la Starship al fine di rendere la vita del genere umano multiplanetaria. Usando l'astronave, Musk pianificò di inviare almeno due navi da carico senza equipaggio su Marte nel 2022, con le prime missioni che sarebbero state utilizzate per cercare fonti d'acqua e costruire un impianto per la produzione di propellente. I primi equipaggi erano stati previsti con le prime spedizioni nel 2024, aprendo la strada alla colonizzazione di Marte.
(Elon Musk su Twitter)

### Traguardi e primati
Nonostante SpaceX sia stata fondata nel 2001, in soli due decenni di attività è riuscita a raggiungere un gran numero di traguardi che riguardano principalmente il lancio e il recupero dei primi stadi del Falcon 9. A dicembre 2020, il B1051.7 è il primo booster a essere riutilizzato per la settima volta. Essendo SpaceX a capitale privato, tali risultati vengono anche considerati come primi assoluti per un'azienda privata.
- Primo razzo privato a raggiungere orbita (Falcon 1, 28 settembre 2008);[20]
- Primo razzo privato a mettere in orbita satelliti commerciali (RazakSAT sul Falcon 1, 14 luglio 2009);[38]
- Prima compagnia privata a lanciare, mettere in orbita e recuperare una navicella spaziale (SpaceX COTS Demo Flight 1, 8 dicembre 2010);[39]
- Prima compagnia privata a inviare una navicella verso la Stazione Spaziale Internazionale (SpaceX COTS Demo Flight 2, 22 maggio 2012);[40]
- Prima compagnia privata a mettere un satellite in un'orbita geosincrona (SES-8 sul Falcon 9, 3 dicembre 2013);[41]
- Primo atterraggio di un razzo orbitale su terraferma (Falcon 9, 22 dicembre 2015);[42]
- Primo atterraggio di un razzo orbitale su una piattaforma galleggiante (Falcon 9, 8 aprile 2016);[43]
- Primo riutilizzo e atterraggio di un primo stadio di un razzo (Falcon 9 B1021, 30 marzo 2017);[44]
- Primo rientro controllato e recupero di una carena di carico (Falcon 9, 30 marzo 2017);[44]
- Primo riutilizzo di una navicella per il trasporto di merci (Dragon C106 nella missione CRS-11, 3 giugno 2017);[45]
- Prima compagnia privata a mettere un oggetto in un'orbita eliocentrica (la Tesla Roadster di Elon Musk sul primo volo di prova del Falcon Heavy, il 6 febbraio 2018);[46]
- Prima compagnia privata a inviare una navicella classificata a uso umano nello spazio (SpaceX Crew Dragon Demo 1, 2 marzo 2019);[47]
- Prima compagnia privata a far attraccare in maniera autonoma una navicella spaziale sulla Stazione Spaziale Internazionale (SpaceX Crew Dragon Demo 1, il 3 marzo 2019);[47]
- Primo utilizzo di un motore alimentato da metano liquido e ossigeno liquido (LOX) in un veicolo a volo libero (Starhopper, 25 luglio 2019);[48]
- Primo riutilizzo di una carena di carico (missione Starlink 1, 11 novembre 2019);[49]
- Prima compagnia privata a inviare umani in orbita terrestre (SpaceX Crew Dragon Demo 2, 30 maggio 2020);[50]
- Prima compagnia privata a inviare umani verso la Stazione Spaziale Internazionale (SpaceX Crew Dragon Demo 2, 31 maggio 2020);[50]
- Prima compagnia privata a essere certificata per il volo umano verso la Stazione Spaziale Internazionale. (SpaceX CRS-1, 16 novembre 2020).[51]
- Maggior numero di satelliti lanciati in orbita con un solo volo (24 gennaio 2021, missione Transporter-1).[52]

## Finanziamenti e valutazione

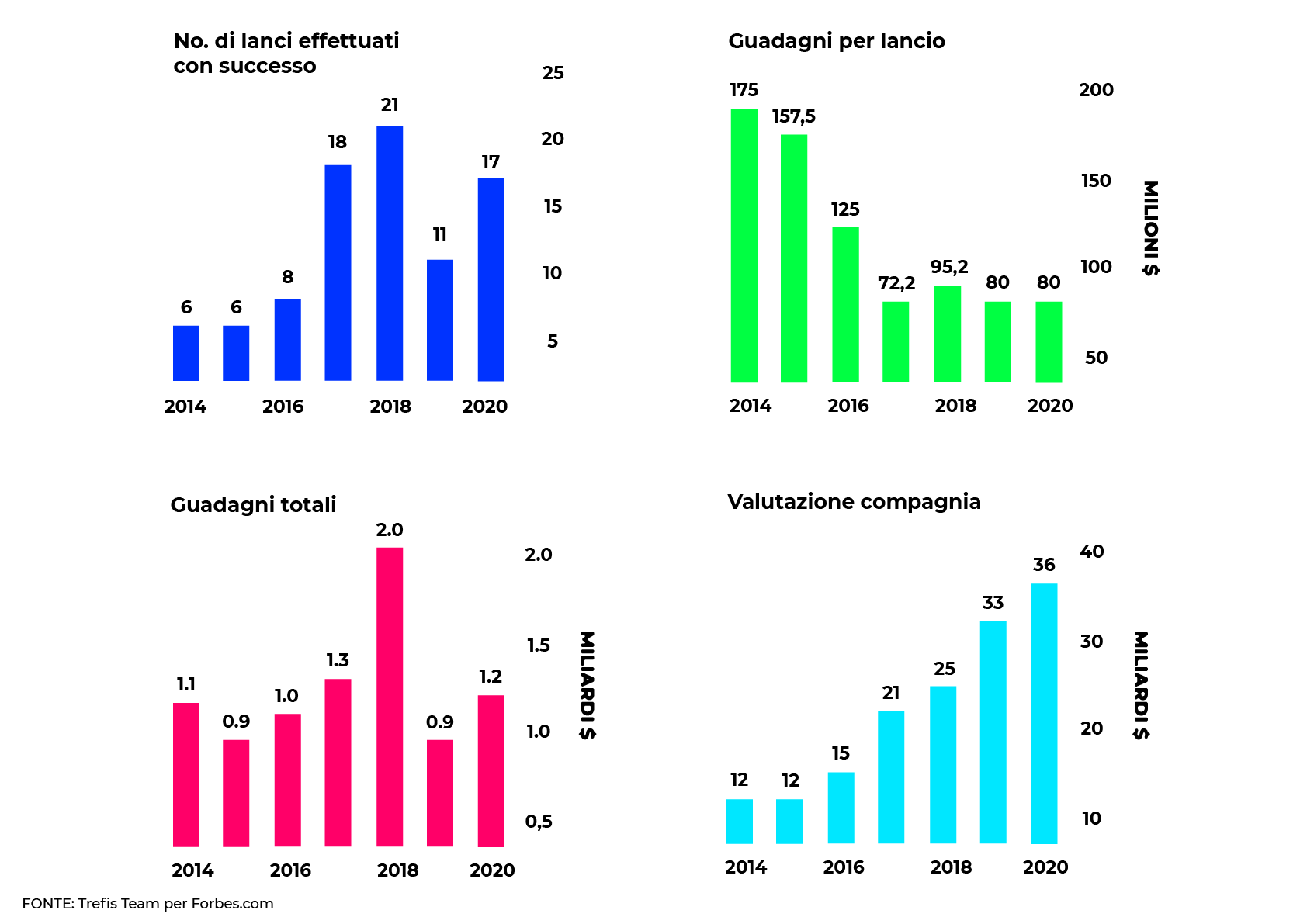
Numero dei lanci effettuati con successo dal 2014 a settembre 2020 e valutazioni economiche

A febbraio 2012, quasi un terzo della compagnia era di proprietà del suo fondatore, la cui quota di 70 milioni si stimava valesse 875 milioni di dollari sui mercati privati, portando quindi SpaceX a valere 1,3 miliardi di dollari. Dopo soli 3 mesi, in occasione della missione COTS Demo Flight 2, il valore di private equity quasi raddoppiò fino ad arrivare a 2,4 miliardi di dollari.
Nei suoi primi dieci anni di attività, SpaceX condusse operazioni per un valore complessivo di circa un miliardo di dollari: 200 milioni provenienti da un private equity, altri 200 milioni investiti dallo stesso Musk e da altri investitori, mentre il resto proveniente da acconti dei contratti a lungo termine Commercial Orbital Transportation Services (COTS) e Commercial Crew Development (CCDdev). A gennaio 2015, SpaceX raccolse 1 miliardo di dollari da parte di Google e Fidelity in cambio dell'8.33% della compagnia, portando la valutazione della stessa a circa 12 miliardi di dollari. Successivamente, nel giugno del 2017 furono raccolti 350 milioni di dollari, portando il valore complessivo a 21 miliardi. Ulteriori 100 milioni furono aggiunti durante l'autunno successivo.
Durante una testimonianza congressuale nel 2017, SpaceX dichiarò di essere riuscita a limitare i costi per il Falcon 9 poiché la NASA, nell'ambito dello Space Act Agreements, aveva condiviso con le aziende i dettagli delle operazioni di rifornimento alla stazione spaziale internazionale: secondo dati indipendenti della NASA, il costo di sviluppo del Falcon 1 e del Falcon 9 ammontava a 390 milioni di dollari, mentre la stessa operazione condotta dall'ente governativo sarebbe costata circa 4 miliardi di dollari. I rapporti tra SpaceX e NASA sono stati definiti «molto vantaggiosi per entrambe le parti» da Jim Bridenstine, il quale si è soffermato sull'importanza degli stessi per lo sviluppo di nuove tecnologie nel campo dell'esplorazione e del commercio spaziale: in particolare, nell'ambito del Commercial Crew Program per lo sviluppo della capsula Dragon, l'azienda californiana ha ricevuto complessivamente 3,1 miliardi di dollari.
Nell'aprile del 2019, il Wall Street Journal riportò che SpaceX aveva raccolto 500 milioni di dollari in finanziamenti, mentre a maggio dello stesso anno, tramite la vendita di tutte le proprie azioni, l'azienda raccolse circa 1,022 miliardi di dollari. A febbraio del 2020 il valore della società era di circa 36 miliardi di dollari; inoltre, tra marzo e giugno 2020, la compagnia raccolse più di mezzo miliardo di dollari da parte di investitori privati. Successivamente, ad agosto 2020 la SpaceX raccolse 1,9 miliardi di dollari, il più grande round di raccolta fondi della storia della società. A febbraio 2021 furono raccolti 850 milioni di dollari, per una valutazione complessiva della compagnia stimata a 74 miliardi di dollari.
Grazie agli investimenti effettuati nel corso degli anni, nel 2019 SpaceX riuscì a portare la tariffa per il lanci di Falcon 9 a circa 60 milioni di dollari, mentre per i Falcon Heavy è stato stimato un costo tra 90 milioni e 150 milioni. Dal 2020 la compagnia offre un servizio di rideshare, permettendo a piccoli satelliti di condividere il lancio con le missioni Starlink; questa soluzione garantisce prezzi molto competitivi sul mercato, con una tariffa base di solo 1 milione di dollari.

## Contratti di lancio
SpaceX ha vinto numerosi contratti pubblici con la NASA per missioni di rifornimento verso la Stazione spaziale internazionale. La società è anche certificata per il lancio di carichi della classe National Security Space Launch per conto delle forze armate statunitensi. Inoltre, insieme a Virgin Galactic, SpaceX è la prima compagnia a stipulare contratti con Spaceport America nel Nuovo Messico, il primo spazioporto commerciale attualmente operativo negli Stati Uniti.

### NASA

#### Commercial Orbital Transportation Services

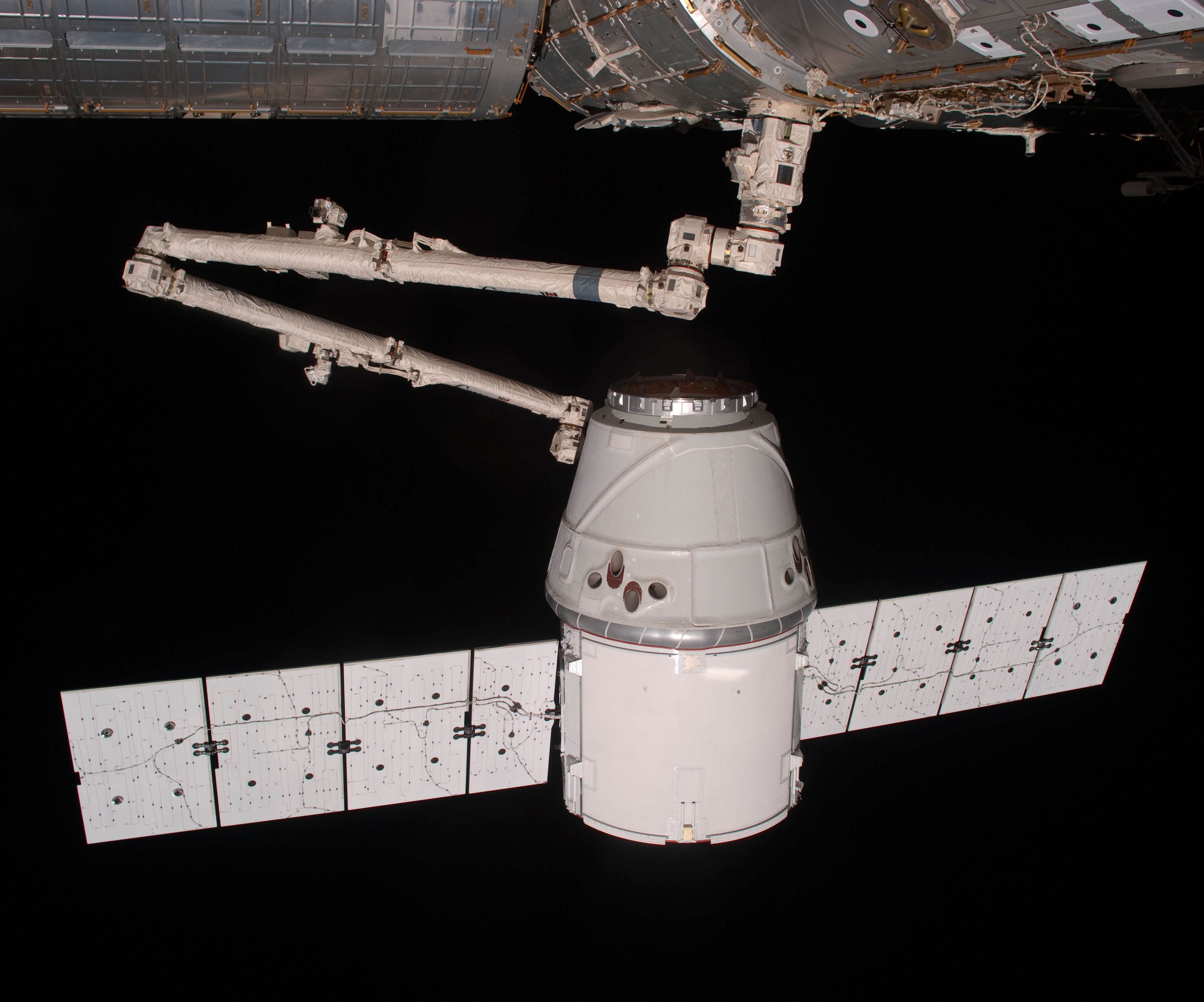
La capsula Dragon attraccata all'ISS durante la missione COTS Demo Flight 2

Il Commercial Orbital Transportation Services (COTS) è un programma della NASA che ha come scopo il coordinamento della consegna di cose e persone alla Stazione spaziale internazionale (ISS) da parte di compagnie private. Dal febbraio 2004 furono iniziati studi preliminari per questo programma, che cominciò formalmente nell'ottobre 2005. Nel 2006, la NASA annunciò che SpaceX aveva vinto il contratto Commercial Orbital Transportation Services (COTS) Fase 1 per dimostrare la capacità di inviare merci alla Stazione spaziale internazionale, con la possibilità di opzionare anche un contratto per il trasporto di equipaggio. Il costo del contratto era di 396 milioni di dollari per sviluppare la configurazione della capsula Dragon e SpaceX ne investì ulteriori 500 milioni per lo sviluppo del veicolo di lancio Falcon 9. L'obiettivo degli Space Act Agreements era quello di coinvolgere i privati nello sviluppo delle tecnologie necessarie all'esplorazione spaziale al fine di contenerne i costi e rendere più veloci le procedure. A dicembre 2010, con il lancio della missione COTS Demo Flight 1, SpaceX diventò la prima compagnia privata a lanciare, mettere in orbita e recuperare una navicella spaziale.
La missione COTS Demo Flight 2 fu lanciata a maggio 2012. La navicella Dragon attraccò con successo alla Stazione spaziale internazionale, prima volta per una compagnia privata.

#### Commercial Resupply Services

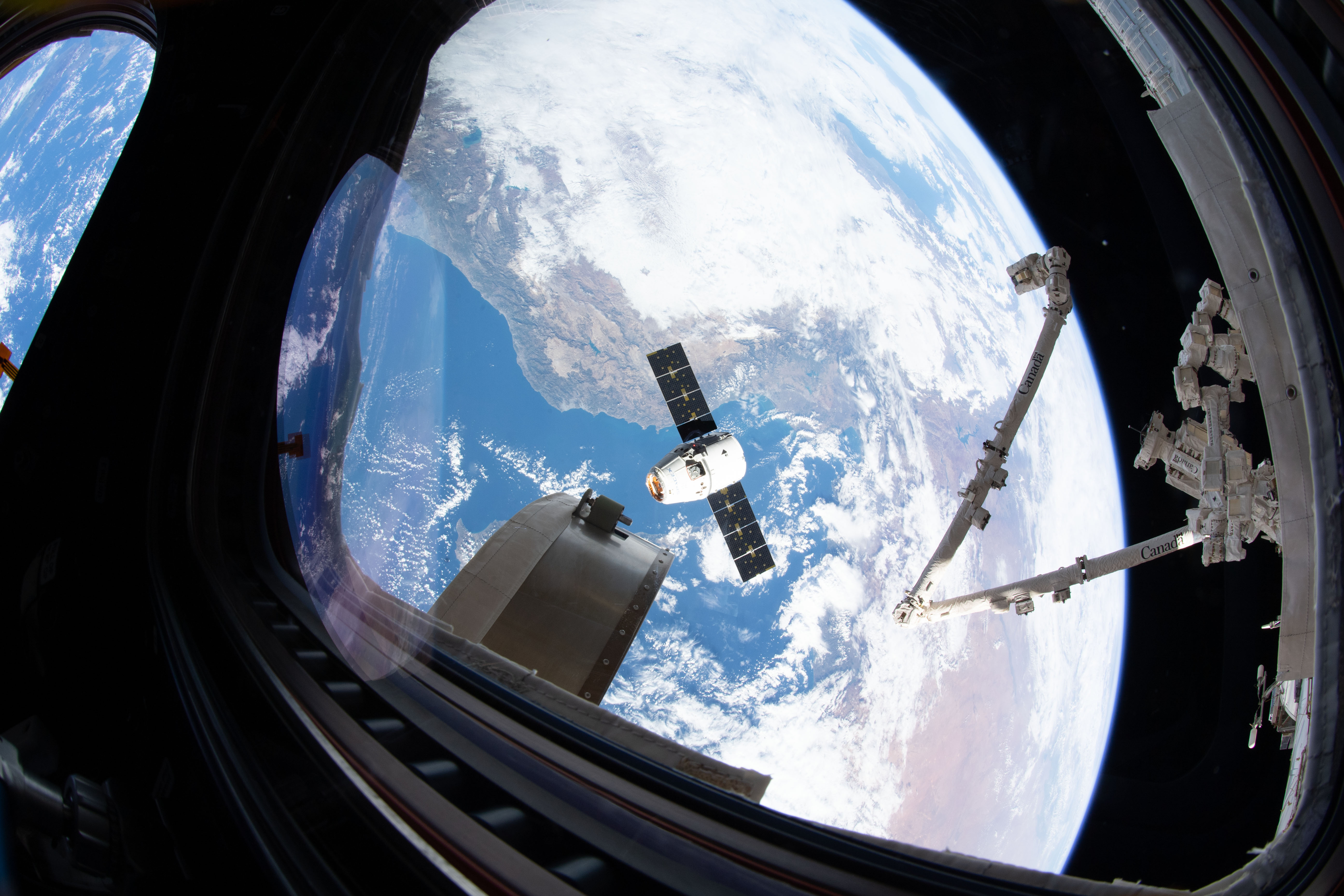
La capsula Dragon 1 fotografata dalla Stazione spaziale internazionale, dicembre 2019

In seguito alla selezione avvenuta nell'ambito dei COTS, SpaceX si aggiudicò a partire dal 2008, ulteriori contratti con la NASA nell'ambito dei programmi Commercial Resupply Services (CRS) per inviare cargo sulla Stazione spaziale internazionale. I primi contratti CRS furono firmati nel 2008, per un valore di 1,6 miliardi di dollari, e prevedevano 12 missioni di rifornimento da parte di SpaceX fino al 2016. La prima missione, la SpaceX CRS-1, fu lanciata con successo a ottobre 2012 mentre l'ultima, la SpaceX CRS-20, fu effettuata a marzo 2020 per un totale di 20 missioni rispetto alle 12 previste inizialmente. La NASA iniziò il processo di selezione per la Fase 2 del Commercial Resupply Services (CRS-2) all'inizio del 2014. Nel gennaio 2016 vennero assegnati i contratti CRS-2 per la Cygnus di Orbital ATK (dal 2018 Northrop Grumman Innovation Systems), Cargo Dream Chaser di Sierra Nevada Corporation e Cargo Dragon di SpaceX, per il trasporto merci sulla Stazione Spaziale Internazionale a partire dall'inizio 2019 fino al 2024, per un importo complessivo di 14 miliardi di dollari, più del doppio rispetto ai CRS-1. Alla stipula del contratto, SpaceX decise di pensionare la prima versione della Dragon 1 e creare una versione cargo della Dragon 2. A differenza della navicella Dragon 1, la Cargo Dragon attraccherà da sola, senza l'assistenza manuale del Canadarm2. Il primo volo della Cargo Dragon è avvenuto il 6 dicembre 2020 con la missione SpaceX CRS-21.

#### Commercial Crew Program

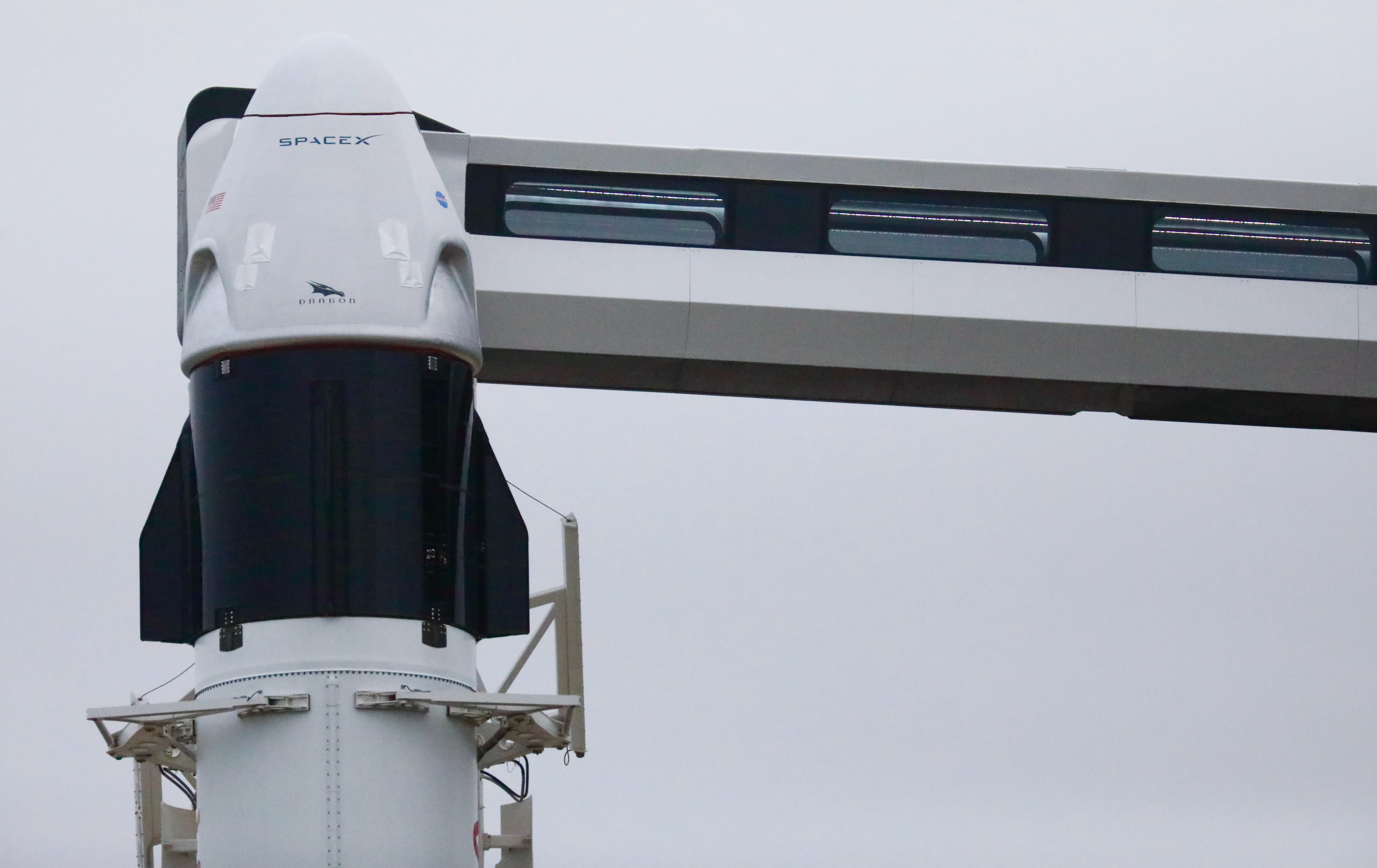
La Crew Dragon Resilience sulla rampa di lancio, 15 novembre 2020

Nell'ambito della seconda fase del Commercial Crew Development, SpaceX si aggiudicò nel 2011 un contratto da 75 milioni di dollari per sviluppare un modulo di lancio per volo umano con relativi sistemi di sicurezza. L'anno successivo, con la stipula del Commercial Crew Integrated Capability (CCiCap) la compagnia ricevette 440 milioni di dollari per lo sviluppo e il collaudo della capsula Dragon 2. Nel 2014, con il Commercial Crew Program (CCP), furono stanziati ulteriori 2,6 miliardi di dollari per completare la sviluppo della capsula entro il 2017 e il lancio di 6 missioni operative. Dopo diversi anni di ritardo, SpaceX ha effettuato il primo test con equipaggio (SpaceX Demo 2) il 30 maggio 2020 con a bordo gli astronauti Douglas Hurley e Robert Behnken, diventando la prima compagnia privata a inviare nello spazio e verso la Stazione Spaziale Internazionale un equipaggio umano. Pochi giorni dopo il lancio, la NASA modifica il contratto da 2.7 miliardi di dollari relativo al Commercial Crew Program, per consentire a SpaceX di riutilizzare Falcon 9 e capsule Dragon per le successive missioni. Il primo volo operativo, la missione SpaceX Crew-1, è stato effettuato il 15 novembre 2020 a bordo della capsula Dragon Resilience. A febbraio 2022 la NASA assegnò alla compagnia un'estensione del contratto per tre nuovi voli, per un compenso di 776 milioni di dollari. Ad agosto 2022, SpaceX finalizza con la NASA un ulteriore contratto per 5 ulteriori voli con equipaggio, fino alla missione Crew-14, per un valore di 1.4 miliardi di dollari.

#### Gateway Logistics Services

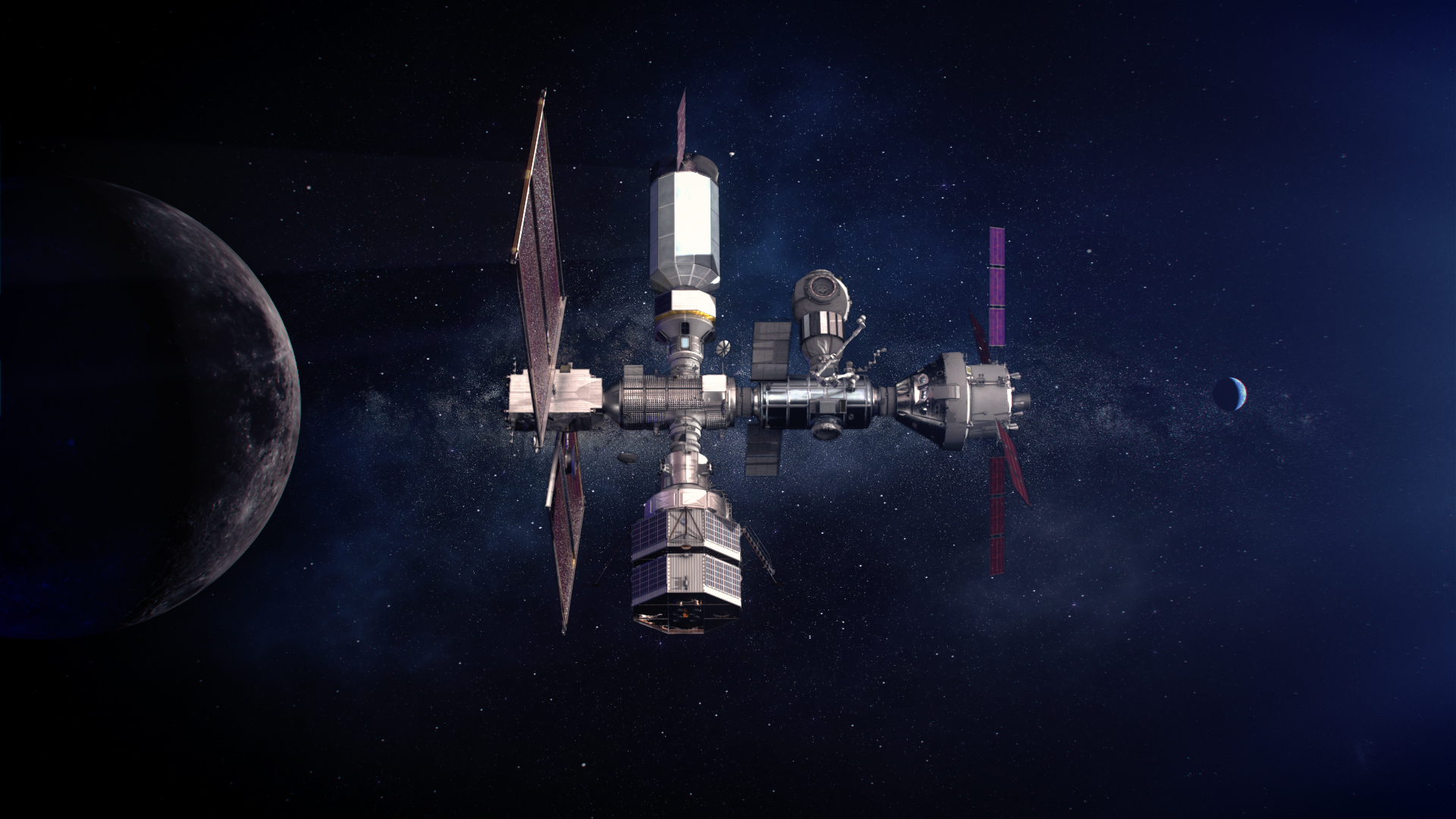
Immagine artistica del Lunar Gateway in orbita intorno alla Luna

Il Gateway Logistics Services (acronimo di GLS) sarà una serie di voli spaziali senza equipaggio verso la stazione spaziale Lunar Gateway, con lo scopo di fornire servizi logistici al Gateway. Supervisionati dal Gateway Logistics Element della NASA, i voli saranno operati da fornitori commerciali, contrattualizzati dall'agenzia a sostegno delle spedizioni con equipaggio al Gateway effettuate nell'ambito del programma Artemis. Ai fornitori commerciali statunitensi veniva richiesto di proporre veicoli spaziali in grado di trasportare almeno 3400 chilogrammi (7500 libbre) di carico pressurizzato e 1000 chilogrammi (2200 libbre) di carico non pressurizzato da e verso il Gateway su ogni volo. I veicoli spaziali dovevano anche essere in grado di durare fino a un anno ancorati al Gateway; la bozza iniziale originariamente richiedeva una durata di tre anni, successivamente ridotta per consentire l '"innovazione commerciale". A inizio 2020, SpaceX è la prima compagnia ad aggiudicarsi un contratto nell'ambito del GLS, per l'invio di cargo sul Lunar Gateway per un valore complessivo totale, per 15 anni, di 7 miliardi di dollari. La compagnia effettuerà tali missioni con una versione potenziata di navicella Dragon, denominata Dragon XL, capace di trasportare 5000 chilogrammi di carico pressurizzato e non pressurizzato.

#### Commercial Lunar Payload Services
Il Commercial Lunar Payload Services è un programma operato dalla NASA per contrattualizzare servizi di trasporto capaci di inviare merci, lander e rover sulla Luna, con l'obiettivo di ricercare risorse lunare, testare prototipi per l'utilizzo in situ di risorse ed effettuare altri esperimenti per supportare il programma Artemis. I contratti del CLPS sono del tipo ID\IQ, ovvero per un numero non definito di missioni per un valore massimo di 2.6 miliardi di dollari fino al novembre 2028. L'obiettivo della NASA è di ridurre i costi a carico dell'Agenzia mettendo in competizione più fornitori da scegliere di volta in volta per ciascuna missione, tenendo in considerazione fattori di fattibilità tecnica, economica e di tempistiche. La NASA ha quindi costituito una "short list" di compagnie che avranno il diritto a partecipare a future gare per fornire servizi nell'ambito del CLPS. Tra le compagnie selezionate a novembre 2019 rientra anche SpaceX, con una versione alternativa di Starship proposta come lander lunare.

#### Lunar Gateway
A febbraio 2021, la NASA ha aggiudicato a SpaceX un contratto da 330 milioni di dollari per il lancio dei primi due elementi del Lunar Gateway, la nuova stazione spaziale internazionale in orbita intorno alla Luna. Il lancio avverrà non prima di maggio 2024 a bordo di un Falcon Heavy.

#### Human Landing System
Il 16 aprile 2021, la NASA seleziona ufficialmente SpaceX come unica compagnia a realizzare l'Human Landing System che porterà l'equipaggio della missione Artemis III sulla superficie lunare, per un contratto dal valore di 2,9 miliardi di dollari.

#### Lanci satellitari

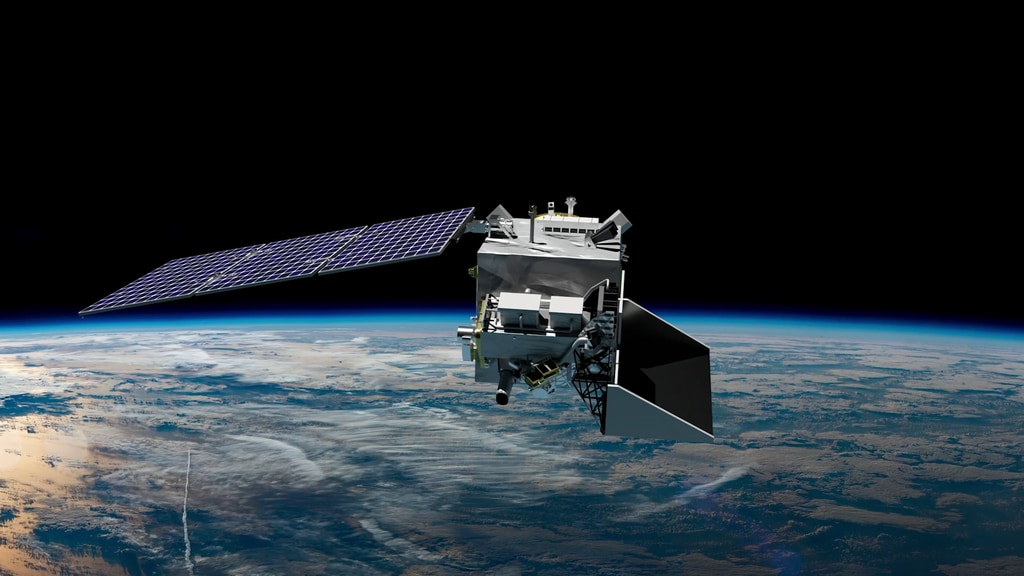
Un'immagine artistica della missione PACE in orbita intorno alla Terra

Oltre ai contratti di servizio per missioni di rifornimento, SpaceX ha stipulato ulteriori accordi commerciali con la NASA relativamente all'invio di satelliti nello spazio. In particolare, a luglio 2012 la NASA seleziona la società per il lancio della missione Jason-3, con un contratto da 87 milioni di dollari. Inizialmente programmata per un lancio nel 2014, lo stesso fu effettuato a gennaio 2016. Un ulteriore contratto da 87 milioni fu stipulato a dicembre 2014 per il lancio, avvenuto il 16 aprile 2018, della missione TESS. Un contratto dal valore di 112 milioni di dollari, viene firmato a novembre 2016 per il lancio della missione Surface Water and Ocean Topography, fissata per aprile 2021. Il 19 ottobre 2017 SpaceX si aggiudica un contratto da 97 milioni di dollari per il lancio della missione Sentinel-6, frutto di una partnership tra NASA e ESA, avvenuto il 21 novembre 2020. Ad aprile 2019 viene formalizzato il contratto da 69 milioni di dollari per il lancio della missione Double Asteroid Redirection Test, il cui lancio è avvenuto a novembre 2021. Il contratto per il lancio, avvenuto nel dicembre 2021, della missione Imaging X-ray Polarimetry Explorer, viene firmato nel luglio del 2019, per un importo di 50,3 milioni di dollari. Il 4 febbraio 2020 la compagnia viene selezionata per lanciare, a dicembre 2022, il satellite PACE (Plankton, Aerosol, Cloud, ocean Ecosystem) per l'osservazione degli oceani, a un prezzo di 80,4 milioni di dollari. Nello stesso mese riceve un ulteriore contratto, dal valore di 117 milioni di dollari, per la missione Psyché, volta a raggiungere l'asteroide 16 Psyche, e due carichi secondari: l'Escape and Plasma Acceleration and Dynamics Explorers (EscaPADE), che studierà l'atmosfera marziana, e Janus, che studierà asteroidi binari. Il lancio della missione, da effettuarsi con un Falcon Heavy, è stato rinviato dal 2022 ad anno da destinarsi per questioni di allineamento orbitale. A settembre 2020 la NASA seleziona SpaceX per il lancio della missione Interstellar Mapping and Acceleration Probe (IMAP), volta a studiare l'eliosfera. La missione, il cui lancio è previsto per ottobre 2024 e con un costo di 109,4 milioni di dollari, includerà due carichi secondari: la missione Lunar Trailblazer e la National Oceanic and Atmospheric Administration’s Space Weather Follow On-Lagrange 1 (SWFO-L1). A febbraio 2021 è stato aggiudicato il contratto per il lancio della missione NASA SPHEREx, prevista per il 2024.

### Dipartimento di difesa statunitense

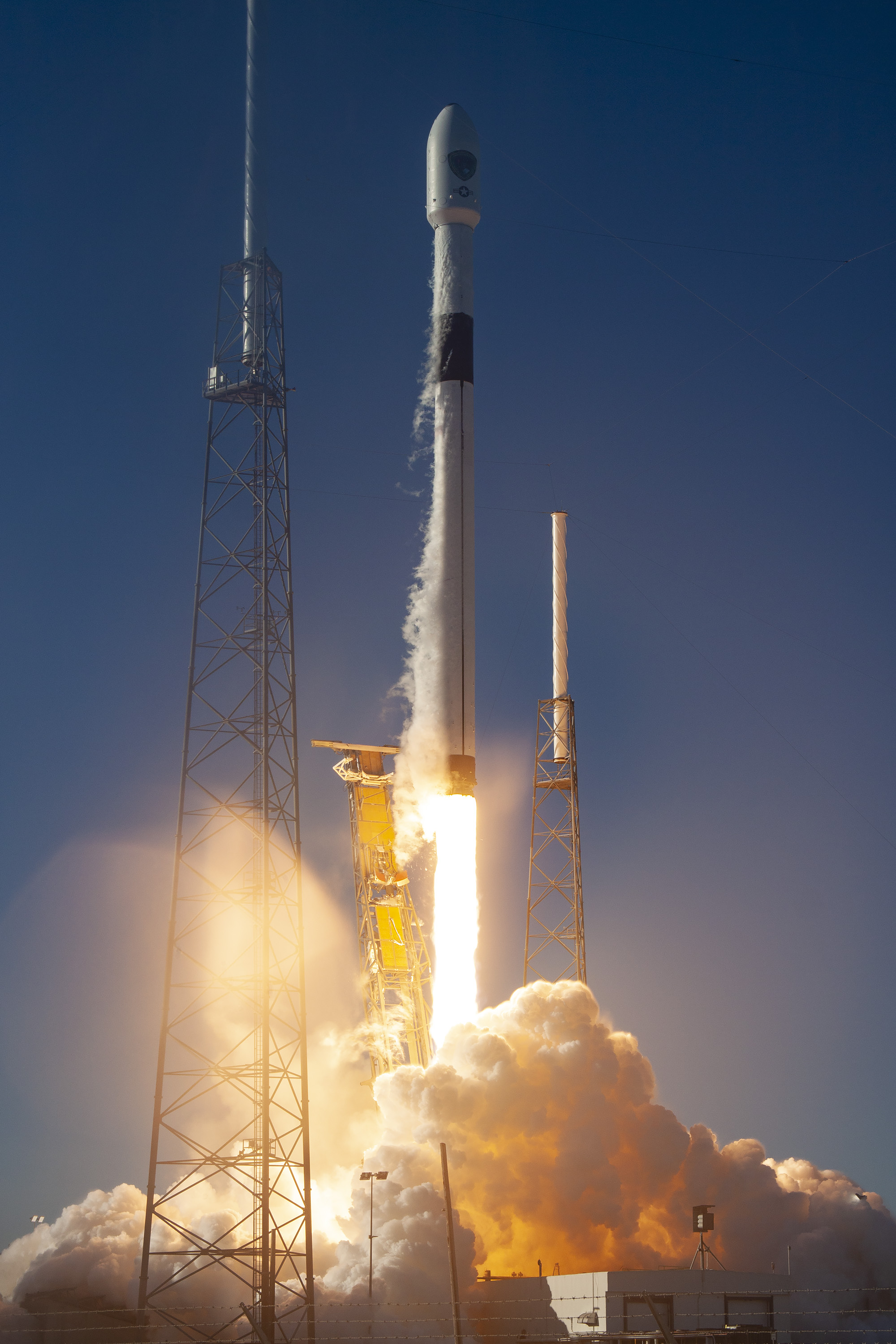
La seconda missione GPS III, lanciata dal Falcon 9 a dicembre 2018

Nel 2005, SpaceX si aggiudicò un contratto del tipo Indefinite Delivery/Indefinite Quantity (IDIQ) con l'United States Air Force per un numero indefinito di lanci da un valore complessivo di 100 milioni di dollari. A dicembre 2012 ricevette un ulteriore contratto dal Dipartimento della Difesa per il lancio di due missioni da effettuare nel 2014 e nel 2015, per contribuire a certificare la compagnia per il lancio di satelliti militari. La prima missione, per il lancio del Deep Space Climate Observatory (DSCOVR), fu lanciata su un Falcon 9 nel 2015 con un contratto da 97 milioni di dollari, la seconda, Space Test Program 2 (STP-2), nel 2019 sul Falcon Heavy.
La certificazione per il lancio di missioni di tipo militare, o relative alla sicurezza nazionale, fu concessa a maggio 2015 a SpaceX, interrompendo il monopolio tenuto sin dal 2006 dallo United Launch Alliance. Il primo contratto in tal senso, dal valore di 82.7 milioni di dollari, fu stipulato ad aprile 2016 per il lancio del secondo satellite GPS III. Il terzo GPS III fu invece lanciato a giugno 2020, in un contratto da 92.6 milioni di dollari seguito, il successivo ottobre, dal quarto satellite GPS III.
A febbraio 2019, SpaceX si è assicurata un contratto da 297 milioni di dollari con l'United States Air Force, per il lancio di tre missioni. Ad agosto 2020 la compagnia ha vinto un contratto quinquennale da 316 milioni di dollari, con il Dipartimento della difesa degli Stati Uniti d'America, per lanciare satelliti militari a partire dal 2022. A settembre 2020, la compagnia ha ricevuto il via libera per utilizzare Falcon 9 già utilizzati in alcune missioni del dipartimento della Difesa. A fine dicembre 2020, la compagnia è aggiudicataria di un nuovo contratto dal valore di 150 milioni di dollari, per il lancio di almeno 28 satelliti di piccole e medie dimensioni.

### KazCosmos
SpaceX ha vinto un contratto per il lancio di due satelliti dell'Agenzia Spaziale del Kazakistan KazCosmos, a bordo del razzo di lancio Falcon 9. Il lancio è avvenuto presso la base aerea di Vandenberg il 3 dicembre 2018, con KazSaySat e KazistiSat, inclusi in un carico utile per un totale di 64 satelliti in miniatura e piccoli. Secondo il Ministero della Difesa e dell'Aerospazio kazako, il lancio da SpaceX è costato al paese 1,3 milioni di dollari.

### Lanci commerciali

#### Iridium Communications

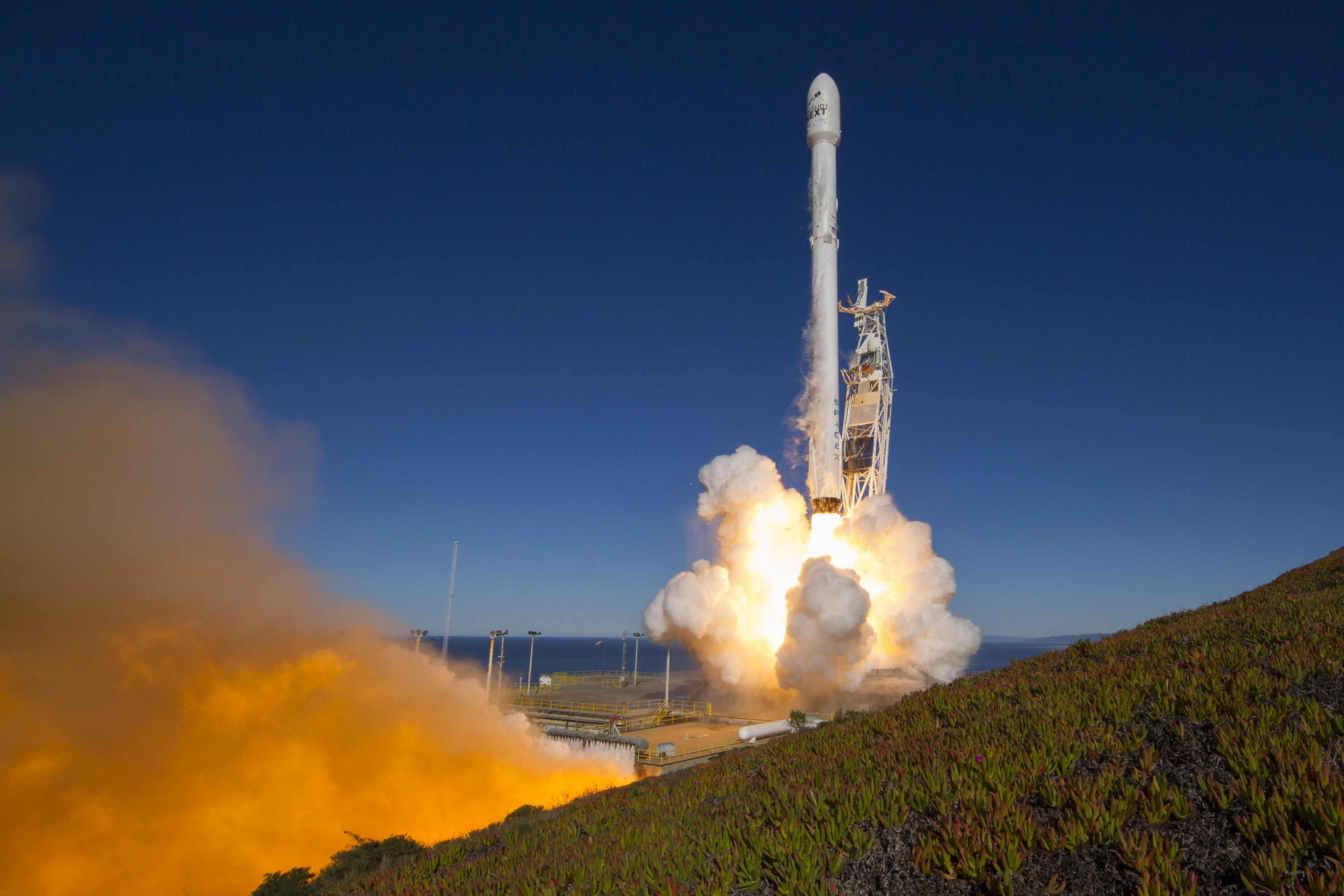
Il lancio della missione Iridium-1, avvenuto a gennaio 2017 a bordo di un Falcon 9

Nel 2010, la compagnia statunitense Iridium Communications selezionò SpaceX per il lancio di una serie di missioni per la messa in orbita della costellazione satellitare Iridium Next. Si trattò del contratto di lancio più fruttifero per SpaceX con una compagnia commerciale, con un valore iniziale complessivo di 492 milioni di dollari. Il primo accordo prevedeva il lancio di otto Falcon 9 con a bordo nove satelliti per ciascun lancio, con missioni da effettuarsi tra il 2015 e il 2017. Ritardi nel processo di produzione e nelle date di lancio, obbligarono i contraenti a effettuare delle modifiche al contratto iniziale. Iridium Communications ridusse il numero dei lanci a sette, con dieci satelliti per ciascuno volo e un valore del contratto ridotto a 453,1 milioni di dollari. Il primo lancio fu effettuato solo a gennaio 2017, l'ultimo a gennaio 2019.

#### AsiaSat
A febbraio 2012 SpaceX stipulò un contratto da 104,4 milioni di dollari con la società di Hong Kong AsiaSat, per il lancio di due satelliti. AsiaSat 6, il cui lancio fu effettuato il 7 settembre 2014 dal Complesso di lancio 40 e AsiaSat 8 il 5 agosto dello stesso anno.

#### Space Adventures
A febbraio 2020, SpaceX ha stretto un accordo con Space Adventures, un'impresa di turismo spaziale, per mandare cittadini privati nello spazio a bordo della Dragon 2. La missione durerà fino a 5 giorni e resterà il volo libero in orbita terrestre, non raggiungendo la Stazione Spaziale Internazionale.

## Hardware

### Veicoli di lancio

Da sinistra a destra: Falcon 1, Falcon 9 v1.0, Falcon 9 v1.1, Falcon 9 FT, Falcon 9 Block 5 e Falcon Heavy

SpaceX inaugurò la produzione di veicoli di lancio con il Falcon 1, il quale venne progettato e fabbricato tra il 2008 e il 2009. È un razzo orbitale a due stadi che usa ossigeno liquido e RP-1 per entrambi gli stadi: il primo è spinto da un unico motore di classe Merlin e il secondo da un unico razzo di classe Kestrel. Il veicolo è stato lanciato per cinque volte, riuscendo a raggiungere l'orbita durante il quarto tentativo, nel settembre 2008, con della zavorra al posto del carico utile. In sostituzione del Falcon 1 venne pianificato anche un lanciatore denominato Falcon 5, ma il suo sviluppo è stato interrotto in favore dei Falcon 9.

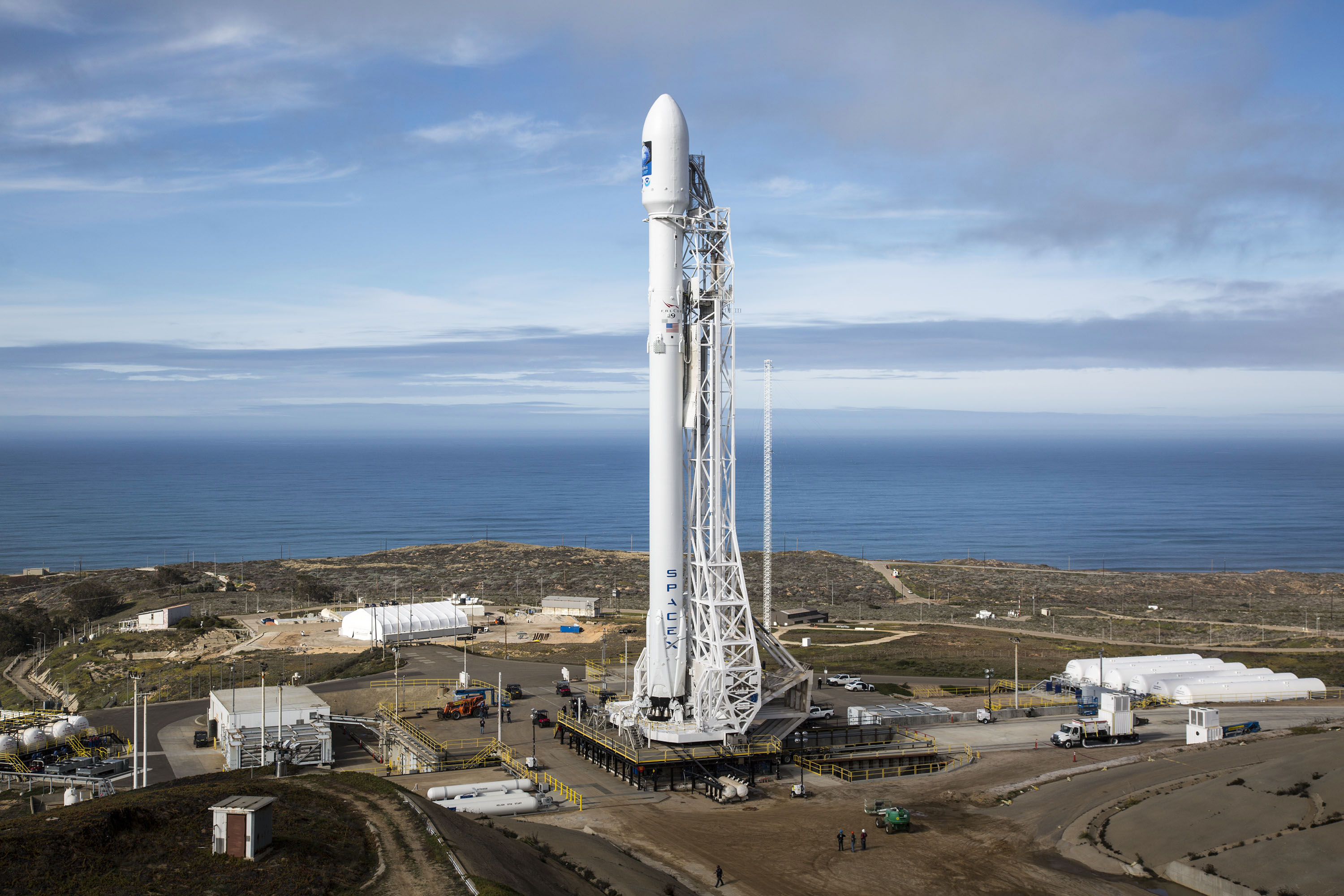
Falcon 9 nel 2016 alla Vandenberg Air Force Base

Il Falcon 9 è una famiglia di veicoli di classe NSSL (ovvero i veicoli certificati per il lancio di missioni di interesse nazionale) a media capacità. Entrambi gli stadi che compongono i razzi sono spinti da motori Merlin che utilizzano una miscela LOX/RP-1, mentre di questi il primo è progettato per essere riutilizzato. Il Falcon 9 ha attraversato tre generazioni di razzi, il 1.0, 1.1 e Full thrust.

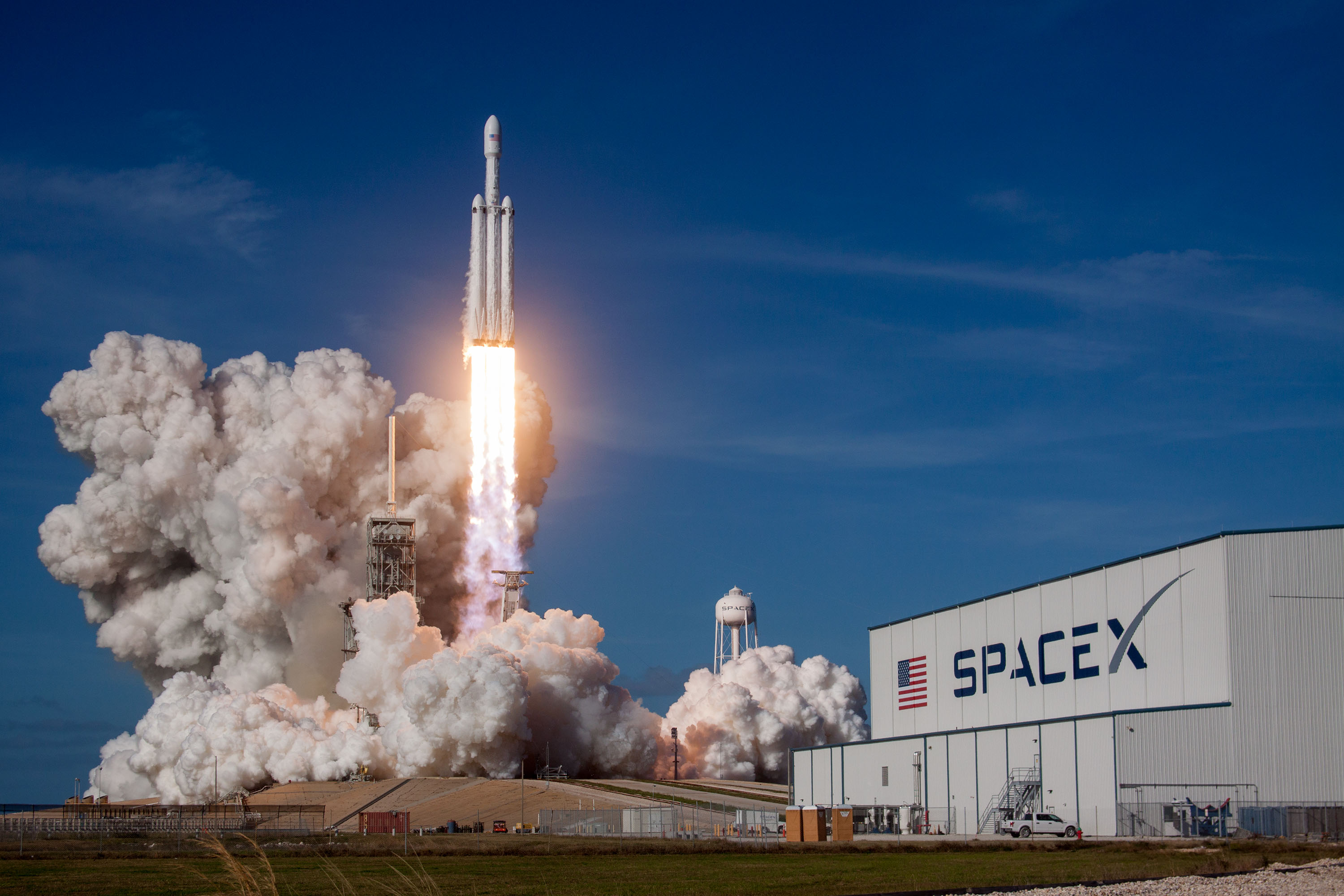
Il Falcon Heavy nel suo lancio inaugurale

Il Falcon 9 v1.0 è stato la prima versione del vettore, il cui sviluppo iniziò nel 2005 e volò per la prima volta nel giugno del 2010. La seconda versione, il Falcon 9 v1.1, venne sviluppato tra il 2011 e il 2013 e rappresentò una significativa evoluzione rispetto alla versione precedente, con il 60% in più di massa e spinta. L'ultima generazione dei Falcon 9 è la Full Trust: essa venne progettata a partire dal 2014 con la versione "block 3" e vide entrambi gli stadi migliorati, serbatoi del secondo stadio più grandi e propellente caricato con una temperatura più bassa per aumentarne la densità. A questo seguì il "block 4" del 2017, un modello con il secondo stadio accoppiato con un primo stadio tradizionale. L'ultima versione, denominata Falcon 9 Block 5, venne introdotta nel 2018 con il suo lancio inaugurale. Rispetto ai precedenti, questo modello garantisce performance tali da superare gli standard delle missioni NASA con equipaggio. Un ulteriore veicolo di lancio è rappresentato dal Falcon Heavy, un lanciatore pesante configurato per utilizzare contemporaneamente 3 primi stadi di Falcon 9. Esso è stato progettato a partire dal 2011 e ha effettuato con successo il suo primo volo il 6 febbraio 2018, lanciando in un'orbita eliocentrica la Tesla Roadster personale di Elon Musk.

### Capsule

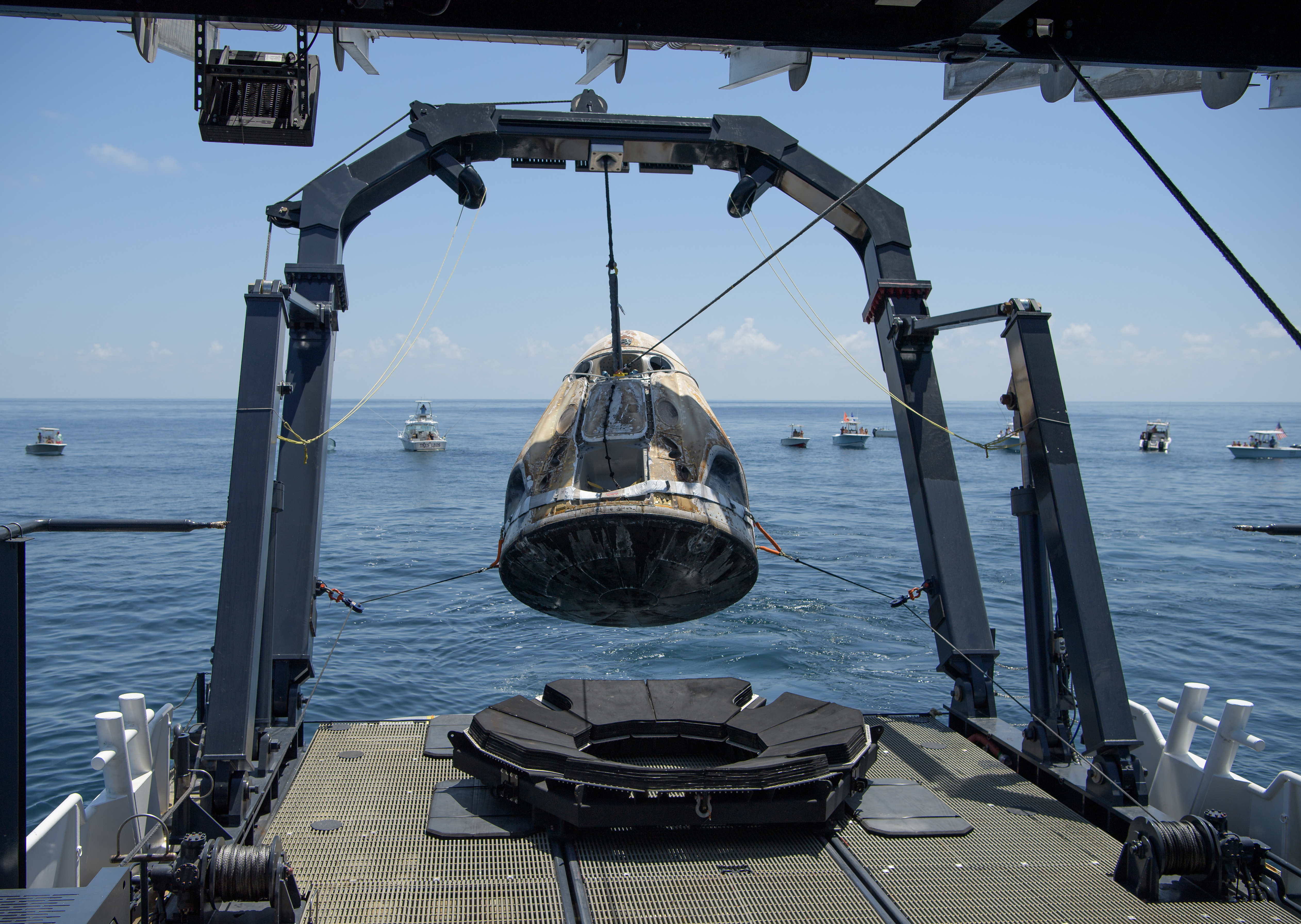
Il recupero della capsula Dragon durante la missione Crew Demo-2

Dragon è una capsula orbitale da trasporto concepita per essere riutilizzabile e in grado di raggiungere un'orbita terrestre bassa. SpaceX ha avviato lo sviluppo di una prima versione cargo (Dragon 1) alla fine del 2004, mentre nel 2006 ha vinto un contratto per utilizzare la capsula per servizi di rifornimento commerciale alla Stazione Spaziale Internazionale per la NASA. Il primo test strutturale Dragon è avvenuto nel giugno 2010 dal complesso di lancio 40 (Cape Canaveral Air Force Station) durante il volo inaugurale del Falcon 9. Successivamente, SpaceX sviluppò un'ulteriore versione, denominata Dragon 2. Essa ha due varianti: la Crew Dragon, in grado di trasportare fino a 7 persone di equipaggio e di supportarli fino a 7 giorni in volo libero, e Cargo Dragon, un sostituto aggiornato della navicella Dragon 1.

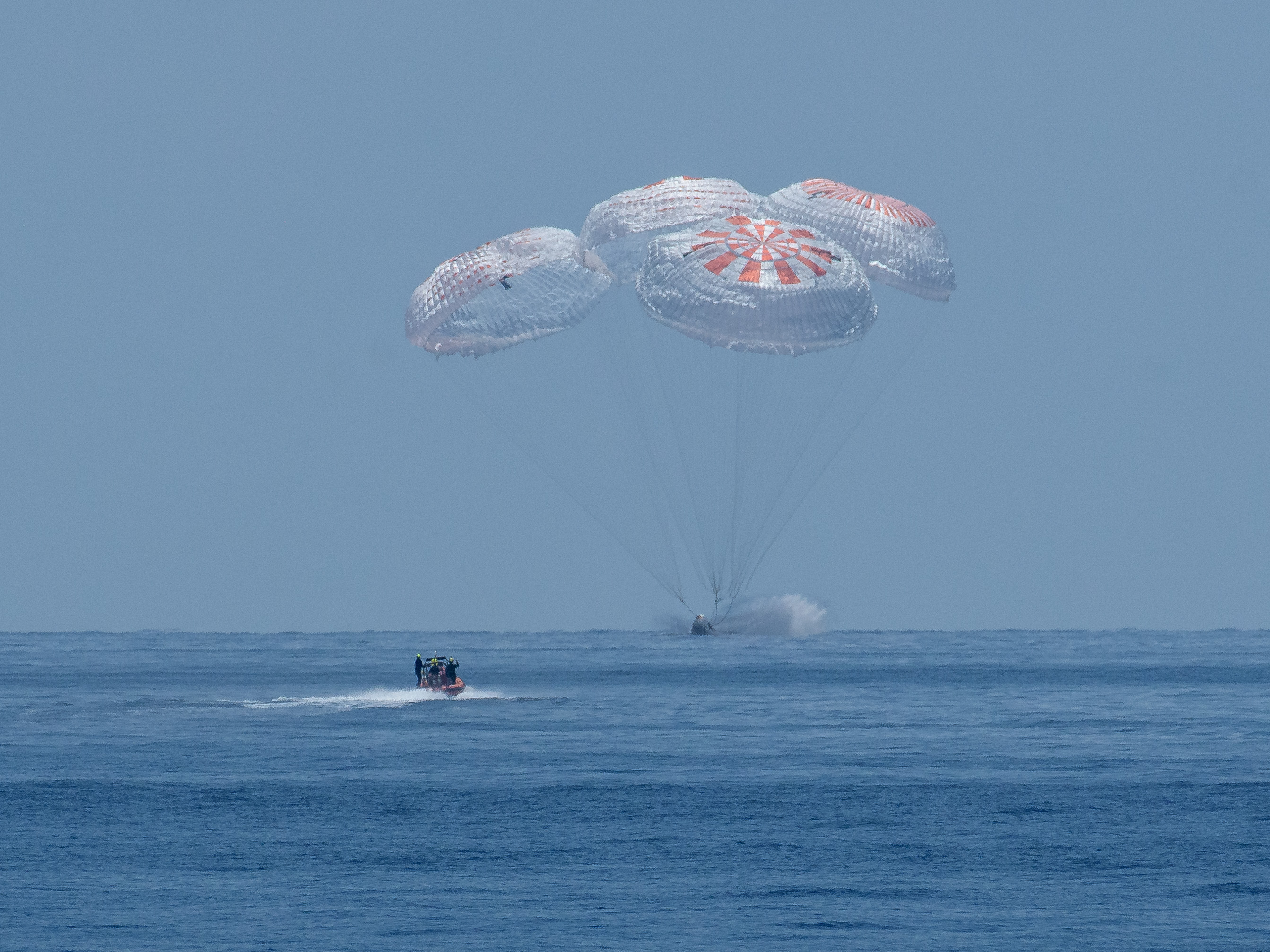
L'ammaraggio della capsula Dragon durante la missione Crew Demo-2

Presentata al pubblico il 29 marzo 2014, la versione con equipaggio dispone di 8 motori SuperDraco, che le permettono non solo di effettuare un rientro atmosferico controllato, ma anche di atterrare con la precisione di un elicottero e di fungere da Launch Escape System integrato. Grazie alle innovazioni introdotte in questo nuovo modello, la NASA ha valutato Dragon 2 adatto alle missioni con equipaggio e per questo motivo ha assegnato alla SpaceX un contratto da 2,6 miliardi di dollari nell'ambito del programma Commercial Crew Program (CCP) per fornire trasporto di equipaggi alla Stazione Spaziale Internazionale.
Sebbene la nuova versione fosse concepita per trasportare l'equipaggio, o, con meno posti, sia l'equipaggio che il carico, nel 2014 la NASA aprì un secondo bando di contratti pluriennali per rifornire la Stazione Spaziale Internazionale nel periodo 2020-2024. Questo portò SpaceX a produrre una nuova versione esclusivamente cargo, nota come Cargo Dragon, per le missioni NASA. A differenza della navicella Dragon 1, essa è in grado di attraccare in autonomia, senza l'assistenza di un astronauta ai comandi del Canadarm2.
Oltre alle versioni Dragon 1 e 2, esistono DragonLab, Red Dragon, Magic Dragon e Dragon XL. La prima è una navicella cargo riutilizzabile in grado di trasportare carichi pressurizzati, ma tale modello non è mai stato utilizzato per la ISS; la seconda è stata immaginata per raggiungere Marte, ma nel luglio del 2017 Elon Musk decise di cancellare il programma per concentrare gli sforzi di SpaceX sullo sviluppo della Starship; Dragon Magic fu una versione ipotizzata per il programma Falcon 5, mentre la versione XL è stata annunciata il 27 marzo 2020 per il trasporto di carico da e per il Lunar Gateway nell'ambito di un contratto Gateway Logistics Services.

### Sistemi di propulsione

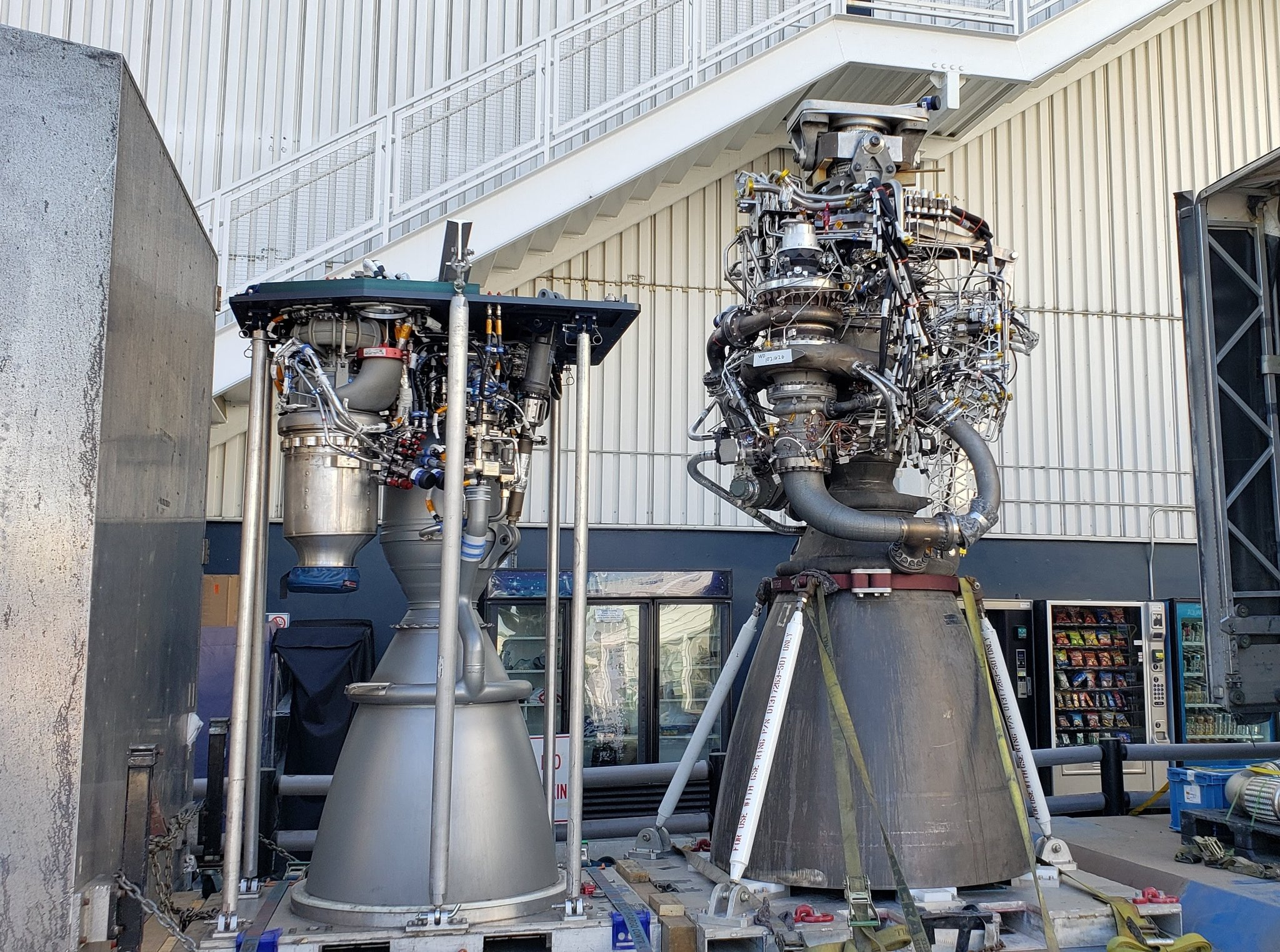
Motore Merlin e Raptor a confronto

SpaceX ha sviluppato quattro famiglie di motori: gli unici ritirati sono i Kestrel, mentre quelli ancora in produzione sono i Merlin e i Raptor (ancora in sviluppo), per la propulsione in fase di lancio, e i Draco, per il controllo dell'assetto.
I Merlin sono una famiglia di motori montati sui veicoli di lancio e utilizzano come propellenti il cherosene RP-1 (una forma molto raffinata di cherosene) e l'ossigeno liquido in un ciclo a generazione di gas. Il Kestrel è stato costruito utilizzando la stessa architettura di iniezione del carburante dei motori della famiglia Merlin, ma non ha una turbopompa ed è quindi alimentato solo dalla pressione dei serbatoi.

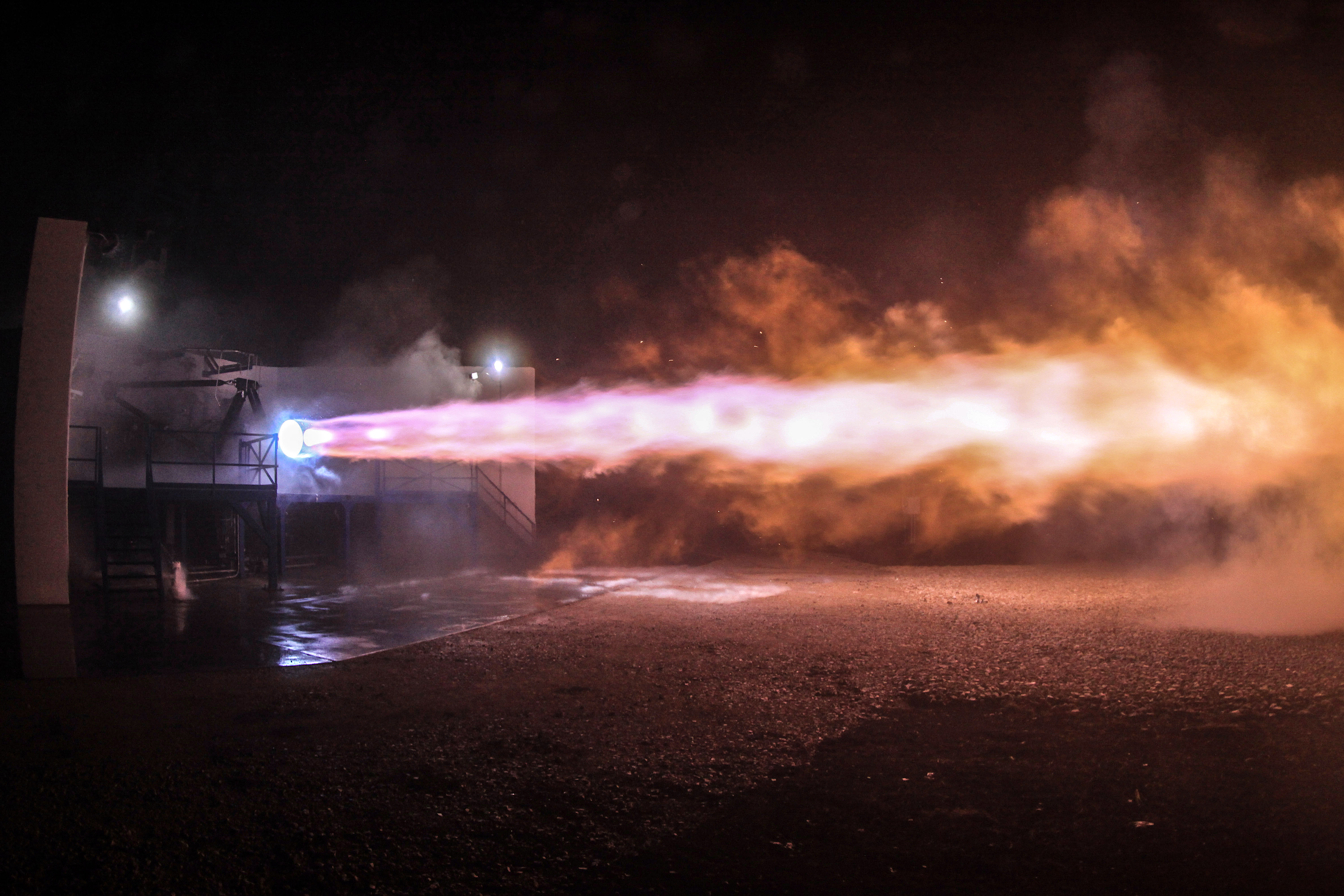
Foto della prima accensione del prototipo di Raptor presso McGregor, Texas, il 26 settembre 2016

I Draco sono motori a razzo ipergolici e tra essi si distinguono due modelli, Draco e SuperDraco. Il primo è usato sulla capsula Dragon e sui lanciatori Falcon 9 e Heavy per garantire il controllo dell'assetto nel vuoto dello spazio, mentre i SuperDraco utilizzano gli stessi propellenti ipergolici del più piccolo Draco, ma forniscono una spinta 100 volte superiore. Quest'ultimo viene impiegato sulla versione con equipaggio della capsula Dragon come sistema di fuga in caso di incidente durante il lancio.
I Raptor fanno parte di una nuova famiglia di motori a razzo destinata ad alimentare con alte prestazioni gli stadi superiori e inferiori della Starship, la nuova classe di lanciatori riutilizzabili super-pesanti. I motori sono alimentati da metano liquido e ossigeno liquido (LOX), una novità concettuale rispetto al più semplice ciclo a generatore di gas che sta alla base del funzionamento delle famiglie di motori Kestrel e Merlin. Una versione ottimizzata per il vuoto dello spazio chiamata Raptor Vacuum è in corso di sviluppo.

## Ricerca e sviluppo

### Sistemi di lancio riutilizzabili

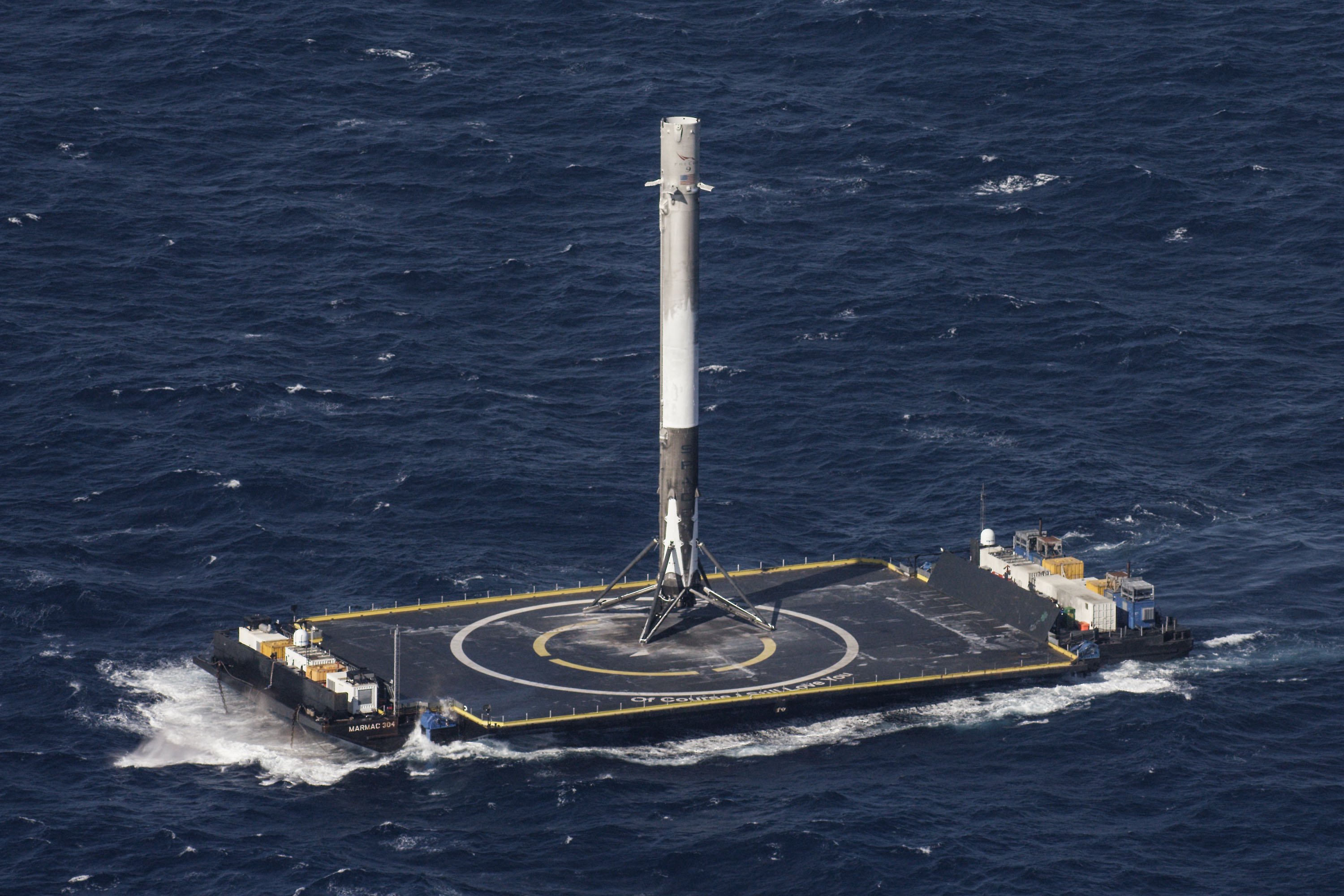
Un Falcon 9 sulla piattaforma Of Course I Still Love You (missione CRS-8)

Il programma di sviluppo del sistema di lancio riutilizzabile è un programma basato sullo sviluppo di una serie di nuove tecnologie per un sistema di lancio orbitale riutilizzabile. Gli obiettivi a lungo termine del progetto includono il ritorno di un primo stadio del veicolo di lancio al sito di lancio in pochi minuti e il ritorno di un secondo stadio sulla piattaforma di lancio in un massimo di 24 ore.
Il programma per lo sviluppo di sistemi di lancio riutilizzabili fu annunciato ufficialmente nel 2011 ed elaborato nel corso del 2012. La tecnologia del sistema di lancio riutilizzabile è stata sviluppata e inizialmente utilizzata per il primo stadio di Falcon 9: vennero condotti vari test sulla fattibilità delle operazioni fino al 2014, con tentativi di atterraggio verticale sull'oceano Atlantico e Pacifico, e nel dicembre del 2015 venne effettuato il primo atterraggio presso la landing Zone 1. Successivamente ad aprile del 2016 avvenne il primo atterraggio riuscito sulla piattaforma galleggiante Of Course I Still Love You nell'Oceano Atlantico.
A partire dal 2018 SpaceX ha iniziato a utilizzare due imbarcazioni, denominate "GO Ms. Tree" e "Ms. Chief", attrezzate con grandi reti per recuperare gli elementi della carena di carico dei Falcon. Tale soluzione ha come obiettivo evitare il contatto con l'acqua e rendere ancora più sostenibile il processo di riutilizzo di tutte le parti dei razzi. Tale processo, considerato non completamente efficiente, è stato abbandonato ad inizio 2021 con la vendita di Ms. Tree e Ms. Chief.
Il riutilizzo della seconda fase è considerato fondamentale per l'insediamento di Marte, ma quest'idea venne abbandonata per il Falcon 9. A partire dal 2020 SpaceX ha iniziato a sviluppare il sistema su Starship, con l'intento di renderlo un veicolo di lancio a due stadi completamente riutilizzabile.

### Starship

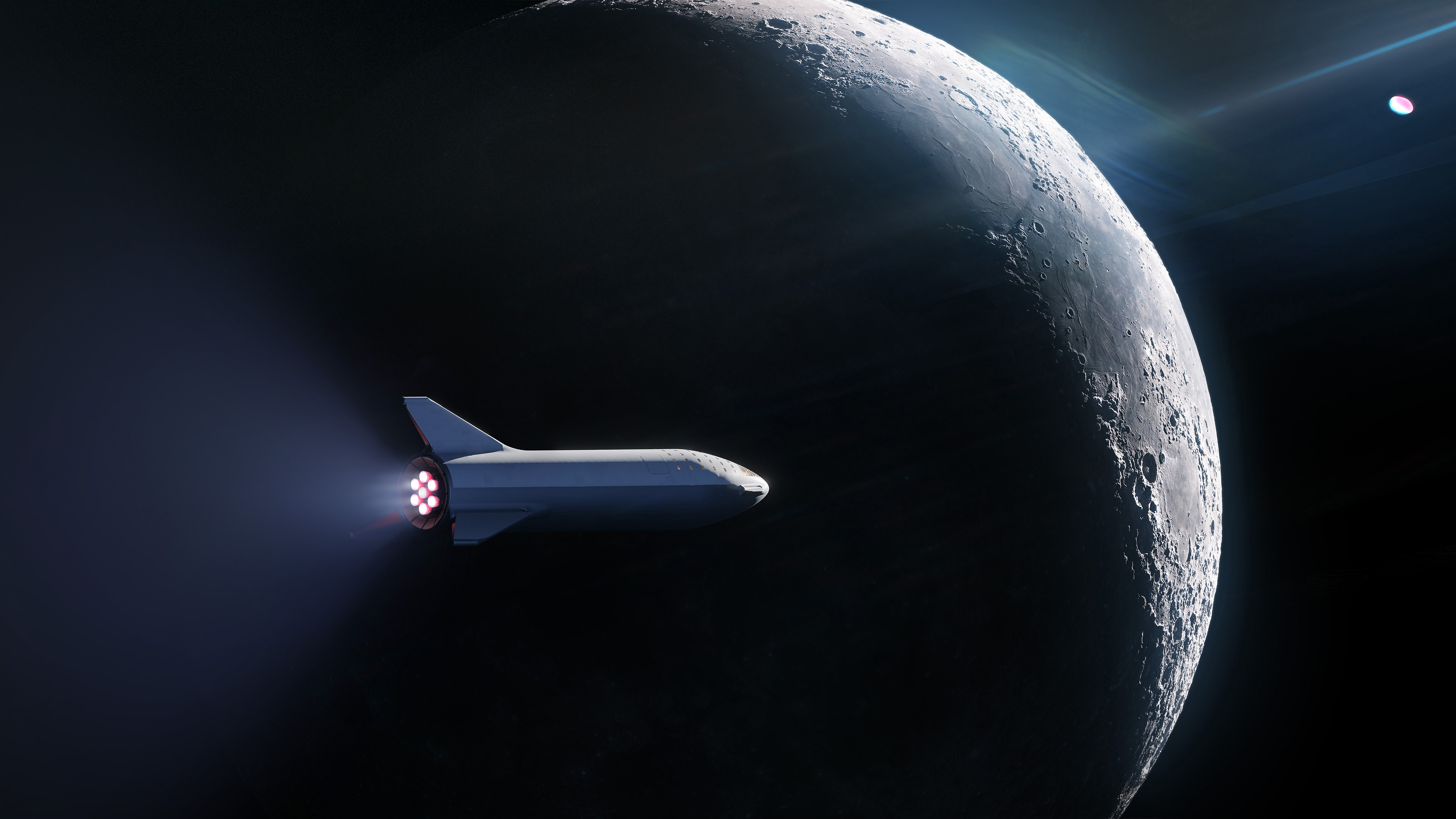
Interpretazione artistica di Starship che accende tutti i suoi sette motori mentre passa dalla Luna

Starship è un veicolo di lancio completamente riutilizzabile, in corso di sviluppo e finanziato da SpaceX. È composto da due stadi, il booster (Super Heavy) e la navicella (Starship). L'obiettivo di SpaceX è quello di sostituire gli attuali veicoli di lancio (Falcon 9 e Falcon Heavy) con questa nuova architettura.

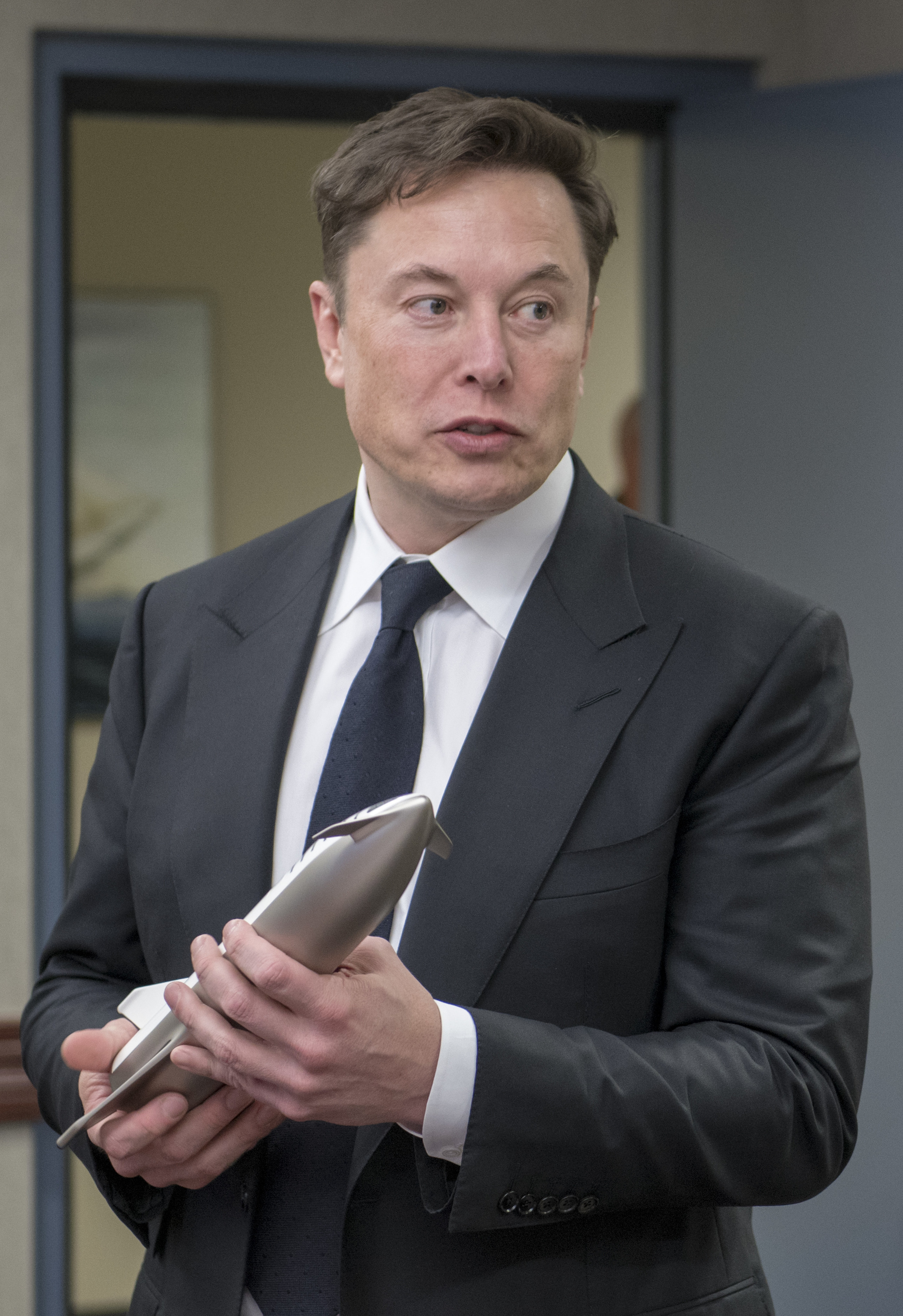
Elon Musk con in mano un modellino della Starship ad aprile 2019

Per sostenere questo sistema di lancio sono stati sviluppati i nuovi motori Raptor che, invece di utilizzare LOX e RP-1 come combustibili (utilizzati per i motori di classe Merlin), sono alimentati da methalox, ovvero da LOX (ossigeno liquido) e metano; questa scelta è stata attuata per favorire l'utilizzo di risorse in sito sul suolo marziano per rifornire Starship.
Inizialmente SpaceX aveva progettato l'Interplanetary Transport System (vecchio nome e design della Starship) con il solo scopo dell'esplorazione e colonizzazione di Marte e altri obiettivi interplanetari. Dal 2017, cominciò invece a concentrarsi su un veicolo che supportasse ogni tipo di servizio di lancio offerto da SpaceX: in orbita terrestre, in orbita lunare, missioni interplanetarie e persino viaggi intercontinentali sulla Terra.
Il 17 settembre 2018, presso la sede di SpaceX, Elon Musk ha presentato il primo passeggero privato che parteciperà al volo della Starship in orbita lunare, si presumeva all'epoca verso il 2023. Si tratta di Yūsaku Maezawa, un imprenditore e miliardario giapponese che ha comprato tutti i posti disponibili, decidendo di tenerne uno per sé, e di regalarne gli altri otto ad altrettanti artisti influenti di differenti generi, selezionati da lui nei prossimi anni, al fine di conseguire il progetto artistico #dearMoon, da lui ideato.
I test su prototipi della Starship sono iniziati a marzo 2019, con una prima versione in formato ridotto definita Starhopper. A partire dall'autunno dello stesso anno si è proceduto alla realizzazione, attraverso rapide iterazioni, secondo la logica del fail fast succeed faster, di ulteriori prototipi per giungere a un rapido test di volo orbitale entro il 2020. Ad aprile 2020 la NASA ha selezionato una versione modificata della Starship come uno dei tre sistemi di atterraggio per il Programma Artemis. A ottobre 2020 la compagnia ricevette dalla NASA un finanziamento di 53,2 milioni di dollari per sviluppare e dimostrare la tecnologia necessaria al rifornimento in orbita terrestre con la Starship.

### Settore satellitare
L'impegno di SpaceX nel settore satellitare venne annunciato dalla stessa azienda nel gennaio del 2015, durante un evento privato: l'idea iniziale consisteva nel mettere in orbita intorno alla Terra una costellazione di 4000 satelliti per l'internet globale, successivamente chiamata Starlink, e di fare tutto questo con un nuovo stabilimento proprio a Seattle. A partire dal 2020, SpaceX consolidò la sua presenza nel settore satellitare stipulando un ulteriore contratto con la Space Development Agency per la realizzazione di satelliti militari.
(Elon Musk a proposito degli investimenti nel campo dell'industria satellitare.)

#### Starlink

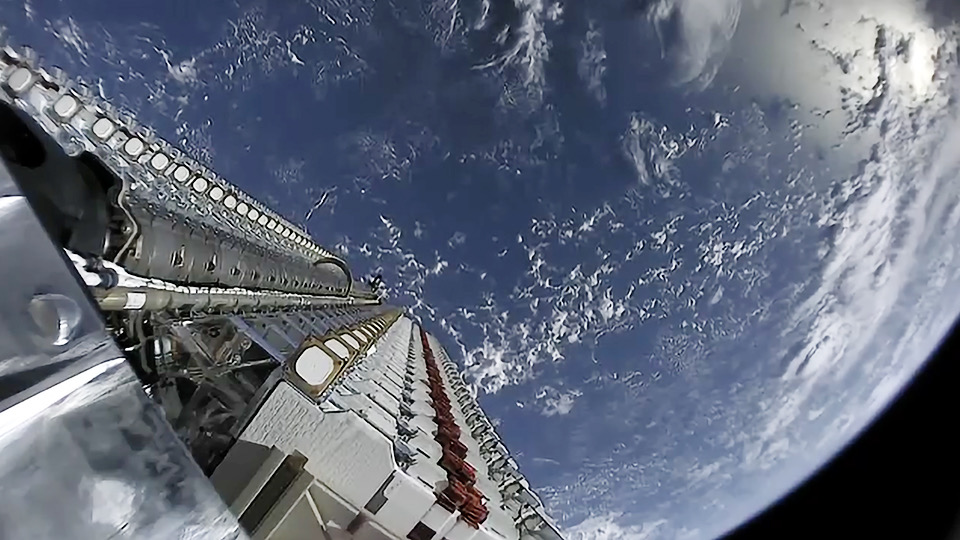
Vista sui 60 satelliti Starlink impilati, poco prima del dispiegamento, durante il lancio del 24 maggio 2019

Starlink è una costellazione di satelliti per l'accesso a internet satellitare globale in banda larga a bassa latenza. Essa sarà costituita da migliaia di satelliti miniaturizzati prodotti in massa, collocati in orbita terrestre bassa (LEO), che lavoreranno in sintonia con ricetrasmettitori terrestri. SpaceX è intenzionata, inoltre, alla commercializzazione di alcuni dei suoi satelliti per scopi militari, scientifici ed esplorativi.

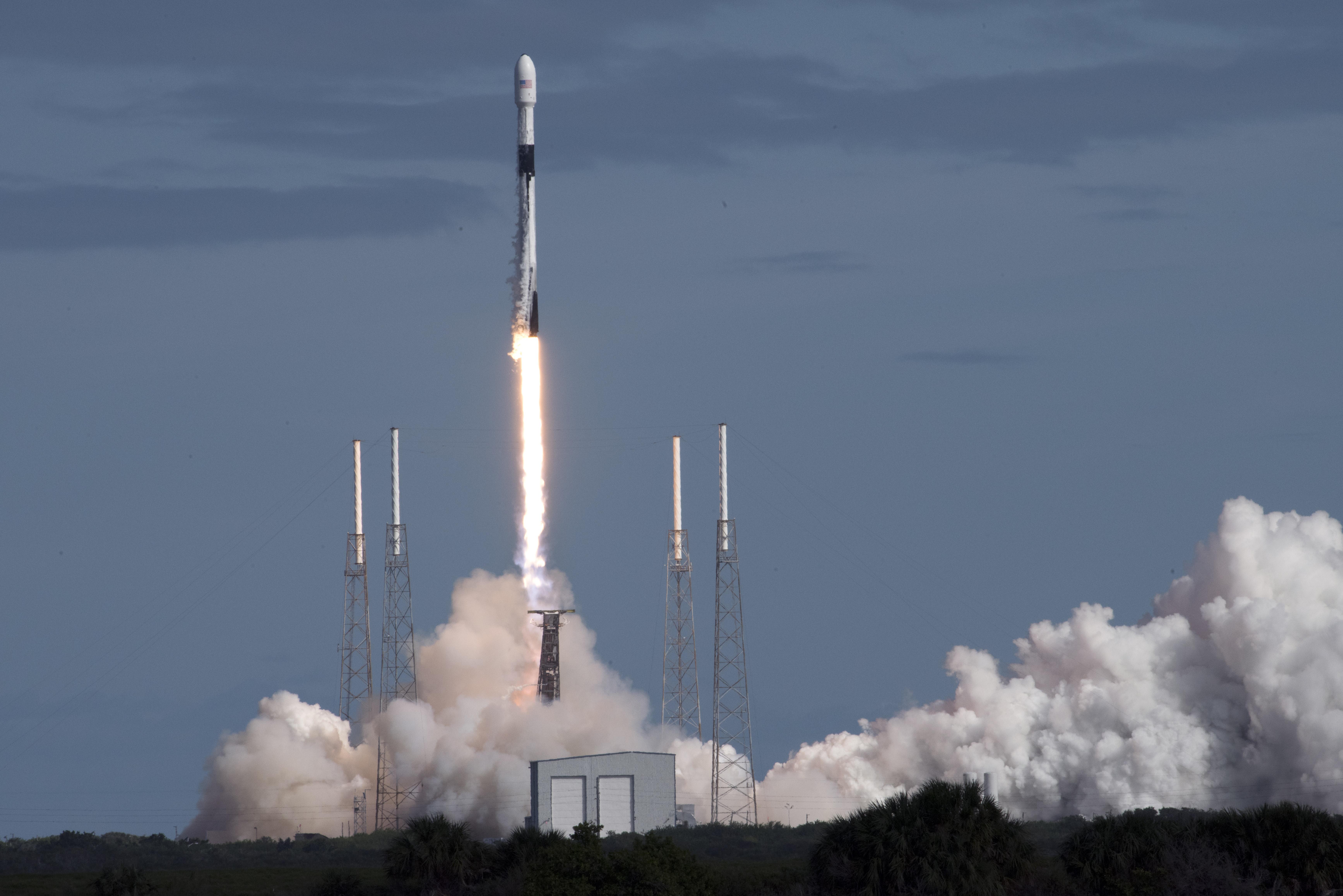
Lancio della missione Starlink 1 a Cape Canaveral in Florida con i primi 60 satelliti operativi stivati a bordo di un Falcon 9, 11 novembre 2019

Sono state sollevate preoccupazioni riguardo agli effetti e ai danni a lungo termine dei detriti spaziali, conseguenti dal rilascio di migliaia di satelliti in orbite al di sopra dei 1000 km, e per questo è stato deciso di utilizzare orbite intorno ai 550 km, relativamente più sicure perché consentono ai detriti di decadere in tempi minori. Altre critiche sono relative a un possibile impatto negativo nelle attività di astronomia osservativa, che SpaceX ha annunciato di voler risolvere. A giugno 2020, uno dei satelliti della costellazione ha un rivestimento sperimentale studiato appositamente per renderlo meno riflettente e quindi meno visibile a osservazioni astronomiche da terra.
A gennaio 2015 Elon Musk annunciò lo sviluppo di una costellazione di 4 425 piccoli satelliti e dopo quattro anni di test il primo lancio di prova è avvenuto a maggio 2019. Entro il 2021 si prevede di mettere in orbita i primi 1000 satelliti.

#### Satelliti militari
Nell'ottobre del 2020 SpaceX ha vinto un contratto da 149 milioni di dollari da parte della Space Development Agency per la realizzazione di quattro satelliti dedicati al rilevamento e al tracciamento di missili balistici e ipersonici. Altri quattro, invece, saranno realizzati da L3Harris Technologies e insieme formeranno la prima generazione di una costellazione Tracking Layer per la difesa nazionale.

### Hyperloop

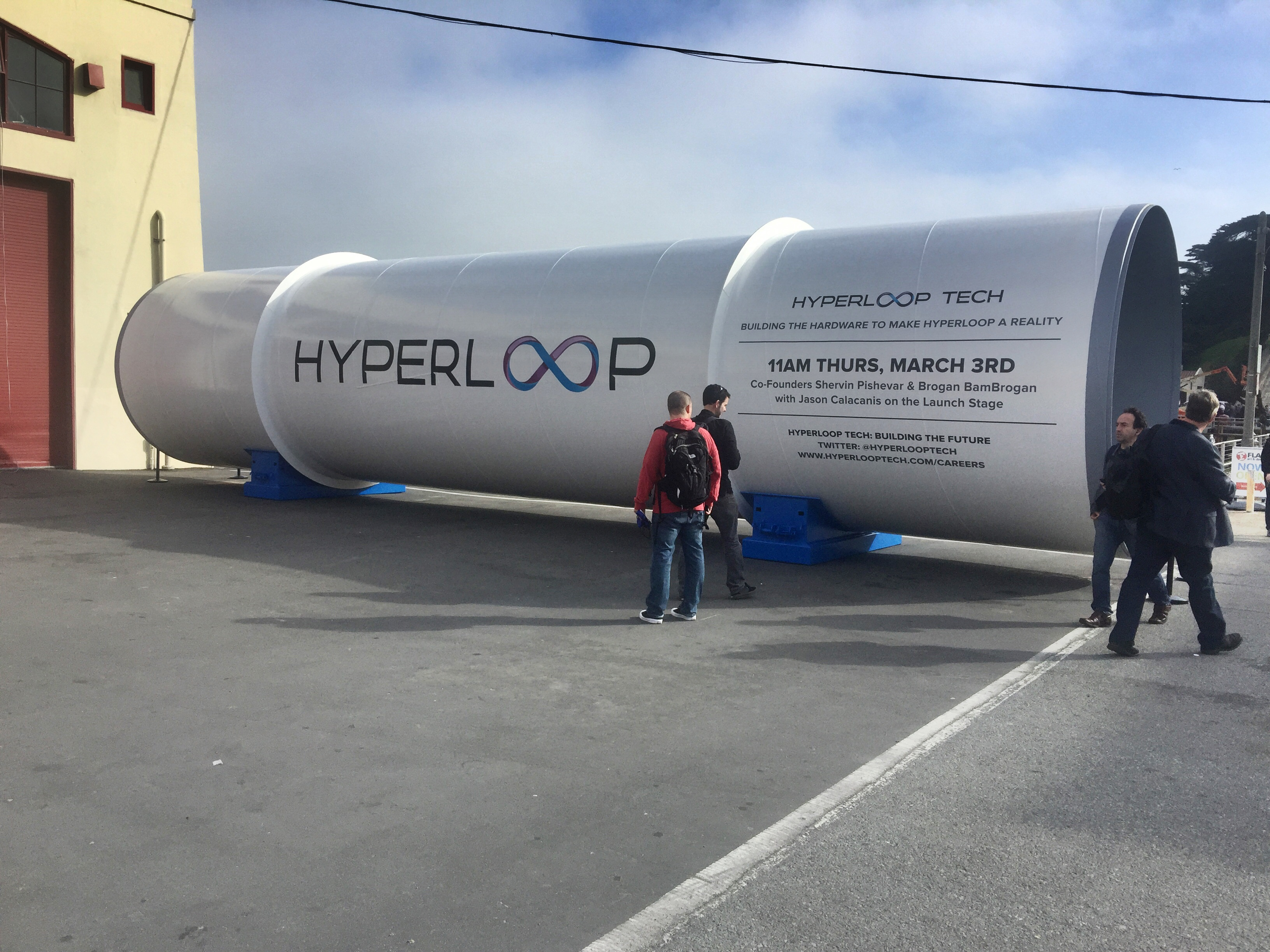
Il prototipo di tubo pressurizzato realizzato dal team Virgin Hyperloop

Menzionato per la prima volta da Elon Musk nel 2012 come progetto open source di Tesla e SpaceX, Hyperloop è un'ipotesi di tecnologia futuribile per il trasporto ad alta velocità di merci e passeggeri all'interno di tubi a bassa pressione. Il progetto ha come obiettivo ridurre i tempi di viaggio rispetto ai treni e agli aerei su distanze inferiori a circa 1500 km, ma con un'attenzione particolare all'impatto energetico.
Il concept Hyperloop Alpha fu pubblicato nell'agosto 2013 come proposta di un percorso che collegasse Los Angeles con San Francisco: il sistema avrebbe trasportato i passeggeri lungo il percorso di 560 chilometri alla velocità di 1200 km/h in un tempo di soli 35 minuti. La spesa preventivata fu di 6 miliardi di dollari per una versione solo passeggeri e di 7,5 miliardi per una versione che trasportasse anche veicoli.
Per incoraggiare la contribuzione anche di personale esterno, Hyperloop venne deliberatamente reso un progetto open source e questo portò alla nascita di diverse compagnie impegnate in questo settore, compresi team interdisciplinari di studenti. Nel 2015 SpaceX annunciò di voler costruire un modello di un miglio nella sua sede a Hawthorne con l'obiettivo di rafforzare lo spirito di collaborazione. Le principali compagnie impegnate nella ricerca e produzione del nuovo mezzo di trasporto sono la Hyperloop Transportation Technologies e la Virgin Hyperloop. Quest'ultima ha effettuato il primo test con passeggeri a novembre 2020.

## Infrastrutture

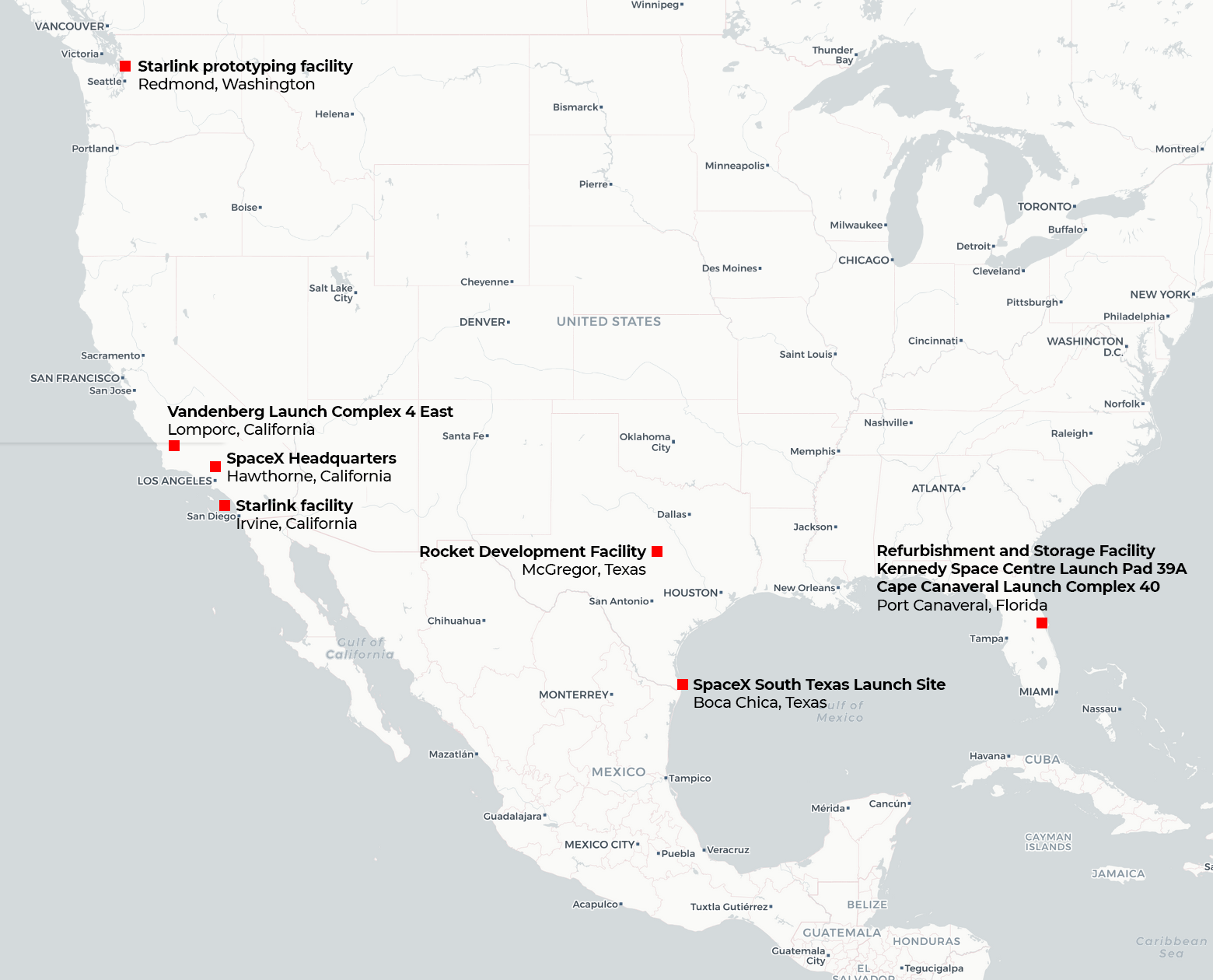
Mappa delle infrastrutture di lancio e di servizio di SpaceX

Sin dalla sua fondazione SpaceX ha stabilito una presenza diffusa sul territorio statunitense. Il quartier generale è a Hawthorne in California, dove risiede anche il principale impianto di produzione secondo una forte logica di integrazione verticale. Ulteriori uffici regionali amministrativi sono dislocati in Texas, Virginia, e Washington. Oltre a questi, la società gestisce diversi centri di ricerca a sviluppo, sia relativi ai razzi e ai motori sia al progetto Starlink. A McGregor (Texas) si trova il principale centro di ricerca e collaudo delle classi di motori prodotti da SpaceX: qui giungono i modelli prodotti a Hawthorne per campagne di test volte a rilasciare il via libera per l'utilizzo sui veicoli di lancio. A Redmond (Washington) è situato un centro di ricerca e produzione per i satelliti Starlink.
Per quanto riguarda i siti di lancio, SpaceX ne gestisce 4, il Complesso di lancio 40, situato a Cape Canaveral, il Vandenberg Air Force Base Space Launch Complex 4 East, il Complesso di lancio 39 presso il John F. Kennedy Space Center e il South Texas Launch Site. Ciascun sito risponde a esigenze diverse per ottimizzare le operazioni di lancio e ridurre i costi: LC-39A per missioni NASA, SLC-40 per missioni relativi alla sicurezza nazionale per conto dell'United States Air Force, SLC-4E per lanci verso orbite polari e il South Texas Launch Site per lanci commerciali, oltre che per la produzione dei veicoli Starship.

### Quartier generale e siti di produzione e ricondizionamento

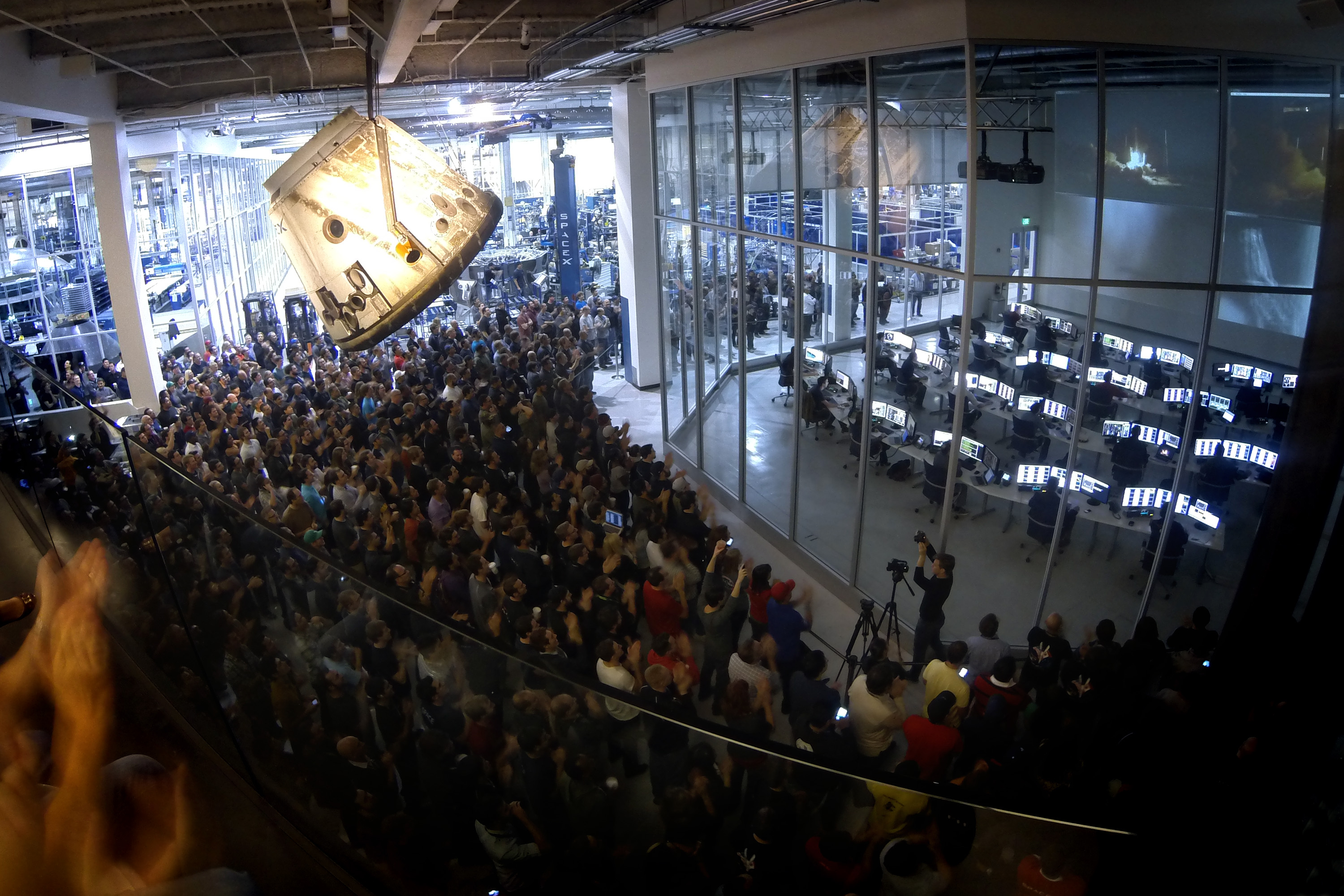
Il quartier generale di SpaceX

Il quartiere generale di SpaceX è situato a Hawthorne, in California. L'edificio è costituito da tre piani e ospita uffici, il controllo missione e la maggior parte delle attività di assemblaggio e produzione. A 2018, SpaceX comunicò che avrebbe iniziato la costruzione della nuova Starship in una nuova struttura nel porto di Los Angeles, tuttavia a gennaio 2019 il contratto di locazione dell'area di 73999 m² fu cancellato in favore del nuovo sito a Boca Chica.
A giugno 2017, la compagnia annunciò la costruzione di una struttura di 6245 m² a sud del sito di lancio di Cape Canaveral (Florida) per il ricondizionamento degli stadi già utilizzati di Falcon 9 e Falcon Heavy.

### Centro di ricerca e collaudo

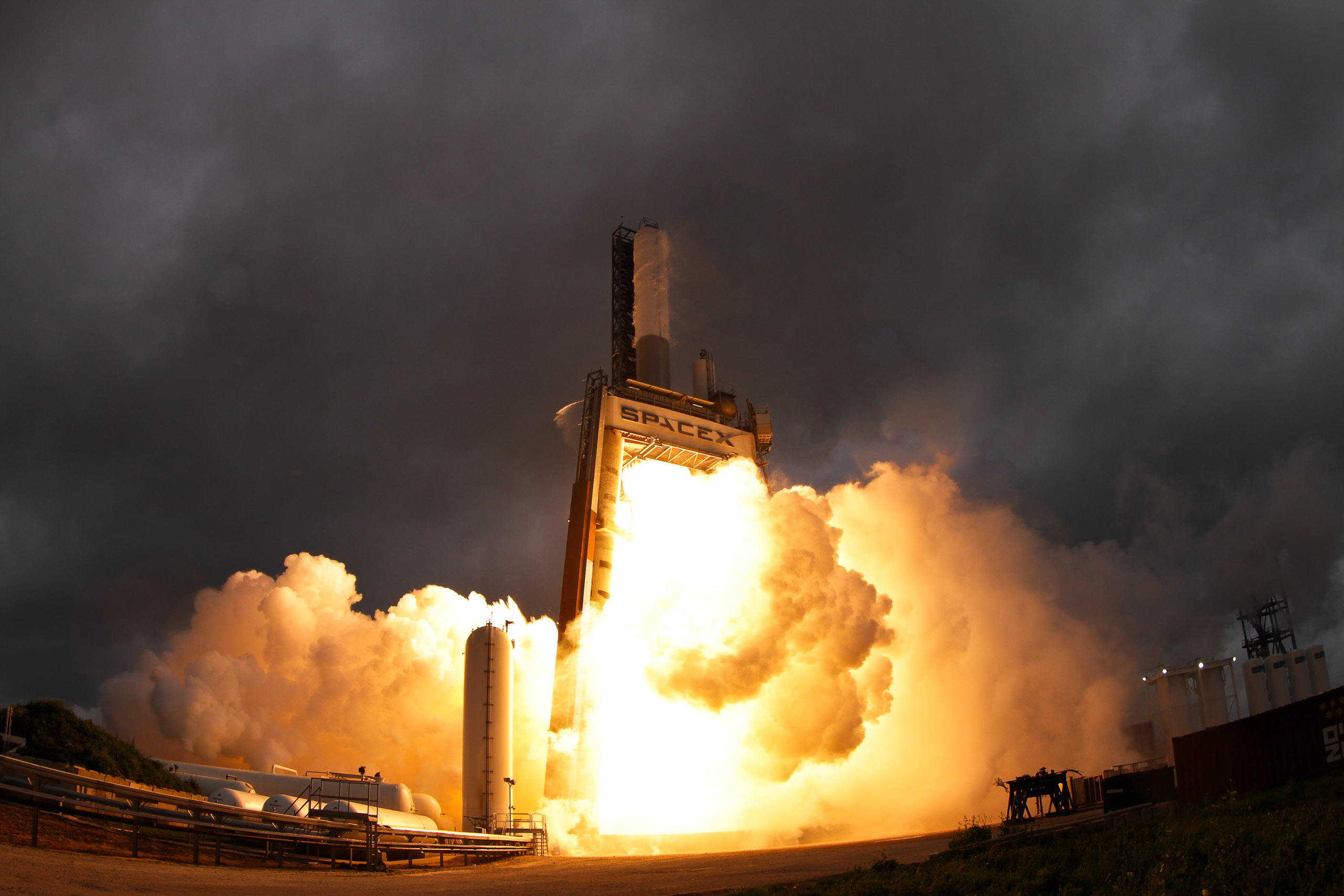
Il test di un primo stadio di Falcon 9 al Rocket Development Facility di McGregor

Il principale centro di sviluppo e collaudo razzi è situato a McGregor, in Texas. Il sito venne acquisito dalla Beal Aerospace nel 2003 e da allora viene utilizzato per la ricerca e lo sviluppo di nuovi motori a razzo e propulsori, nonché per testare i prodotti finali, varie componenti e motori durante la fase di sviluppo. Oltre che per queste attività, la sede texana viene utilizzata per ricondizionare le capsule Dragon prima di essere riutilizzate.
Sebbene SpaceX produca tutti i motori a razzo e propulsori presso la sede di Hawthorne, ciascuno dei prodotti deve passare attraverso McGregor dove la società testa ogni nuovo motore fuori dalla catena di montaggio e quelli in fase di sviluppo per future missioni.

### Siti di lancio operativi
SpaceX attualmente gestisce tre siti di lancio orbitali, a Cape Canaveral, alla base dell'aeronautica militare di Vandenberg e al Kennedy Space Center, mentre quello vicino a Boca Chica è ancora in costruzione. Il sito di lancio di Vandenberg consente orbite molto inclinate (66–145°), mentre Cape Canaveral consente orbite di media inclinazione (fino a 51,6°).

#### Cape Canaveral

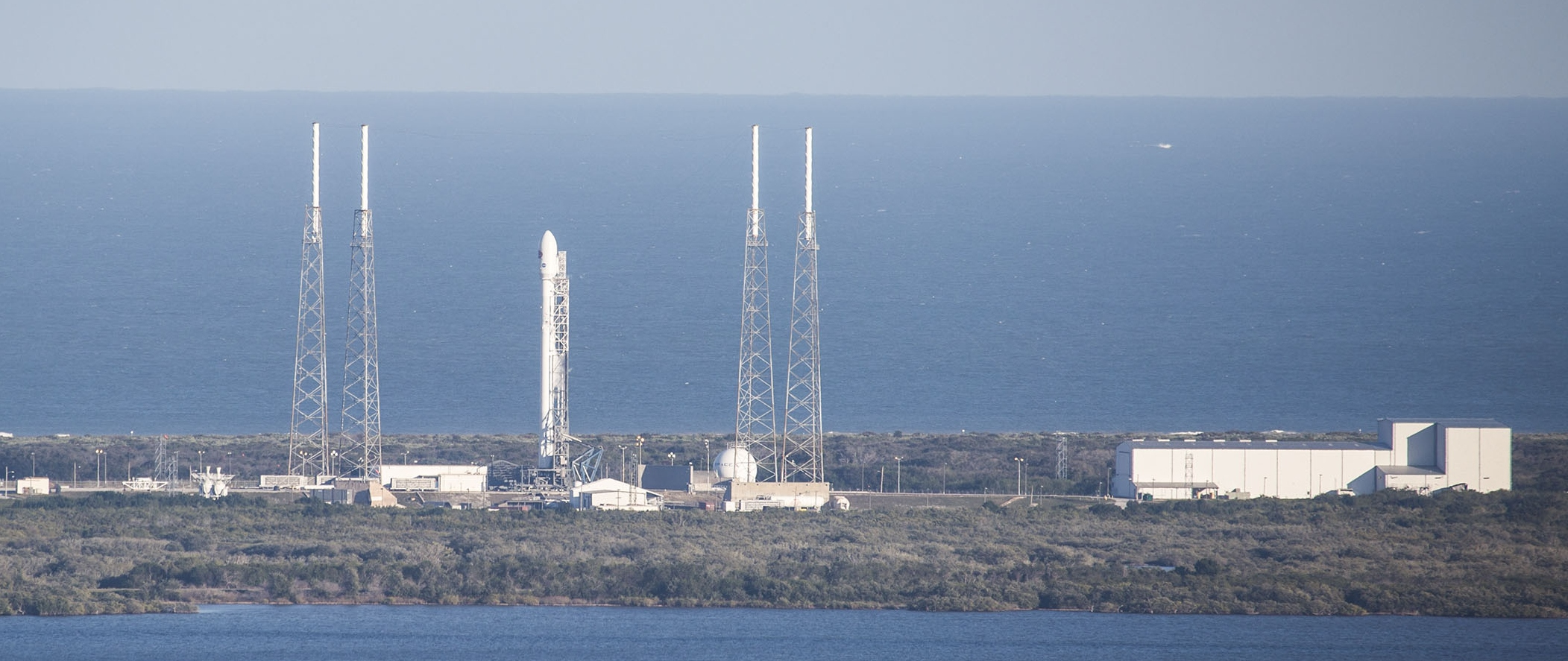
Le strutture di lancio del Falcon 9 presso il complesso 40 a Cape Canaveral

Nel 2007 l'United States Air Force affittò il Complesso di lancio 40, situato a Cape Canaveral, a SpaceX per il lancio dei Falcon 9 verso l'orbita terrestre e quelle geostazionarie. Successivamente, durante la primavera del 2008 vennero condotti alcuni lavori di adeguamento come l'installazione di nuovi serbatoi per l'ossigeno e il cherosene e la costruzione di un hangar per la preparazione dei razzi. Ulteriori modifiche alla piattaforma di lancio furono fatte nel 2013, quando SpaceX rese possibile l'utilizzo dei Falcon 9 v1.1.
A seguito dell'incidente del 1 settembre 2016, il sito venne danneggiato e fu necessario una riparazione durata fino a dicembre 2017.

#### Vandenberg Air Force Base

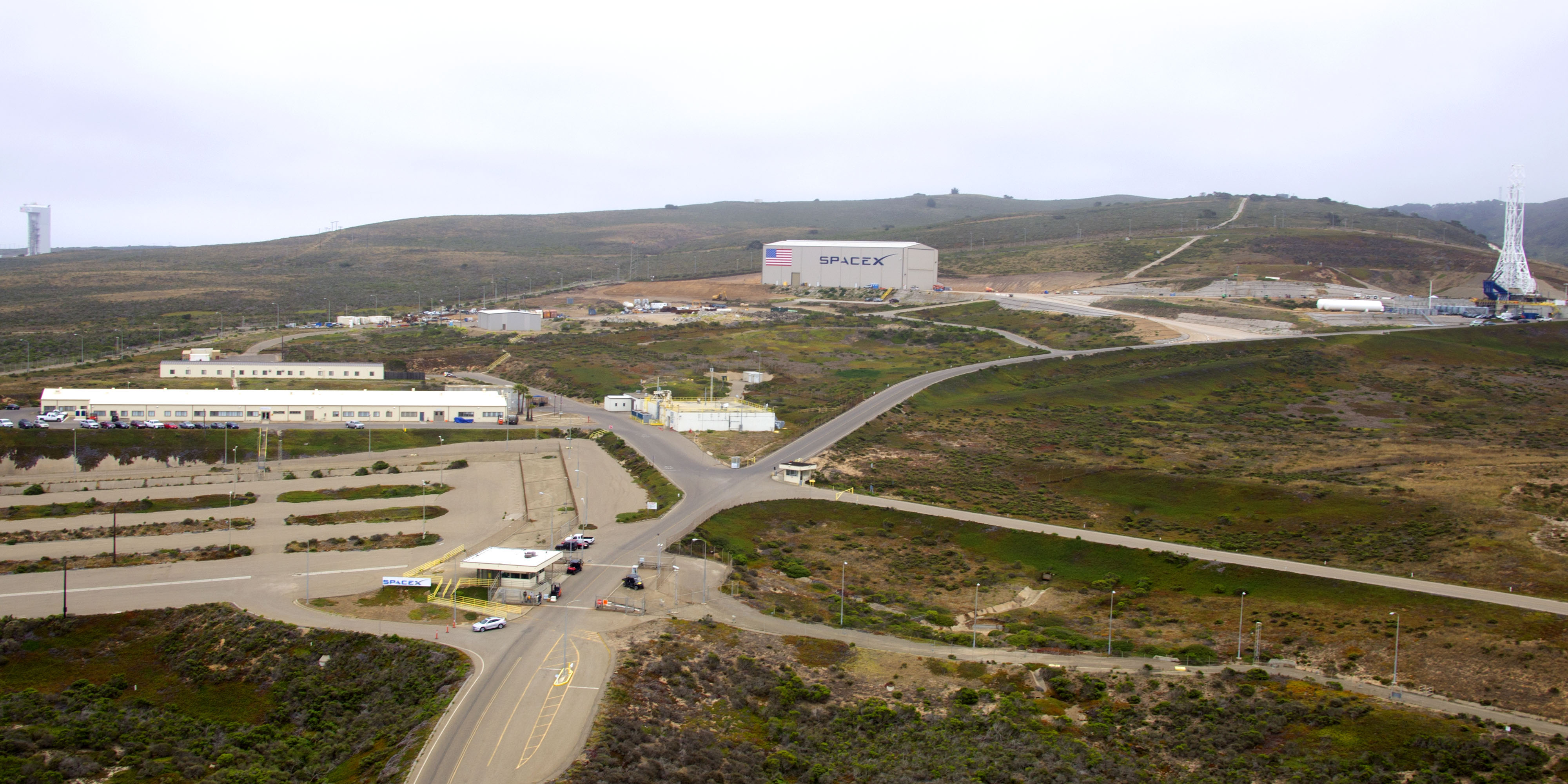
L'hangar di SpaceX e il sito di lancio e atterraggio a Vandenberg

Il Vandenberg Air Force Base Space Launch Complex 4 East (SLC-4E) viene utilizzato per i carichi utili sulle orbite polari. SpaceX ha avviato i lavori di costruzione a Vandenberg nel luglio 2011, a seguito dei quali venne prodotta una stima che valutò i costi per gli anni successivi: il progetto sarebbe dovuto costare tra 20 e 30 milioni di dollari per i primi 24 mesi di costruzione e funzionamento; successivamente, i costi operativi sarebbero dovuti essere di 5-10 milioni di dollari all'anno. La struttura può lanciare sia Falcon 9 sia Falcon Heavy, ma non può lanciare su orbite a bassa inclinazione; inoltre il vicino SLC-4W è stato convertito nella zona di atterraggio 4, dove SpaceX ha fatto atterrare con successo un booster del primo stadio Falcon 9, nell'ottobre 2018.
Il primo volo effettuato avvenne il 29 settembre 2013 e fu l'occasione del primo lancio del Falcon 9 v1.1.

#### Kennedy Space Center

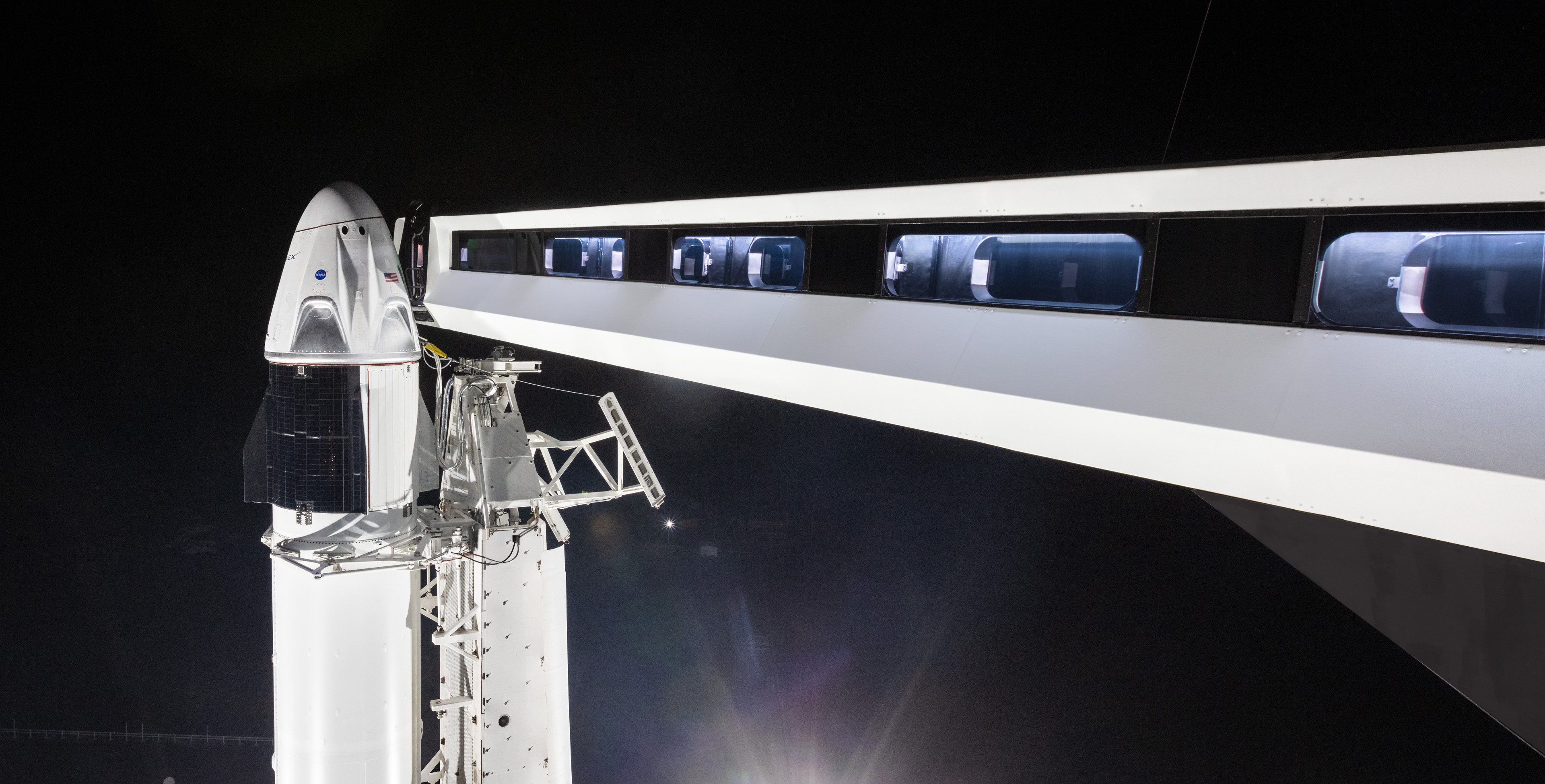
La rinnovata piattaforma nel Complesso di lancio 39-A durante la missione Crew Demo-1

In seguito a una gara pubblica proposta dalla NASA per affittare il complesso di lancio 39 non più utilizzato, SpaceX venne selezionata per la locazione del sito presso il John F. Kennedy Space Center. L'offerta dell'azienda californiana riguardava l'uso del complesso esclusivamente per supportare le future missioni umane, ma a settembre del 2013 venne considerata anche la possibilità di utenze multiple. Terminata la gara pubblica nell'aprile del 2014, SpaceX fu assegnataria del complesso con un contratto di gestione della durata di 20 anni.
Il primo lancio di SpaceX dal Complesso di lancio 39 avvenne il 19 febbraio 2017, seguito da un atterraggio nella Landing Zone 1.

#### Boca Chica

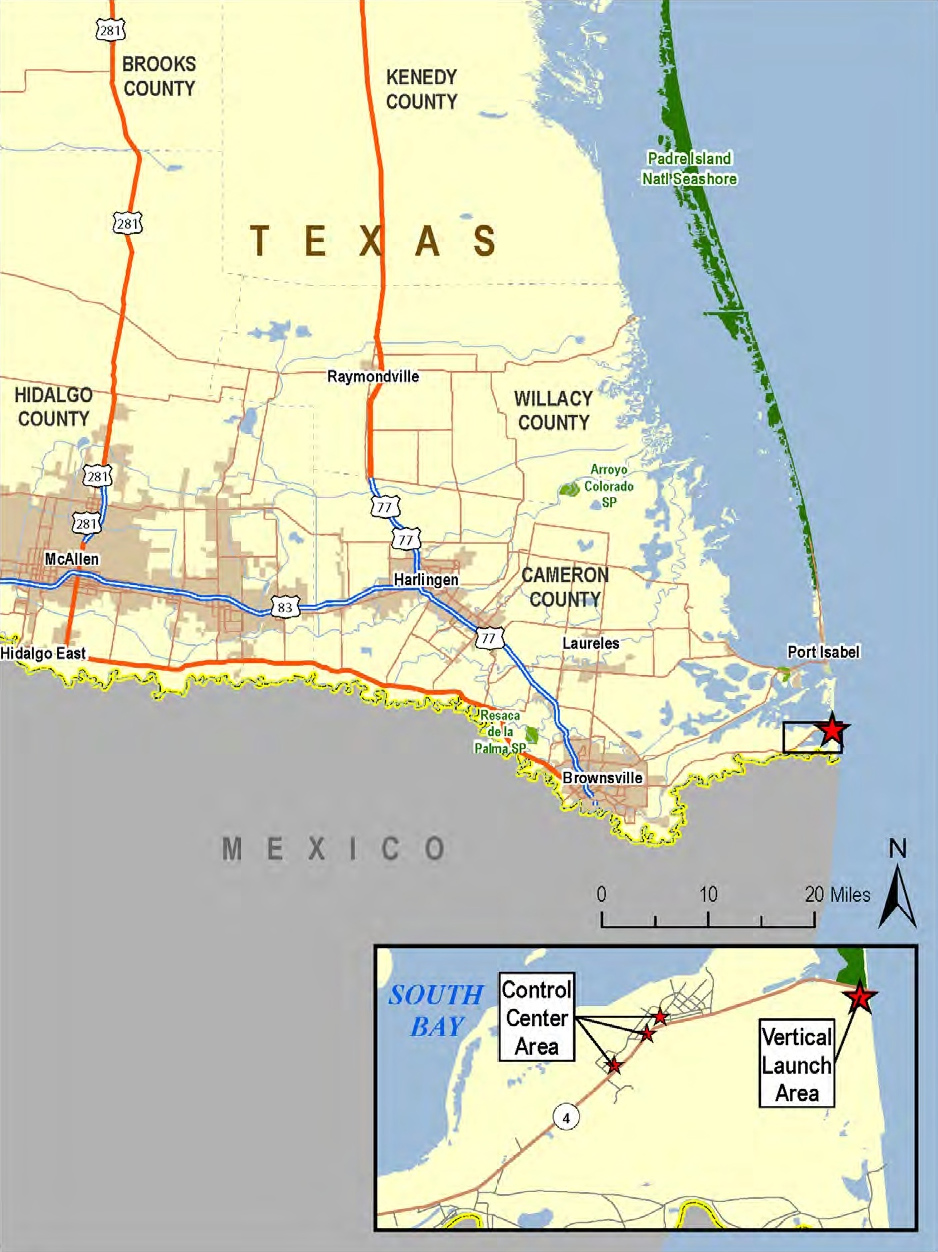
Posizione del sito di lancio presso Boca Chica

Nell'agosto 2014 SpaceX ha annunciato che avrebbe costruito una struttura di lancio esclusivamente commerciale a Boca Chica, un'area non incorporata della Contea di Cameron, a 32 km da Brownsville (Texas). La Federal Aviation Administration pubblicò una dichiarazione sull'impatto ambientale per la struttura proposta in Texas nell'aprile 2013 e valutando il progetto idoneo rilasciò il permesso nel luglio 2014. SpaceX poté così iniziare la costruzione dell'impianto, effettuando i primi lanci suborbitali dalla struttura nel 2019. Nel corso del tempo il sito si è notevolmente ampliato con la realizzazione di nuove strutture e hangar per la costruzione e assemblaggio dei prototipi di Starship e di una piattaforma di lancio situata poco distante; inoltre nel giugno del 2020 SpaceX avviò la costruzione di un nuovo hangar di 81 m per la costruzione del Super Heavy.

#### Siti di lancio offshore
Nel corso del 2020, tramite la sussidiaria Lone Star Mineral Development, SpaceX aveva acquistato due piattaforme petrolifere con lo scopo di convertirle in strutture di lancio. Tale piattaforme furono chiamate Deimos e Phobos, il nome dei due satelliti di Marte. Attraverso una serie di tweet pubblicati a febbraio 2021, Musk informò che una delle due piattaforme sarebbe stata parzialmente operativa entro la fine dell'anno, aggiungendo che a lungo termine il metano e l'ossigeno necessari per il propellente sarebbero stati prodotti in loco tramite la reazione di Sabatier. I veicoli Starship, inoltre, dovrebbero raggiungere le piattaforme di lancio attraverso voli di breve durata dal sito di Boca Chica.

### Siti di lancio dismessi

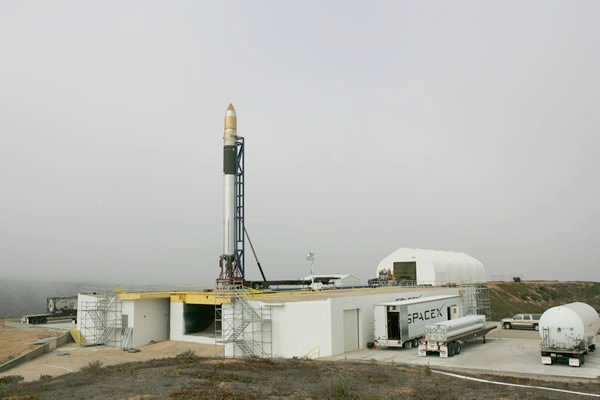
Il primo Falcon 1al sito di lancio di Vandenberg

Nel 2005 SpaceX intendeva lanciare il Falcon 1 dal sito di lancio di Vandenberg LC 3W, tuttavia, a causa di problemi relativi alla disponibilità di finestre di lancio, la compagnia fu costretta a modificare i suoi piani. L'azienda optò per la costruzione di un nuovo sito di lancio presso il Ronald Reagan Ballistic Missile Defense Test Site sull'Omelek Island. Le infrastrutture dell'isola furono ammodernate e dal 2006 si avviarono i primi test. Il 28 settembre 2006, con il lancio del Falcon 1, SpaceX divenne la prima compagnia privata a portare in orbita un vettore a propellente liquido. Tale lancio fu seguito, il 13 luglio 2008, da un nuovo volo che ha portò in orbita il satellite RazakSAT.

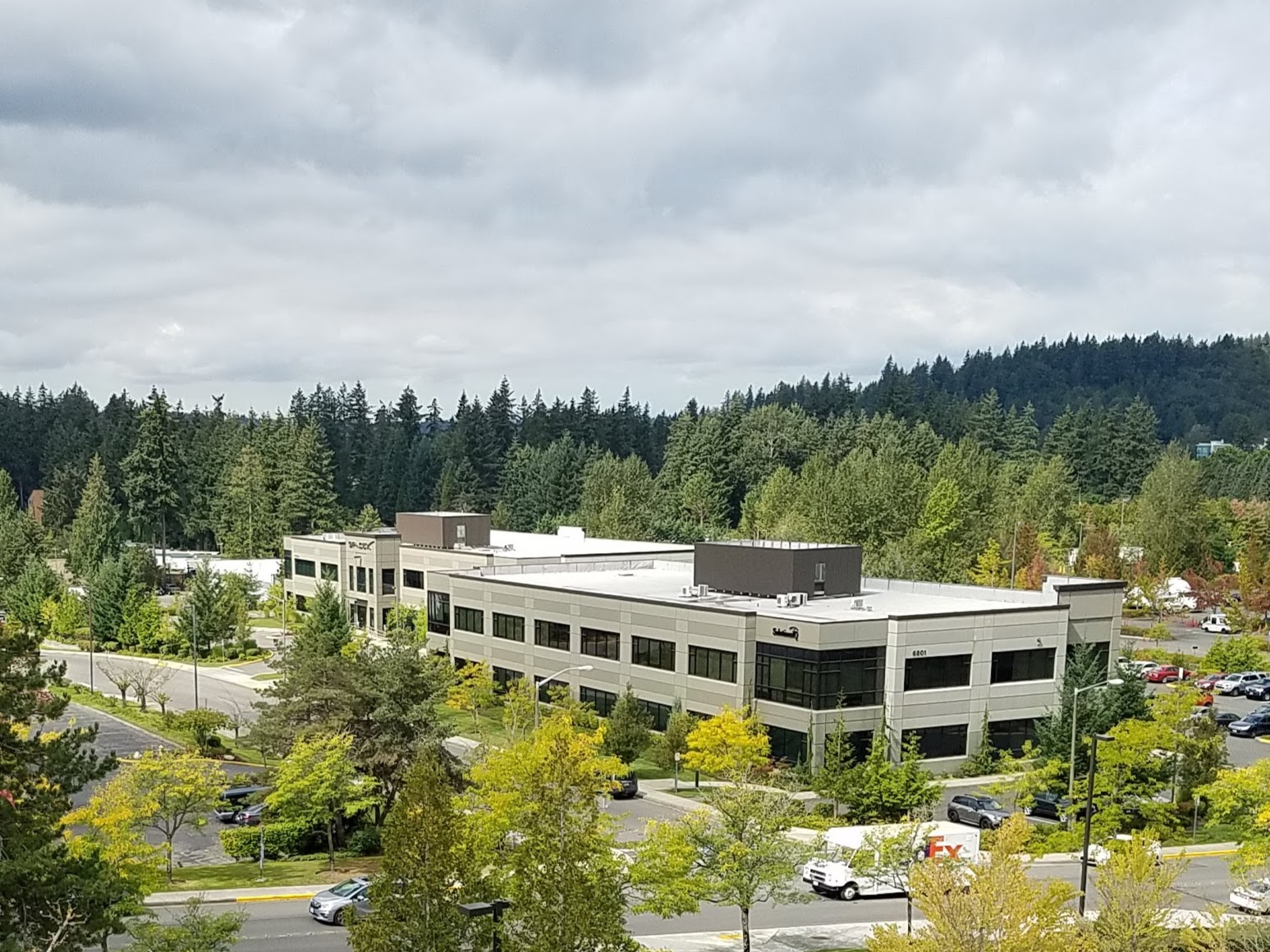
La struttura di sviluppo satellitare SpaceX a Redmond

Nei piani dell'azienda l'obiettivo era quello di utilizzare il sito sull'isola di Omelek anche per i lanci del Falcon 1e ma nel 2012 SpaceX ne interruppe la progettazione per concentrarsi sul più grande Falcon 9. In una Environmental Assessment pubblicata a settembre 2007, venivano descritti gli interventi da realizzare per migliorare ulteriormente l’infrastruttura al fine di lanciare anche i Falcon 9 dal sito dell'isola Omelek. Si prevedeva la realizzazione di un nuovo hangar, un'ulteriore piattaforma di lancio, un impianto per lo stoccaggio di Ossigeno liquido e delle strutture per la gestione e la preparazione dei carichi di lancio. Tali interventi, tuttavia, non furono mai realizzati. Nonostante fino a dicembre 2010 nel programma dei lanci di SpaceX figurasse l'isola come un potenziale sito di lancio di numerosi Falcon 9 con la firma dei primi contratti con la NASA nel 2006, infatti, la compagnia spostò i propri lanci al complesso 40 a Cape Canaveral.

### Siti legati all'industria satellitare
A gennaio 2015 SpaceX annunciò che sarebbe entrata nel settore della produzione di satelliti tramite il progetto Starlink. Per quest'ultimo venne acquistata una struttura per uffici di 2800 m² è situata a Redmond (Washington), mentre nel luglio del 2016 un ulteriore spazio di 740 m² a Irvine (California) divenne il centro di trasmissione ed elaborazione dei dati. Successivamente, nel gennaio del 2017, un secondo edificio di 3774,2 m² mq fu acquistato a Redmond, diventando un sito di ricerca e sviluppo per satelliti.

### Esplicative
1. ↑  Il nome scelto per questa prima esperienza nel campo dell'astronautica fu un omaggio al Millennium Falcon di Star Wars.
2. ↑  Successivamente venne dichiarato che la causa dell'accaduto fu una grave violazione del sistema criogenico dell'elio del secondo stadio del razzo.
3. ↑  Entrambi i programmi sono stati pagati in gran parte dalla NASA.
4. ↑  Vennero salvati solo un valore in titoli di 18,8 milioni di dollari per finanziare i lavori per Starlink.
5. ↑  COTS è progetto NASA per stimolare le imprese commerciali nello spazio, aprire nuovi mercati e sfidare l'industria privata a fornire la consegna commerciale di equipaggio e merci alla ISS.

### Bibliografiche e sitografiche
1. ↑  (EN) Who is Elon Musk, and what made him big? | Business| Economy and finance news from a German perspective | DW | 27.05.2020, su dw.com. URL consultato il 18 agosto 2020 (archiviato il 28 maggio 2020).
2. ↑  (EN) SpaceX Laying Off 10 Percent of Its Workforce, su space.com, 14 gennaio 2019. URL consultato il 14 gennaio 2019 (archiviato il 14 gennaio 2019).
3. ↑  (EN) Kenneth Chang, Elon Musk’s Plan: Get Humans to Mars, and Beyond (Published 2016), in The New York Times, 27 settembre 2016. URL consultato il 15 novembre 2020 (archiviato il 12 marzo 2018).
4. ↑  (EN) Alyson Shontell, Elon Musk Decided To Put Life On Mars Because NASA Wasn't Serious Enough, in Business Insider, 9 marzo 2013. URL consultato il 15 novembre 2020 (archiviato il 1º aprile 2019).
5. 1 2 3  (EN) Steven Siceloff, NASA - SpaceX Launches Success with Falcon 9/Dragon Flight, su NASA, 9 dicembre 2010. URL consultato il 15 novembre 2020 (archiviato il 12 giugno 2020).
6. ↑  (EN) SpaceX Dragon Returns from Space Station with NASA Cargo, su NASA, 28 ottobre 2012. URL consultato il 15 novembre 2020 (archiviato l'8 agosto 2020).
7. ↑   SpaceX ha aperto l'era del riciclo spaziale, su Il Post, 31 marzo 2017. URL consultato il 15 novembre 2020 (archiviato il 12 novembre 2020).
8. 1 2   Space X, il super razzo di Elon Musk lanciato verso Marte con un'auto a bordo sulle note di David Bowie, su la Repubblica, 6 febbraio 2018. URL consultato il 15 novembre 2020 (archiviato il 28 giugno 2020).
9. ↑   SpaceX, lancio perfetto. L'America in festa: "Fatta la storia", su La Gazzetta dello Sport, 30 maggio 2020. URL consultato il 15 novembre 2020 (archiviato il 22 luglio 2020).
10. ↑  (EN) James Cawley, SpaceX – Commercial Crew Program, su blogs.nasa.gov, 17 novembre 2020. URL consultato il 15 novembre 2020 (archiviato il 18 agosto 2020).
11. ↑  (EN) Elon Musk [elonmusk], Congrats @SpaceX team on an exciting test launch of Starship! Learned a lot for next test launch in a few months. (Tweet), su X, 20 aprile 2022.
12. ↑  SpaceX V-band Authorization, 2018.
13. ↑  (EN) Chelsea Gohd, 7,500 SpaceX satellites get green light, su Astronomy.com, 16 novembre 2018. URL consultato il 15 novembre 2020 (archiviato il 18 novembre 2020).
14. ↑  (EN) Neel V. Patel, SpaceX now operates the world's biggest commercial satellite network, in MIT Technology Review, 7 gennaio 2020. URL consultato il 20 agosto 2020 (archiviato il 22 agosto 2020).
15. ↑  (EN) Doug Bierend, SpaceX Was Born Because Elon Musk Wanted to Grow Plants on Mars, su Vice, 17 luglio 2014. URL consultato il 15 novembre 2020 (archiviato il 16 novembre 2020).
16. ↑  (EN) MarsNow 1.9 Profile: Elon Musk, Life to Mars Foundation, su Spaceref, 25 settembre 2001. URL consultato il 15 novembre 2020 (archiviato dall'url originale il 22 settembre 2020).
17. 1 2  (EN) Ashlee Vance, Elon Musk's Space Dream Almost Killed Tesla, su Bloomberg, 14 maggio 2015. URL consultato il 15 novembre 2020 (archiviato il 23 febbraio 2017).
18. ↑  (EN) Andrew Chaikin, Is SpaceX Changing the Rocket Equation?, su Air & Space Magazine, gennaio 2012. URL consultato il 15 novembre 2020 (archiviato il 16 dicembre 2019).
19. ↑   Francesco Li Volti (a cura di), SpaceX, storia della compagnia che ci porterà presto in viaggio su Marte, su Tgcom24, 31 maggio 2020. URL consultato il 21 agosto 2020 (archiviato il 29 agosto 2020).
20. 1 2 3 4  (EN) Malik Tariq, SpaceX Successfully Launches Falcon 1 Rocket Into Orbit, su Space.com, 29 settembre 2008. URL consultato il 20 agosto 2020 (archiviato il 22 agosto 2020).
21. 1 2   Giulio Marciello, La storia di SpaceX: da piccola startup a colosso multi-miliardiario, su Everyeye, 30 maggio 2020. URL consultato il 20 agosto 2020 (archiviato il 18 giugno 2020).
22. ↑  (EN) SpaceX Falcon 9 v1.2 Data Sheet, su Spacelaunchreport, 25 novembre 2020. URL consultato il 15 marzo 2020 (archiviato il 25 agosto 2017).
23. ↑  (EN) Alan Boyle, SpaceX reorganizes Starlink satellite operation, reportedly with high-level firings, su GeekWire, 31 ottobre 2018. URL consultato il 29 settembre 2020 (archiviato il 2 maggio 2020).
24. 1 2  (EN) Henry Caleb, FCC OKs lower orbit for some Starlink satellites, su SpaceNews, 27 aprile 2019. URL consultato il 29 settembre 2020 (archiviato il 17 novembre 2020).
25. ↑  (EN) Samantha Masunaga, Elon Musk: Launch pad explosion is 'most difficult and complex' failure in SpaceX's 14 years, su Los Angeles Times, 9 settembre 2016. URL consultato il 29 settembre 2020 (archiviato il 16 febbraio 2017).
26. ↑   Elon Musk - Twitter, su Twitter. URL consultato il 21 novembre 2020 (archiviato il 1º giugno 2021).
27. 1 2   Roberto Graziosi, Il test della Starship SN5, l'astronave di SpaceX, su Focus.it, 9 agosto 2020. URL consultato il 5 dicembre 2020 (archiviato il 13 dicembre 2020).
28. 1 2  (EN) Anna Heiney, NASA’s SpaceX Demo-2 Launch Rescheduled to Saturday Due to Weather – Commercial Crew Program, su blogs.nasa.gov, 27 maggio 2020. URL consultato il 9 novembre 2020 (archiviato il 15 novembre 2020).
29. 1 2  (EN) James Cawley, NASA and SpaceX Complete Certification of First Human-Rated Commercial Space System, su nasa.gov, 10 novembre 2020. URL consultato il 25 novembre 2020 (archiviato il 24 febbraio 2021).
30. ↑  (EN) Contract for Launch of Iridium NEXT Satellite Constellation Represents a New Benchmark in Value for Commercial Launch Services, in spacex.com, 16 giugno 2010. URL consultato il 6 dicembre 2020 (archiviato dall'url originale il 23 giugno 2013).
31. ↑  (EN) Elon Musk - Senate Testimony May 5, 2004, in spacex.com, 5 maggio 2004. URL consultato il 6 dicembre 2020 (archiviato dall'url originale il 30 agosto 2008).
32. ↑  (EN) Rand Simberg, Elon Musk on SpaceX's Reusable Rocket Plans, su Popular Mechanics, 7 febbraio 2012. URL consultato il 6 gennaio 2016 (archiviato il 6 ottobre 2014).
33. ↑   Spazio: riuscito lancio del razzo riutilizzabile Space X Falcon9, in repubblica.it, 22 dicembre 2015. URL consultato il 6 dicembre 2020 (archiviato l'8 novembre 2020).
34. ↑  (EN) Max Chafkin, Elon Musk Is Really Boring, in Bloomberg.com, 16 febbraio 2017. URL consultato il 20 dicembre 2020 (archiviato il 3 gennaio 2018).
35. ↑  (EN) Rob Copeland, Elon Musk’s New Boring Co. Faced Questions Over SpaceX Financial Ties, in Wall Street Journal, 17 dicembre 2018. URL consultato il 20 dicembre 2020 (archiviato il 18 dicembre 2018).
36. 1 2 3 4   (EN) SpaceX, Making Life Multiplanetary, 29 settembre 2017. URL consultato il 20 dicembre 2020.
37. ↑  (EN) Jeff Nesbit, Going Beyond Life On Mars, What About Living There, in USnews, 5 dicembre 2012. URL consultato il 20 dicembre 2020 (archiviato l'8 dicembre 2019).
38. ↑  (EN) Emily Shanklin, Space Exploration Technologies Corporation - Press, su SpaceX, 25 giugno 2009. URL consultato il 6 dicembre 2020 (archiviato dall'url originale il 25 giugno 2009).
39. ↑  (EN) Steven Siceloff, NASA - SpaceX Launches Success with Falcon 9, su NASA, 12 settembre 2020. URL consultato il 28 novembre 2020 (archiviato il 12 giugno 2020).
40. ↑  (EN) Jonathan Amos, Nasa chief hails new era in space, in BBC News, 22 maggio 2012. URL consultato il 28 novembre 2020 (archiviato l'8 dicembre 2020).
41. ↑  (EN) Alex Knapp, SpaceX Falcon 9 Successfully Launches SES-8 Commercial Satellite, su Forbes, 3 dicembre 2013. URL consultato il 20 agosto 2020 (archiviato l'11 novembre 2020).
42. ↑   Valeria Parnenzini, Atterraggio in verticale di Falcon 9 : obiettivo raggiunto, su AstronautiNews, 23 dicembre 2015. URL consultato il 29 settembre 2020 (archiviato l'8 dicembre 2020).
43. ↑  (EN) Mike Curie, Flight Readiness Review Gives “Go” to Proceed Toward Jan. 17 Launch – Jason-3, su NASA, 8 gennaio 2016. URL consultato il 28 novembre 2020 (archiviato l'8 dicembre 2020).
44. 1 2  (EN) William Graham, SpaceX conducts historic Falcon 9 re-flight with SES-10 - Lands booster again, su NASASpaceFlight, 30 marzo 2017. URL consultato il 28 novembre 2020 (archiviato il 17 maggio 2017).
45. ↑  (EN) Chris Gebhardt, SpaceX static fires CRS-11 Falcon 9 Sunday ahead of ISS mission, su NASASpaceFlight, 28 maggio 2017. URL consultato il 28 novembre 2020 (archiviato il 21 dicembre 2020).
46. ↑   Falcon Heavy, la Tesla verso la fascia di asteroidi, su Ansa, 7 febbraio 2018. URL consultato il 1º ottobre 2020 (archiviato il 4 dicembre 2020).
47. 1 2  (EN) Jonathan Amos, SpaceX astronaut capsule demo for Nasa lifts off, in BBC News, 2 marzo 2019. URL consultato il 21 novembre 2020 (archiviato il 9 dicembre 2020).
48. 1 2   Luigi Bignami, SpaceX: successo pieno per la Starhopper, su Focus.it, 28 agosto 2019. URL consultato il 21 novembre 2020 (archiviato l'11 agosto 2020).
49. ↑   SpaceX to reuse payload fairing for first time on Nov. 11 launch, su spaceflightnow.com, 5 novembre 2019. URL consultato il 20 agosto 2020 (archiviato il 5 dicembre 2020).
50. 1 2  (EN) NASA’s SpaceX Demo-2 Launch Rescheduled to Saturday Due to Weather – Commercial Crew Program, su blogs.nasa.gov. URL consultato il 9 novembre 2020 (archiviato il 15 novembre 2020).
51. ↑  (EN) NASA and SpaceX Complete Certification of First Human-Rated Commercial Space System, su nasa.gov, 10 novembre 2020. URL consultato il 25 novembre 2020 (archiviato il 24 febbraio 2021).
52. ↑  (EN) Jonathan Amos, SpaceX: World record number of satellites launched, su bbc.com, 24 gennaio 2021. URL consultato il 24 gennaio 2021 (archiviato il 30 gennaio 2021).
53. ↑  (EN) Caleb Melby, How Elon Musk Became A Billionaire Twice Over, su Forbes, 12 marzo 2012. URL consultato il 19 novembre 2020 (archiviato il 6 marzo 2017).
54. ↑  (EN) Dominic Rushe, SpaceX value soars after successful mission to dock at ISS, su the Guardian, 7 giugno 2012. URL consultato il 19 novembre 2020 (archiviato il 17 novembre 2020).
55. 1 2  Human Space Flight Transition Plan - NASA.
56. ↑  (EN) Quentin Hardy e Conor Dougherty, Google and Fidelity Put $1 Billion Into SpaceX (Published 2015), in The New York Times, 20 gennaio 2015. URL consultato il 19 novembre 2020 (archiviato il 12 novembre 2020).
57. ↑  (EN) Jackie Wattles, SpaceX now valued at $21 billion, su CNNMoney, 27 luglio 2017. URL consultato il 19 novembre 2020 (archiviato il 9 novembre 2020).
58. ↑  (EN) Darrell Etherington, SpaceX adds $100 million to previous $350 million funding round, su TechCrunch, 27 novembre 2017. URL consultato il 19 novembre 2020 (archiviato il 27 giugno 2021).
59. ↑  (EN) Jennifer Harbaugh, Current Space Act Agreements, su NASA, 2 ottobre 2015. URL consultato il 1º ottobre 2020 (archiviato il 5 ottobre 2020).
60. 1 2  (EN) Doug Messier, NASA Analysis: Falcon 9 Much Cheaper Than Traditional Approach, su Parabolicarc, 31 maggio 2011. URL consultato il 20 agosto 2020 (archiviato il 20 agosto 2020).
61. ↑  (EN) Michael Sheetz, NASA's billions of investment in SpaceX have been 'very beneficial,' agency chief says, su CNBC, 1º maggio 2020. URL consultato il 19 novembre 2020 (archiviato il 18 agosto 2020).
62. ↑  (EN) Rolfe Winkler e Andy Pasztor, SpaceX Is Raising $500 Million Amid Internal Questions Over Satellite Internet Business, in Wall Street Journal, 15 aprile 2019. URL consultato il 19 novembre 2020 (archiviato il 15 aprile 2019).
63. ↑   Nello Giuliano, Quanto è costato Starlink, l'ultima fatica della SpaceX di Elon Musk?, su FocusTECH, 29 maggio 2019. URL consultato il 1º ottobre 2020 (archiviato il 27 ottobre 2020).
64. ↑  (EN) Michael Sheetz, SpaceX is looking to raise about $250 million, valuing Elon Musk's space company at $36 billion, su CNBC, 21 febbraio 2020. URL consultato l'8 giugno 2020 (archiviato il 29 maggio 2020).
65. ↑   Elon Musk raccoglie $ 1,9 miliardi di finanziamenti per la sua SpaceX, su Forbes Italia, 19 agosto 2020. URL consultato il 19 novembre 2020 (archiviato il 27 giugno 2021).
66. ↑  (EN) In just 3 months, Elon Musk’s SpaceX valuation doubled to whopping over $100 billion by Morgan Stanley, su The Financial Express, 25 ottobre 2020. URL consultato il 24 novembre 2020 (archiviato il 28 novembre 2020).
67. ↑   SpaceX has raised a fresh round of funding, totalling $850 million, in techcrunch.com, 17 febbraio 2021. URL consultato il 19 febbraio 2021 (archiviato il 27 giugno 2021).
68. ↑  (EN) Capabilites & Services, su spacex.com. URL consultato il 13 agosto 2016 (archiviato dall'url originale il 7 ottobre 2013).
69. 1 2   Stefano Piccin, SpaceX inizia un programma rideshare. Metterà in crisi anche il mercato dei piccoli lanciatori?, su AstroSpace, 22 giugno 2020. URL consultato il 30 settembre 2020 (archiviato l'11 agosto 2020).
70. ↑  (EN) When your next door neighbor is a glittering spaceport, in The Verge, 30 dicembre 2019. URL consultato il 31 marzo 2020 (archiviato il 29 aprile 2020).
71. ↑  (EN) NASA Selects Crew and Cargo Transportation to Orbit Partners, su nasa.gov. URL consultato il 20 agosto 2020 (archiviato il 21 agosto 2020).
72. ↑   AtlanticCouncil, Discussion with Gwynne Shotwell, President and COO, SpaceX, 4 giugno 2014. URL consultato il 14 novembre 2020 (archiviato il 25 gennaio 2017).
73. ↑  Dati NASA - COTS.
74. ↑  (EN) Mission Status Center, su SpaceFlightNow, 9 dicembre 2010. URL consultato il 29 settembre 2020 (archiviato il 3 marzo 2016).
75. ↑  (EN) SpaceX Becomes First Company to Dock Ship at Space Station, in The San Francisco Chronicle, 25 maggio 2012. URL consultato il 28 settembre 2020 (archiviato il 26 maggio 2012).
76. ↑  (EN) Big Day for a Space Entrepreneur Promising More, in The New York Times, 22 maggio 2012. URL consultato il 28 settembre 2020 (archiviato il 1º luglio 2017).
77. ↑  (EN) NASA Awards Space Station Commercial Resupply Services Contracts, su nasa.gov. URL consultato il 20 agosto 2020 (archiviato il 2 dicembre 2017).
78. ↑  (EN) Falcon 9 launches final first-generation Dragon, su spacenews.com, Spacenews. URL consultato il 3 maggio 2020 (archiviato il 27 giugno 2021).
79. ↑  (EN) NASA awards CRS2 contracts to SpaceX, Orbital ATK, and Sierra Nevada, su nasaspaceflight.com. URL consultato il 20 agosto 2020 (archiviato l'8 novembre 2020).
80. ↑  (EN) Chris Bergin, NASA lines up four additional CRS missions for Dragon and Cygnus, su NASASpaceFlight. URL consultato il 1º ottobre 2020 (archiviato il 30 gennaio 2017).
81. ↑  (EN) Sierra Nevada Corp. joins SpaceX and Orbital ATK in winning NASA resupply contracts, su washingtonpost.com, Washington Post, 14 gennaio 2016. URL consultato il 1º ottobre 2020 (archiviato l'8 settembre 2020).
82. ↑   Lancio riuscito per la capsula Dragon di SpaceX: trasporta rifornimenti per la Iss, su rainews.it. URL consultato il 6 dicembre 2020 (archiviato il 6 dicembre 2020).
83. ↑  (EN) Stephen Clark, SpaceX to begin flights under new cargo resupply contract next year, su spaceflightnow.com, 2 agosto 2019. URL consultato il 1º ottobre 2020 (archiviato il 3 agosto 2019).
84. ↑  (EN) NASA's CCDev 2 Awards Favor Crew Vehicles Over Launchers, su spacenews.com. URL consultato il 21 agosto 2020 (archiviato il 27 giugno 2021).
85. ↑  (EN) NASA Announces Next Steps in Effort to Launch Americans from U.S. Soil, su nasa.gov. URL consultato il 21 agosto 2020 (archiviato il 6 aprile 2013).
86. ↑  (EN) NASA Chooses American Companies to Transport U.S. Astronauts to International Space Station, su nasa.gov. URL consultato il 21 agosto 2020 (archiviato il 14 agosto 2020).
87. ↑  (EN) NASA Astronauts Launch from America in Historic Test Flight of SpaceX Crew Dragon, su nasa.gov. URL consultato il 21 agosto 2020 (archiviato il 20 agosto 2020).
88. ↑  (EN) NASA Modifies SpaceX Contract to Allow Reuse of Crew Dragon, Falcon 9, su parabolicarc.com, 6 giugno 2020. URL consultato il 1º ottobre 2020 (archiviato il 26 novembre 2020).
89. ↑  (EN) SpaceX’s ‘Resilience’ Lifts 4 Astronauts Into New Era of Spaceflight, su nytimes.com, 15 novembre 2020. URL consultato il 23 novembre 2020 (archiviato il 20 novembre 2020).
90. ↑   NASA and SpaceX finalize extension of commercial crew contract, su spacenews.com. URL consultato il 3 settembre 2022.
91. ↑  (EN) SpaceX wins NASA commercial cargo contract for lunar Gateway, su spacenews.com. URL consultato il 21 agosto 2020.
92. 1 2  (EN) Chris Bergin, Dragon XL revealed as NASA ties SpaceX to Lunar Gateway supply contract, su NASASpaceFlight.com, 27 marzo 2020. URL consultato il 14 novembre 2020 (archiviato il 28 marzo 2020).
93. ↑  (EN) Sean Potter, NASA Awards Artemis Contract for Gateway Logistics Services, su NASA, 27 marzo 2020. URL consultato il 14 novembre 2020 (archiviato il 27 marzo 2020).
94. ↑   NASA Expands Plans for Moon Exploration: More Missions, More Science, in NASA.gov. URL consultato il 28 agosto 2020 (archiviato il 16 febbraio 2020).
95. 1 2   New Companies Join Growing Ranks of NASA Partners for Artemis Program, in NASA.gov. URL consultato il 28 agosto 2020 (archiviato il 27 novembre 2019).
96. ↑   SpaceX just got a big contract to launch two pieces of a future Moon space station, in edition.cnn.com, 10 febbraio 2021. URL consultato il 19 febbraio 2021 (archiviato il 24 febbraio 2021).
97. ↑   SpaceX e Starship porteranno gli astronauti Artemis sulla Luna, in astrospace.it, 16 aprile 2021. URL consultato il 16 aprile 2021 (archiviato il 17 aprile 2021).
98. ↑  (EN) NASA Selects Launch Services Contract for Jason-3 Mission, in NASA.gov, 16 luglio 2012. URL consultato il 24 novembre 2020 (archiviato il 6 maggio 2017).
99. ↑  (EN) NASA Awards Launch Services Contract for Transiting Exoplanet Survey Satellite, in NASA.gov, 16 dicembre 2014. URL consultato il 24 novembre 2020 (archiviato l'11 gennaio 2020).
100. ↑  (EN) NASA Selects Launch Services for Global Surface Water Survey Mission, in NASA.gov, 22 novembre 2016. URL consultato il 24 novembre 2020 (archiviato il 25 novembre 2020).
101. ↑  (EN) NASA Awards Launch Services Contract for Sentinel-6A Mission, in NASA.gov, 19 ottobre 2017. URL consultato il 24 novembre 2020 (archiviato il 25 novembre 2020).
102. ↑   Un razzo SpaceX Falcon 9 mette in orbita il satellite Sentinel-6 Michael Freilich, in hwupgrade.it, 21 novembre 2020. URL consultato il 24 novembre 2020 (archiviato il 23 novembre 2020).
103. ↑  (EN) NASA Awards Launch Services Contract for Asteroid Redirect Test Mission, in NASA.gov, 11 aprile 2019. URL consultato il 24 novembre 2020 (archiviato il 25 novembre 2020).
104. ↑  (EN) NASA Awards Launch Services Contract for Groundbreaking Astrophysics Mission, in NASA.gov, 8 luglio 2019. URL consultato il 24 novembre 2020 (archiviato il 25 novembre 2020).
105. ↑  (EN) NASA Awards Launch Services Contract for Earth Science Mission, in NASA.gov, 4 febbraio 2020. URL consultato il 1º ottobre 2020 (archiviato l'8 ottobre 2020).
106. ↑  (EN) NNASA Awards Launch Services Contract for the Psyche Mission, in NASA.gov, 28 febbraio 2020. URL consultato il 1º ottobre 2020 (archiviato il 9 ottobre 2020).
107. ↑  (EN) NASA Awards Launch Services Contract for IMAP Mission, in NASA.gov, 25 settembre 2020. URL consultato il 1º ottobre 2020 (archiviato il 26 settembre 2020).
108. ↑  (EN) SpaceX secures contract to launch NASA's SPHEREx astrophysics mission, in space.com, 4 febbraio 2021. URL consultato il 19 febbraio 2021 (archiviato il 20 febbraio 2021).
109. ↑  (EN) SpaceX Awarded $100 Million Contract From U.S. Air Force for Falcon I, su spaceref.com. URL consultato il 21 agosto 2020 (archiviato il 27 giugno 2021).
110. ↑  (EN) SpaceX's entry into $70 billion U.S. launch market draws Lockheed jab, su washingtonpost.com. URL consultato il 21 agosto 2020 (archiviato il 15 gennaio 2021).
111. ↑  (EN) SpaceX Falcon 9 successfully launches the DSCOVR spacecraft, su nasaspaceflight.com. URL consultato il 21 agosto 2020 (archiviato il 3 agosto 2020).
112. ↑  (EN) Falcon Heavy launches STP-2 mission, su spacenews.com. URL consultato il 21 agosto 2020 (archiviato il 27 giugno 2021).
113. ↑   Spazio: l'aeronautica USA certifica SpaceX per il lancio di satelliti, su meteoweb.eu. URL consultato il 21 agosto 2020 (archiviato il 27 giugno 2021).
114. ↑  (EN) SpaceX successfully launches an updated GPS satellite for the US Space Force, su theverge.com. URL consultato il 21 agosto 2020 (archiviato il 3 settembre 2020).
115. ↑  (EN) Air Force awards $739 million in launch contracts to ULA and SpaceX, su spacenews.com. URL consultato il 21 agosto 2020 (archiviato il 22 agosto 2020).
116. ↑  (EN) SpaceX and ULA win billions in Pentagon rocket contracts, beating out Blue Origin, Northrop Grumman, su cnbc.com. URL consultato il 19 agosto 2020 (archiviato il 18 agosto 2020).
117. ↑  (EN) SpaceX wins US military approval to launch on reused Falcon boosters, in teslarati.com, 27 settembre 2020. URL consultato il 30 settembre 2020 (archiviato il 30 settembre 2020).
118. ↑  (EN) SpaceX wins $150 million contract to launch Space Development Agency satellites, su spacenews.com, 31 dicembre 2020. URL consultato il 1º gennaio 2021 (archiviato il 27 giugno 2021).
119. ↑  (EN) Thanks To SpaceX, Kazakhstan Sends 2 Satellites Into Space, su caspiannews.com, 5/12/2018. URL consultato il 28 settembre 2020 (archiviato il 13 giugno 2020).
120. ↑  (EN) SpaceX completes Iridium Next constellation, su spacenews.com, 11 gennaio 2019. URL consultato il 24 novembre 2020 (archiviato il 27 giugno 2021).
121. ↑  (EN) SpaceX Launches First of Two Satellites for AsiaSat, su spacenews.com, 5 agosto 2014. URL consultato il 24 novembre 2020 (archiviato il 27 giugno 2021).
122. ↑  (EN) SpaceX will fly space tourists on Crew Dragon for Space Adventures, su space.com. URL consultato il 19 agosto 2020 (archiviato il 20 agosto 2020).
123. 1 2 3  (EN) SpaceX Falcon 1 Data Sheet, su SpaceLaunchReport.com, 8 gennaio 2014. URL consultato il 3 maggio 2020 (archiviato il 9 gennaio 2020).
124. 1 2 3 4  (EN) SpaceX Falcon 9 Data Sheet, su SpaceLaunchReport.com, 1º maggio 2017. URL consultato il 14 novembre 2020 (archiviato il 30 novembre 2015).
125. ↑   (EN) C. Scott Ananian, Elon Musk interview at MIT, October 2014,  a 14 min 20 s. URL consultato il 21 dicembre 2020.
126. ↑  (EN) SpaceX Falcon 9 v1.1 Data Sheet, su SpaceLaunchReport.com, 8 settembre 2017. URL consultato il 21 dicembre 2020 (archiviato l'11 novembre 2020).
127. 1 2 3 4  (EN) SpaceX Falcon 9 v1.2 Data Sheet, su SpaceLaunchReport.com, 25 novembre 2020. URL consultato il 15 marzo 2020 (archiviato il 25 agosto 2017).
128. ↑  (EN) SpaceX Falcon Heavy Data Sheet, su SpaceLaunchReport.com, 25 ottobre 2019. URL consultato il 21 dicembre 2020 (archiviato il 18 novembre 2018).
129. ↑  Commercial Resupply Services, 2018.
130. ↑  (EN) Dragon - SpaceX, su SpaceX. URL consultato il 22 dicembre 2020 (archiviato il 4 giugno 2020).
131. 1 2 3  (EN) Christian Davenport e Brian Fung, Sierra Nevada Corp. joins SpaceX and Orbital ATK in winning NASA resupply contracts, in Washington Post, 14 gennaio 2016. URL consultato il 22 dicembre 2020 (archiviato l'8 settembre 2020).
132. ↑  (EN) Mark Garcia, New SpaceX Cargo Dragon Docks to Station, su blogs.nasa.gov, 7 dicembre 2020. URL consultato il 22 dicembre 2020 (archiviato il 22 dicembre 2020).
133. ↑   Dragonlab Datasheet (PDF), su SpaceX.com, 4 gennaio 2011. URL consultato il 22 dicembre 2020 (archiviato dall'url originale il 4 gennaio 2011).
134. ↑  (EN) Mike Wall, 'Red Dragon' Mission Mulled as Cheap Search for Mars Life, su Space.com, 31 luglio 2011. URL consultato il 22 dicembre 2020 (archiviato il 4 gennaio 2021).
135. ↑  (EN) Space Exploration Technologies Corporation - Falcon 9, su SpaceX, 23 marzo 2012. URL consultato il 21 dicembre 2020 (archiviato dall'url originale il 23 marzo 2012).
136. 1 2  (EN) SpaceX Draco Thruster Performs Long-Duration Firing and Restart, su SpaceX, 9 dicembre 2008. URL consultato il 9 gennaio 2016 (archiviato il 12 aprile 2017).
137. 1 2  SpaceX - Making Humans a Multiplanetary Species.
138. ↑  (EN) SpaceX, Test Raptor Vacuum, in Twitter, 25 settembre 2020. URL consultato il 21 dicembre 2020 (archiviato il 18 novembre 2020).
139. 1 2 3  (EN) Rand Simberg, Elon Musk on SpaceX's Reusable Rocket Plans, su Popularmechanics.com, 7 febbraio 2012. URL consultato il 3 maggio 2020 (archiviato il 6 ottobre 2014).
140. ↑  (EN) Stephen Clark, SpaceX eyes Dec. 19 for first launch since June – Spaceflight Now, su Spaceflightnow.com, 10 dicembre 2015. URL consultato il 25 dicembre 2020 (archiviato il 21 novembre 2020).
141. ↑  (EN) Nadia Drake, SpaceX Rocket Makes Spectacular Landing on Drone Ship, su National Geographic, 8 aprile 2016. URL consultato il 26 dicembre 2020 (archiviato il 28 maggio 2018).
142. 1 2  (EN) GO Ms. Tree - Fairing Recovery, su spacexfleet.com. URL consultato il 27 settembre 2020 (archiviato il 24 settembre 2020).
143. ↑  (EN) Maria Jose Valero, Musk Says SpaceX Isn’t Planning to Reuse the Falcon 9, in Bloomberg.com, 19 novembre 2018. URL consultato il 25 dicembre 2020 (archiviato il 23 agosto 2019).
144. 1 2 3  Starship users guide, 2020.
145. ↑  (EN) Alan Boyle, Goodbye, BFR … hello, Starship: Elon Musk renames SpaceX Mars spaceship – GeekWire, su GeekWire, 19 novembre 2018. URL consultato il 2 gennaio 2021 (archiviato dall'url originale il 28 dicembre 2019).
146. ↑  (EN) Starship - SpaceX, su SpaceX. URL consultato il 2 gennaio 2021 (archiviato dall'url originale il 30 settembre 2019).
147. ↑  (EN) Chris Heath, How Elon Musk Plans on Reinventing the World (and Mars) | GQ, su GQ.com, 12 dicembre 2015. URL consultato il 2 gennaio 2021 (archiviato dall'url originale il 12 dicembre 2015).
148. 1 2  (EN) #dearMoon, su #dearMoon. URL consultato il 2 gennaio 2021 (archiviato il 12 gennaio 2020).
149. ↑  (EN) Eric Berger, SpaceX pushing iterative design process, accepting failure to go fast, su Ars Technica, 26 luglio 2019. URL consultato il 2 gennaio 2021 (archiviato il 25 dicembre 2020).
150. ↑   La NASA ha messo in competizione SpaceX, Blue Origin e Dynetics per i futuri viaggi sulla Luna, su Il Post, 1º maggio 2020. URL consultato il 2 maggio 2020 (archiviato il 1º maggio 2020).
151. ↑  (EN) Loura Hall, 2020 NASA Tipping Point Selections, su nasa.gov, 15 ottobre 2020. URL consultato il 14 ottobre 2020 (archiviato il 14 ottobre 2020).
152. 1 2  (EN) Peter B. de Selding, SpaceX To Build 4,000 Broadband Satellites in Seattle, su spacenews.com, 20 gennaio 2015. URL consultato il 6 ottobre 2020 (archiviato il 26 settembre 2020).
153. ↑  (EN) Dominic Gates, Elon Musk touts launch of ‘SpaceX Seattle’ | Business & Technology | The Seattle Times, su The Seattle Times, 20 gennaio 2015. URL consultato il 1º gennaio 2021 (archiviato dall'url originale il 13 febbraio 2015).
154. 1 2 3  (EN) Sandra Erwin, SpaceX win Space Development Agency contracts to build missile-warning satellites, su SpaceNews, 5 ottobre 2020. URL consultato il 6 ottobre 2020 (archiviato il 27 giugno 2021).
155. ↑  (EN) Jon Brodkin, SpaceX hits two milestones in plan for low-latency satellite broadband, su arstechnica.com, Ars Technica, 14 febbraio 2018. URL consultato il 13 maggio 2019 (archiviato il 17 novembre 2020).
156. ↑  (EN) Peter B. de Selding, SpaceX's Shotwell on Falcon 9 inquiry, discounts for reused rockets and Silicon Valley's test-and-fail ethos, in SpaceNews, 5 ottobre 2016. URL consultato il 21 novembre 2020 (archiviato il 28 aprile 2020).
157. ↑  (EN) Eric Ralph, SpaceX's Starlink eyed by US military as co. raises $500–750M for development, in Teslerati.com, 21 dicembre 2018. URL consultato il 23 maggio 2019 (archiviato il 20 aprile 2020).
158. ↑  (EN) Jeff Foust, Starlink failures highlight space sustainability concerns, su spacenews.com, Space News. URL consultato il 18 settembre 2019 (archiviato il 22 agosto 2020).
159. ↑   Keeping Space Clean, su starlink.com. URL consultato il 21 aprile 2020 (archiviato il 23 luglio 2020).
160. 1 2  (EN) Sandra Erwin, SpaceX working on fix for Starlink satellites so they don’t disrupt astronomy, su SpaceNews, 7 dicembre 2019. URL consultato il 1º gennaio 2021 (archiviato il 24 agosto 2020).
161. ↑   Starlink, lanciati altri 58 satelliti per l'internet globale, su La Repubblica, 15 giugno 2020. URL consultato il 17 giugno 2020 (archiviato il 16 giugno 2020).
162. ↑   (EN) PandoDaily, PandoMonthly: Fireside Chat With Elon Musk, 17 luglio 2012. URL consultato il 30 dicembre 2020.
163. ↑   Andrea de Cesco, Hyperloop, tutto quello che c'è da sapere sul treno supersonico a levitazione magnetica, su Corriere della Sera, 6 agosto 2017. URL consultato il 30 dicembre 2020 (archiviato il 22 agosto 2017).
164. 1 2 3 4  Hyperloop Alpha, 2013.
165. ↑  Hyperloop pod competition, 2015.
166. ↑  (EN) David R. Baker, Build your own hyperloop! SpaceX announces pod competition, su SFGATE, 15 giugno 2015. URL consultato il 30 dicembre 2020 (archiviato il 23 gennaio 2021).
167. ↑  (EN) Bruce Upbin, Hyperloop Is Real: Meet The Startups Selling Supersonic Travel, su Forbes, 11 febbraio 2015. URL consultato il 30 dicembre 2020 (archiviato il 14 novembre 2016).
168. ↑   Chiara Guzzonato, Nel test di velocità il Virgin Hyperloop è andato... piano piano!, su Focus.it, 21 novembre 2020. URL consultato il 30 dicembre 2020 (archiviato il 2 dicembre 2020).
169. 1 2  (EN) SpaceX Headquarters In Hawthorne, Calif., in forbes.com. URL consultato il 27 settembre 2020 (archiviato il 27 giugno 2021).
170. 1 2 3  (EN) Ian Atkinson, SpaceX renovating former Falcon 9 test stand at McGregor, su nasaspaceflight.com, 14 ottobre 2019. URL consultato il 30 settembre 2020 (archiviato il 22 novembre 2020).
171. 1 2  (EN) SpaceX adds a big new lab to its satellite development operation in Seattle area, in geekwire.com, 27 gennaio 2017. URL consultato il 27 settembre 2020 (archiviato il 12 ottobre 2018).
172. ↑  (EN) Broadcast 2212: Special Edition, interview with Gwynne Shotwell (MP3), su archived.thespaceshow.com, 21 marzo 2014. URL consultato il 27 settembre 2020 (archiviato dall'url originale il 22 marzo 2014).
173. ↑  (EN) SpaceX indicates it will manufacture the BFR rocket in Los Angeles, in arstechnica.com, 19 marzo 2018. URL consultato il 27 settembre 2020 (archiviato il 21 marzo 2018).
174. ↑  (EN) SpaceX Pulls Out Of Lease With Port Of LA For Mars Rocket Building Site, in losangeles.cbslocal.com, 16 gennaio 2019. URL consultato il 27 settembre 2020 (archiviato il 22 ottobre 2019).
175. ↑  (EN) Is SpaceX Changing the Rocket Equation?, in airspacemag.com, 12 gennaio 2012. URL consultato il 27 settembre 2020 (archiviato il 16 dicembre 2019).
176. ↑  (EN) SpaceX plans expansion of rocket refurbishing facilities in Florida, in fr.reuters.com, 27 giugno 2017. URL consultato il 27 settembre 2020 (archiviato il 27 giugno 2021).
177. ↑  (EN) SpaceX renovating former Falcon 9 test stand at McGregor, in nasaspaceflight.com, 14 ottobre 2019. URL consultato il 27 settembre 2020 (archiviato il 22 novembre 2020).
178. ↑  (EN) McGregor: Before SpaceX, facility produced bombs and lots of them, in kwtx.com, 24 giugno 2017. URL consultato il 27 settembre 2020 (archiviato il 24 gennaio 2021).
179. ↑   Luca Frigerio, La Città di McGregor cambia il regolamento per i test di SpaceX, su AstronautiNEWS. URL consultato il 30 settembre 2020 (archiviato il 27 giugno 2021).
180. 1 2   SpaceX inizia la costruzione del pad per il Falcon Heavy a Vandenberg, in astronautinews.it, 12 luglio 2011. URL consultato il 27 settembre 2020 (archiviato il 21 dicembre 2020).
181. 1 2 3 4  (EN) SpaceX chooses the poorest US city for its launchpad, in theverge.com, 5 agosto 2014. URL consultato il 27 settembre 2020 (archiviato l'11 novembre 2020).
182. 1 2  (EN) SpaceX cleared for Cape launches, in Florida Today, 25 aprile 2007. URL consultato il 5 giugno 2010 (archiviato il 30 settembre 2007).
183. ↑  (EN) Falcon 9's commercial promise to be tested in 2013, su spaceflightnow.com. URL consultato il 17 novembre 2012 (archiviato il 1º maggio 2015).
184. ↑  (EN) SpaceX Falcon 9 rocket, satellite destroyed in explosion, in Florida Today. URL consultato il 1º settembre 2016 (archiviato il 2 settembre 2016).
185. ↑  (EN) Spaceflight Now - Dragon Mission Report, su spaceflightnow.com. URL consultato il 30 settembre 2020 (archiviato il 19 gennaio 2017).
186. ↑  (EN) SpaceX to bid for rights to historic NASA launch pad, in Phys.org, 13 dicembre 2013. URL consultato il 15 dicembre 2013 (archiviato il 15 dicembre 2013).
187. ↑  (EN) SpaceX wins NASA's nod to take over historic Launch LC-39A, in NBC News, 13 dicembre 2013. URL consultato il 18 dicembre 2013 (archiviato il 17 dicembre 2013).
188. ↑  (EN) With nod to history, SpaceX gets launch LC-39A OK, in Florida Today, 15 aprile 2014. URL consultato il 15 aprile 2014 (archiviato il 30 luglio 2014).
189. ↑  (EN) NASA signs over historic Launch Pad 39A to SpaceX, in collectSpace, 14 aprile 2014. URL consultato il 19 novembre 2014 (archiviato il 24 agosto 2014).
190. ↑  (EN) Potential Sunday Launch Opportunity: 9:38:59 a.m. EST – SpaceX, su blogs.nasa.gov. URL consultato il 14 novembre 2020 (archiviato il 15 ottobre 2020).
191. ↑  (EN) SpaceX to build floating spaceports for rockets bound for the Moon and Mars, and for hypersonic Earth travel, su techcrunch.com, 16 febbraio 2020. URL consultato il 16 febbraio 2020 (archiviato il 17 giugno 2020).
192. ↑   SpaceX compra piattaforme petrolifere per lanciare Starship dal mare?, su hwupgrade.it, 19 gennaio 2021. URL consultato il 19 gennaio 2021 (archiviato il 19 gennaio 2021).
193. ↑  (EN) Spaceflight Now - Falcon Launch Report, su spaceflightnow.com. URL consultato il 21 agosto 2013 (archiviato il 2 agosto 2009).
194. ↑   Spaceflight Now | Falcon Launch Report | Mission Status Center, su spaceflightnow.com. URL consultato il 1º gennaio 2016 (archiviato il 2 agosto 2009).
195. ↑   Falcon-1e, su space.skyrocket.de. URL consultato il 1º gennaio 2016 (archiviato il 16 novembre 2020).
196. ↑   SpaceX Falcon Data Sheet, su spacelaunchreport.com. URL consultato il 1º gennaio 2016 (archiviato il 24 settembre 2015).
197. ↑   SpaceX has magical goals for Falcon 9 | NASASpaceFlight.com, su nasaspaceflight.com. URL consultato il 1º gennaio 2016 (archiviato il 20 settembre 2020).
198. ↑   SpaceX, Launch Manifest, su SpaceX. URL consultato il 1º gennaio 2016 (archiviato dall'url originale il 14 aprile 2009).
199. ↑   spacexcmsadmin, Falcon 9, su SpaceX. URL consultato il 1º gennaio 2016 (archiviato dall'url originale il 1º maggio 2013).
200. ↑   Tutto quello che dovete sapere su Starlink, in astrospace.it, 19 luglio 2020. URL consultato il 27 settembre 2020 (archiviato il 25 ottobre 2020).